# Liste von Sakralbauten in Ludwigshafen am Rhein

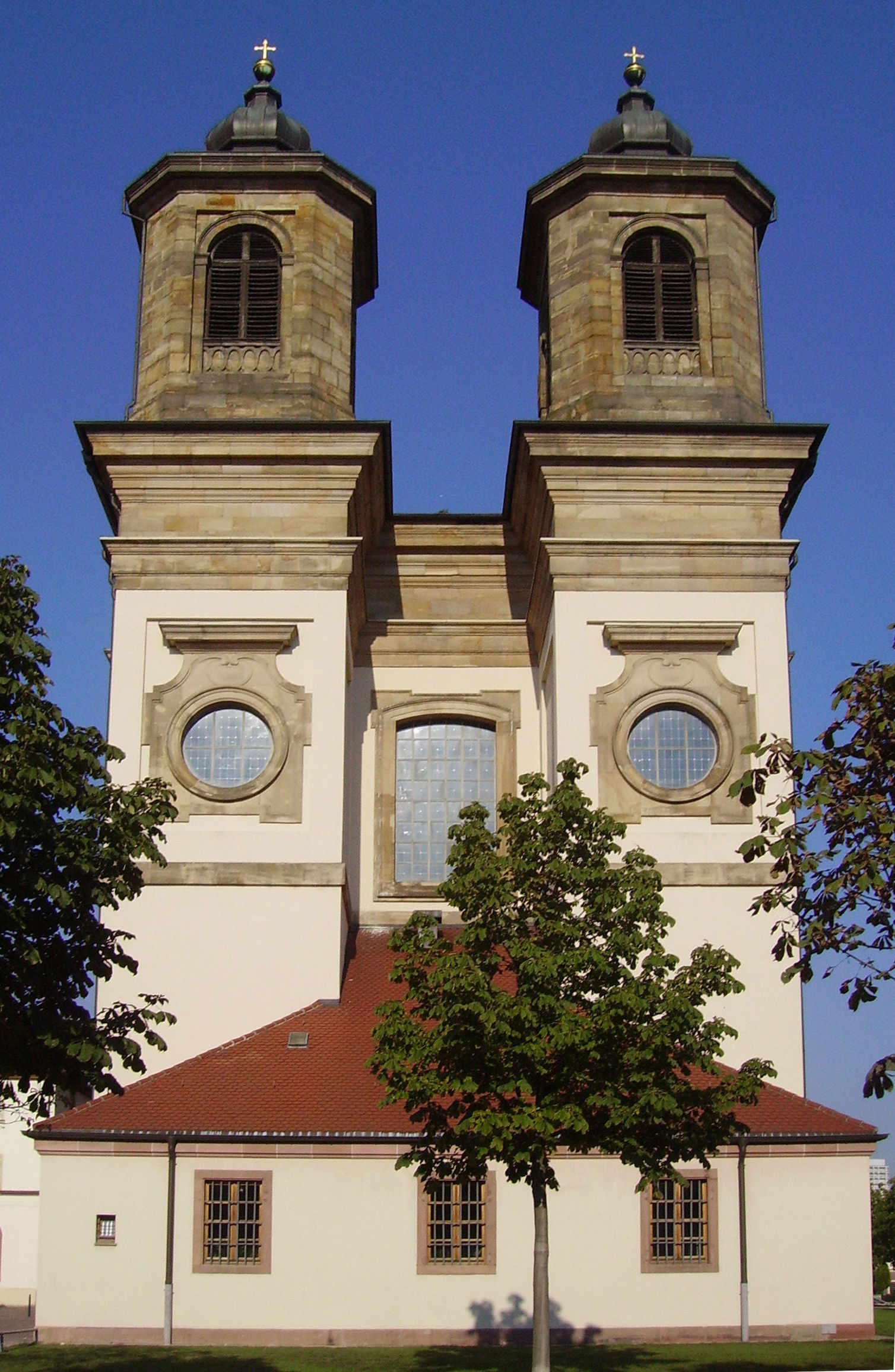
Die Wallfahrtskirche Mariä Himmelfahrt ist die bekannteste Kirche Ludwigshafens.

Diese Liste von Sakralbauten von Ludwigshafen nennt und erläutert die Kirchen und sonstigen Sakralbauten in der Stadt Ludwigshafen am Rhein, Rheinland-Pfalz.

## Christentum
Da auf Grund des demografischen Wandels in den kommenden Jahrzehnten einige dieser Kirchen nicht mehr in ihrer ursprünglichen Funktion genutzt werden, ist diese Liste auch eine Bestandsaufnahme zu Beginn des 21. Jahrhunderts.
Ein Anzeichen des demographischen Wandels ist der Strukturwandel, den das Bistum Speyer mit der Gemeindepatorale 2015 angestoßen hat. Dabei wurden die 18 Kirchengemeinden zu 5 Pfarreien organisatorisch zusammengefasst.

### St. Albert

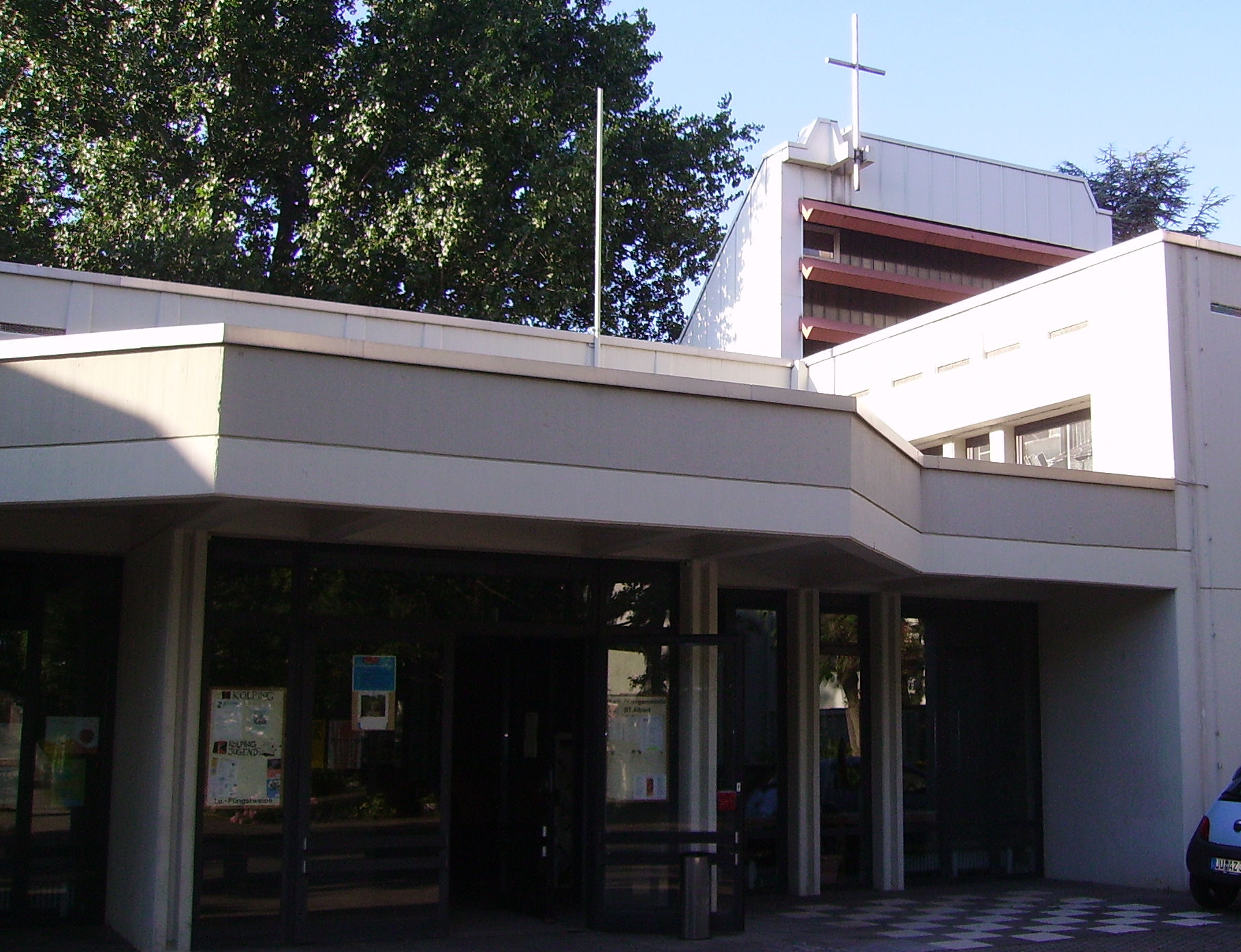
St. Albert

St. Albert wurde im Neubaugebiet Pfingstweide im Jahr 1974 eingeweiht.
| Name       | Albert                                             |
| Pfarrei    | Heilige Edith Stein                                |
| Bauzeit    | 1972–1974                                          |
| Zerstörung | -                                                  |
| Architekt  | Wolfgang Rauch aus Neustadt                        |
| Baustil    | moderne Bauauffassung der 1960er bis 1980er Jahre  |
| Turmhöhe   | ˜13 m                                              |
| Glocken    | keine                                              |
| Orgel      | Firma Kuhn, Esthal/Pfalz, II/16                    |
| Fläche     | 240 m²                                             |
| Sitzplätze | 100 (+ 200 durch Einbeziehung des Saals)           |
| Adresse    | Madrider Weg 15 in 67069 Ludwigshafen-Pfingstweide |
| Website    | Hl. Edith Stein                                    |

### Apostelkirche

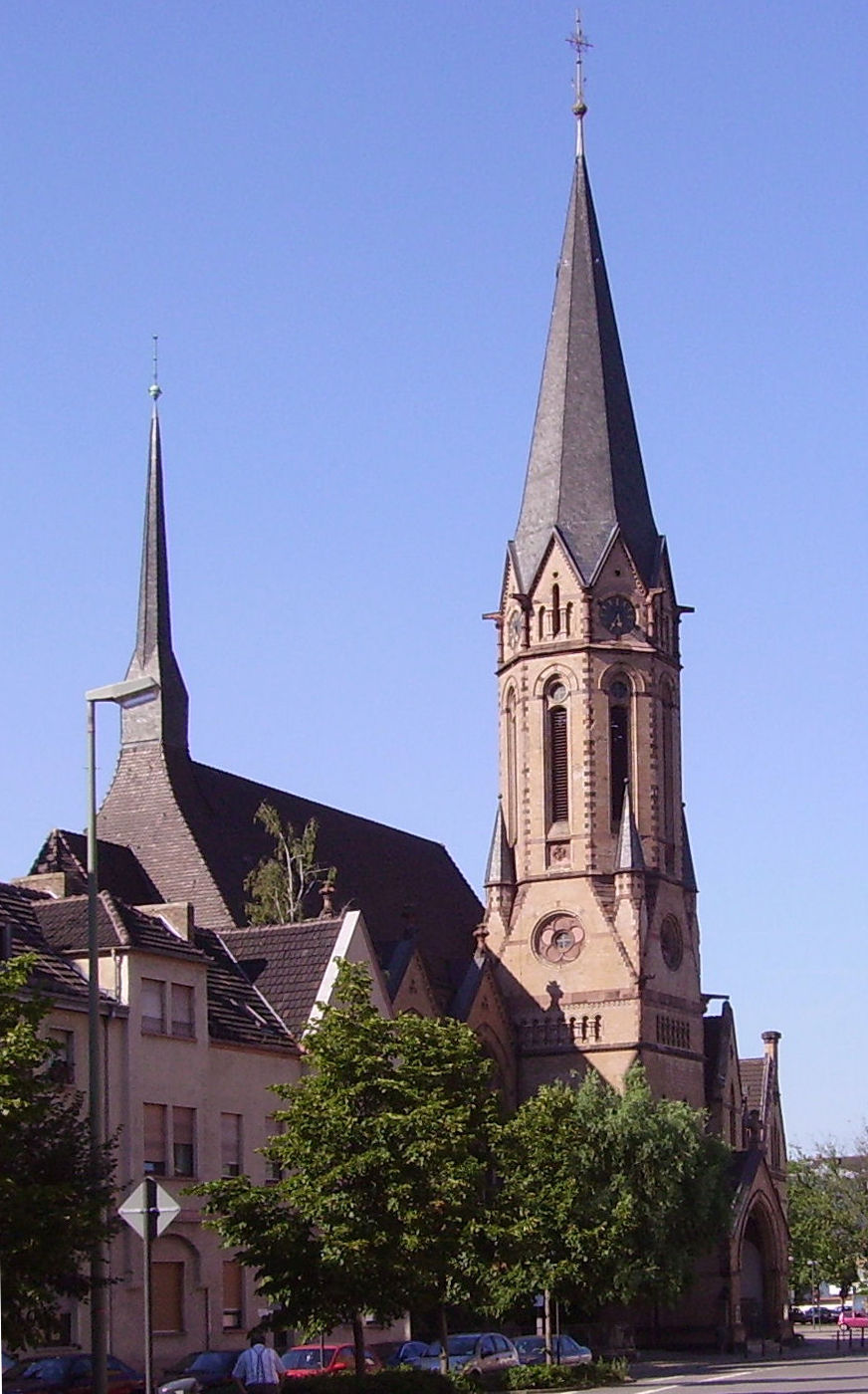
Apostelkirche

Die Apostelkirche entstand als Tochtergemeinde der protestantischen Pfarre I (spätere Lutherkirche), die 1895 von dieser abgetrennt und unter der Leitung des bisherigen Pfarrers von Oggersheim, Johann Georg Bickes, als eigene Pfarrstelle für die nördlich der Bahnlinie Ludwigshafen-Neustadt gelegenen Stadtteile verselbständigt wurde.
Der Kirchenbau wurde in den Jahren 1892 bis 1894 im frühgotischen Stil errichtet. Die Bauausführung erfolgte durch die Firma Gebrüder Hoffmann aus Ludwigshafen.
Die Apostelkirche ist heute in Ludwigshafen der am besten erhaltene protestantische Kirchenbau aus der Zeit vor dem Ersten Weltkrieg.
| Name       | Apostel                                                                                |
| Bauzeit    | 1892–1894                                                                              |
| Zerstörung | geringe Beschädigung im Zweiten Weltkrieg                                              |
| Architekt  | Johannes Otzen, Berlin                                                                 |
| Baustil    | neugotischer Blankziegelbau                                                            |
| Turmhöhe   | 68 m                                                                                   |
| Glocken    | des1–f1–as1–b1; 1.620 kg, 913 kg, 558 kg, 398 kg, (Glocken- und Kunstgießerei Rincker) |
| Orgel      | 1951/52 Steinmeyer, III/41 (46)                                                        |
| Fläche     | 623 m²                                                                                 |
| Sitzplätze | 632                                                                                    |
| Adresse    | Rohrlachstraße 70                                                                      |
| Website    | www.jona-lu.de                                                                         |

### Auferstehungskirche

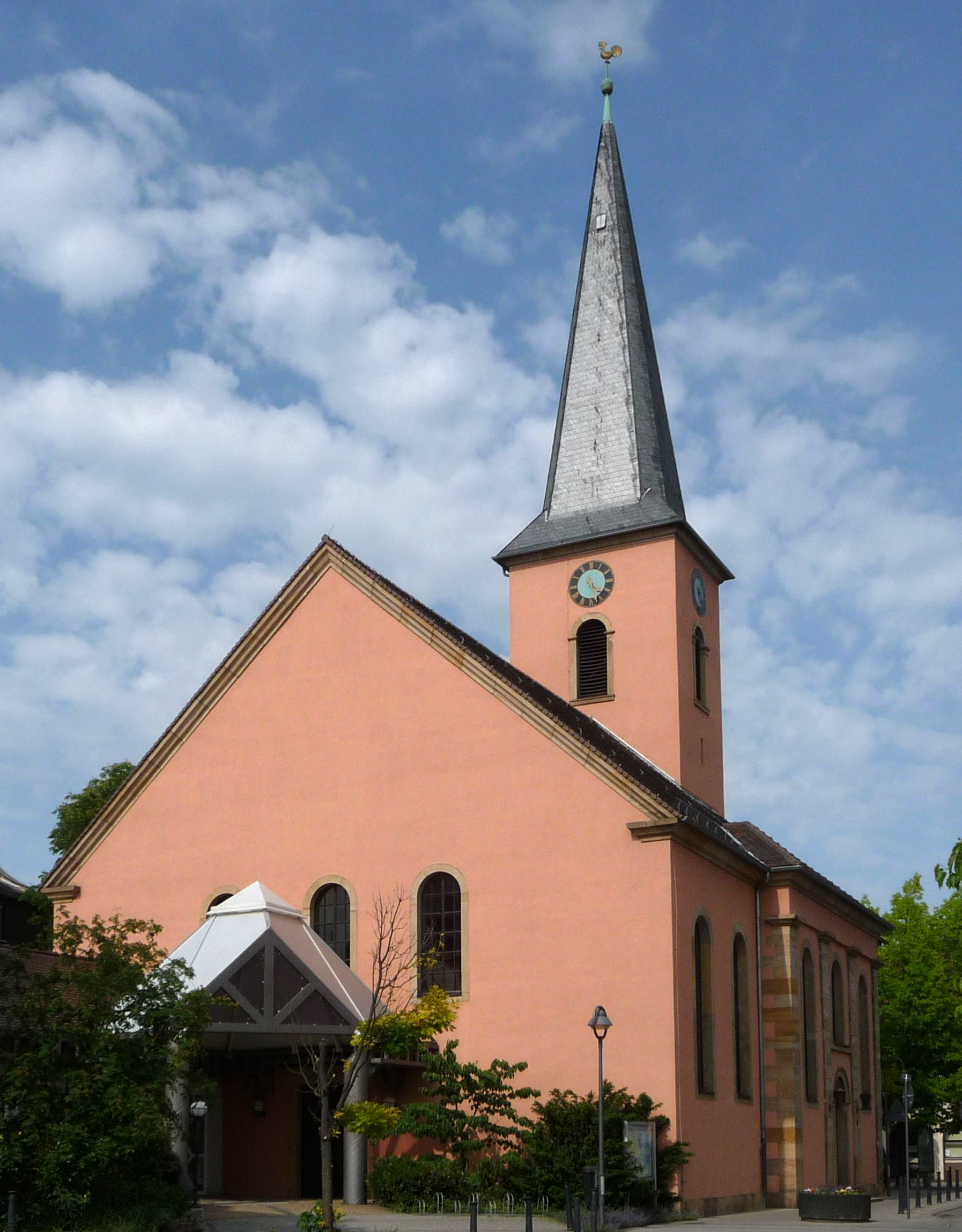
Auferstehungskirche

Die erste evangelische Auferstehungskirche in Oppau wurde im Jahr 1830 gebaut. Bei der Explosion des Oppauer Stickstoffwerkes am 21. September 1921 und im Zweiten Weltkrieg wurde sie schwer beschädigt. Der Wiederaufbau fand zuerst im Jahr 1923 und nach dem Krieg im Jahr 1951 statt.
| Name         | Auferstehung                                                                                     |
| Bauzeit      | 1830–1840, 1923, 1952                                                                            |
| Zerstörungen | 1707, 1784, 1824, 1921, 1943                                                                     |
| Architekten  | Jakob Pfarr, Oppau (1830) Wolfgang Schrade, Mannheim (1922) Walter Blessing, Neckargemünd (1952) |
| Baustil      | neoklassizistische Bauanlage                                                                     |
| Turmhöhe     | 42 m                                                                                             |
| Glocken      | d1–f1–g1–a1; 1.276 kg, 771 kg, 737 kg, 527 kg                                                    |
| Orgel        | 1952–57 Steinmeyer Oettingen, II/24 elektrisch                                                   |
| Fläche       | 440 m²                                                                                           |
| Sitzplätze   | 582                                                                                              |
| Adresse      | Kirchenstraße 1 in Ludwigshafen-Oppau                                                            |
| Website      | www.evkircheoppau.de                                                                             |

### St. Bonifaz

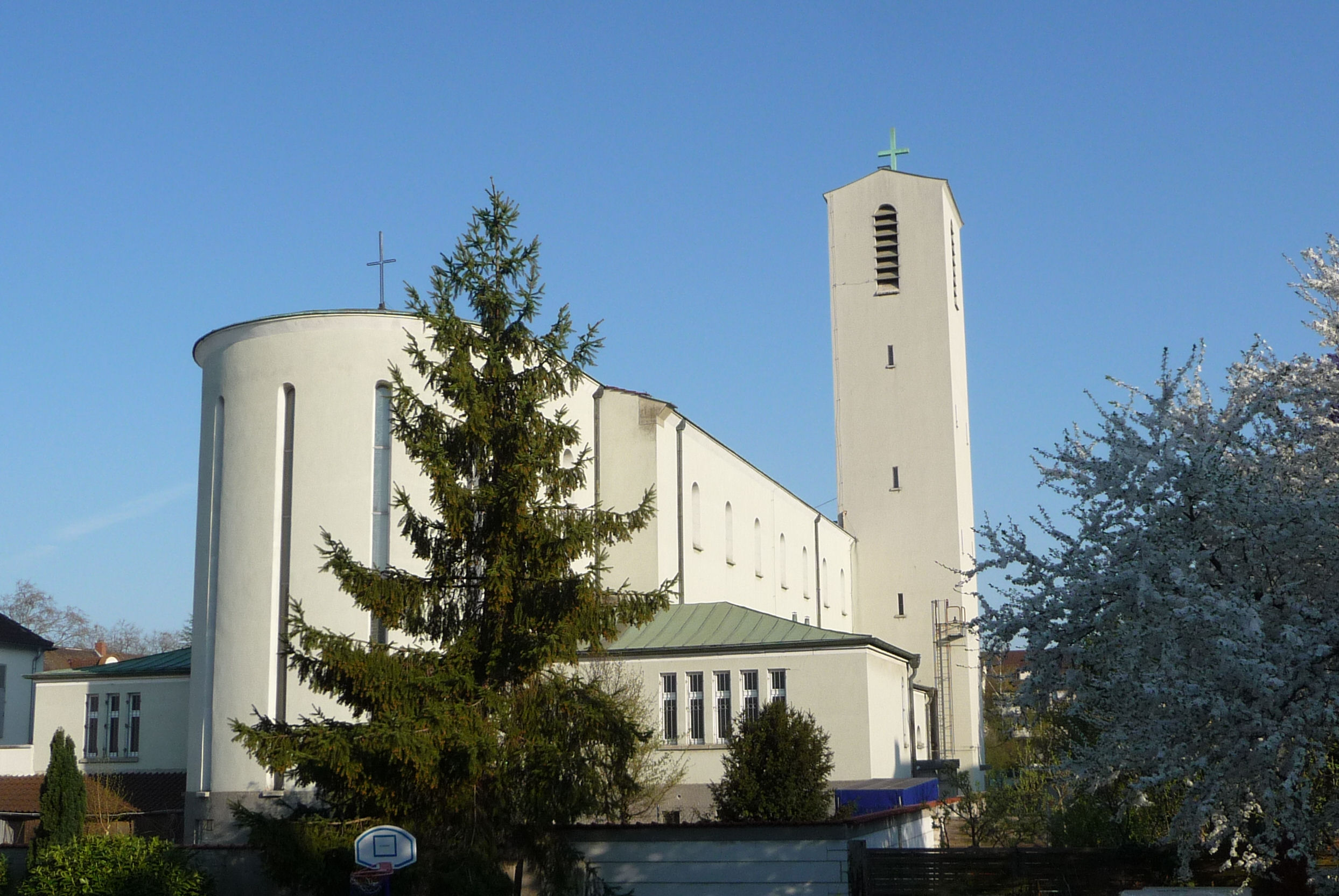
St. Bonifaz

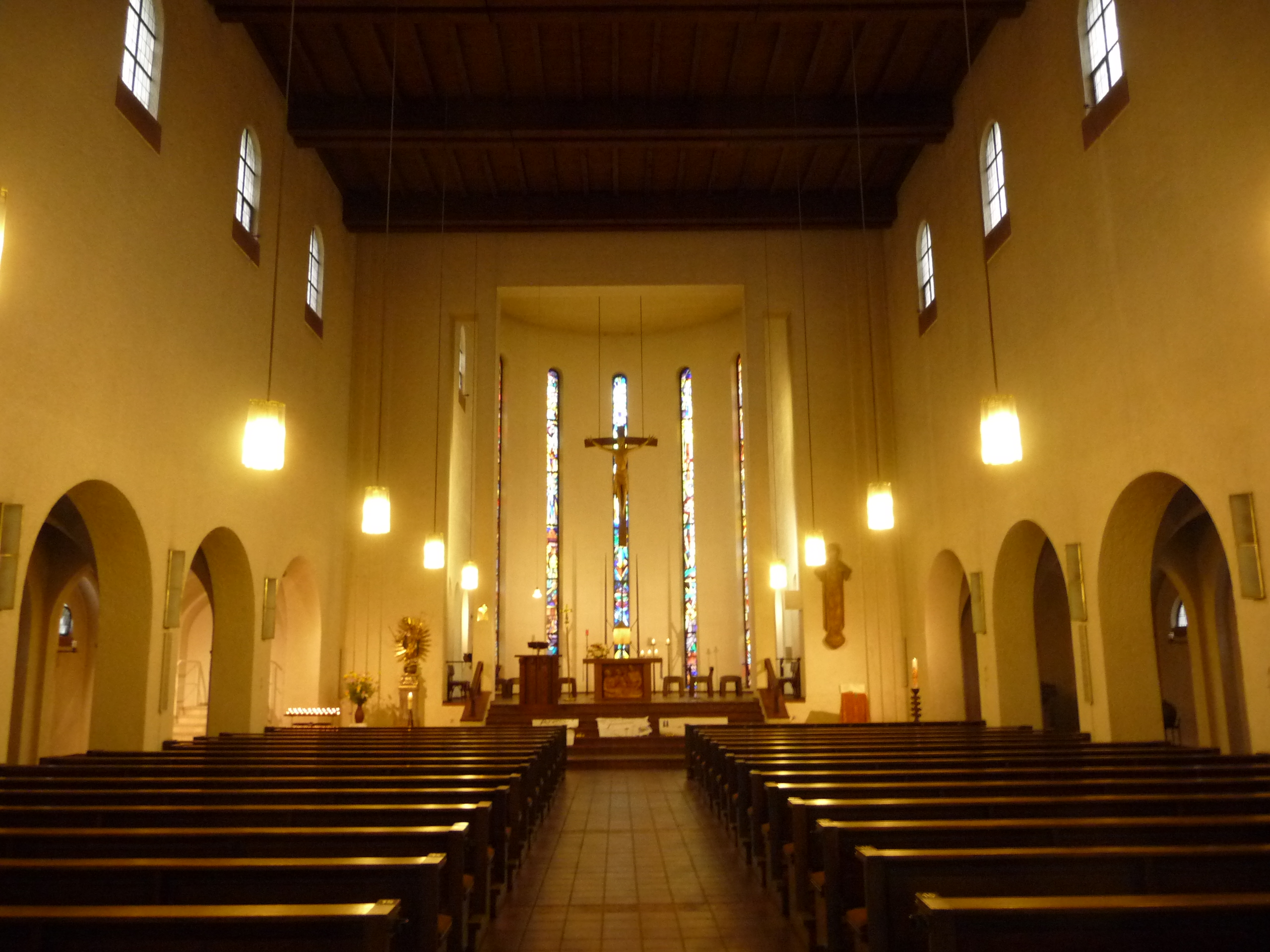
Innenraum

Die katholische St.-Bonifaz-Kirche wurde innerhalb der niedrigen Siedlungsarchitektur der Gartenstadt 1929/1930 von Albert Boßlet unter Mitwirkung von Karl Lochner als städtebauliche Dominante entworfen. Die Kriegsschäden wurden 1949/1950 beseitigt. Es handelt sich um eine nach Süden gerichtete basilikale Anlage mit hoch aufragendem Fassadenflankenturm.
Es handelt sich dabei um einen charakteristischen Vertreter der in den 1920/1930er Jahren im Stil des Funktionalismus erbauten Kirchen.
Die Pfarrgemeinden St. Bonifaz, St. Hedwig und St. Hildegard bilden eine Pfarreiengemeinschaft.
| Name        | Bonifatius                                       |
| Pfarrei     | Heilige Katharina von Siena                      |
| Bauzeit     | 1929/30                                          |
| Zerstörung  | -                                                |
| Architekten | Albert Boßlet und Karl Lochner                   |
| Baustil     | moderne Basilika                                 |
| Turmhöhe    | ˜28 m                                            |
| Glocken     | des1–f1–as1–b1; 1.626 kg, 811 kg, 608 kg, 416 kg |
| Orgel       | 1980 Walcker, II/26                              |
| Fläche      | 3.560 m² Grundfläche                             |
| Sitzplätze  | 425                                              |
| Adresse     | Deidesheimer Straße 2                            |
| Website     | Hl. Katharina von Siena                          |

### Christ König

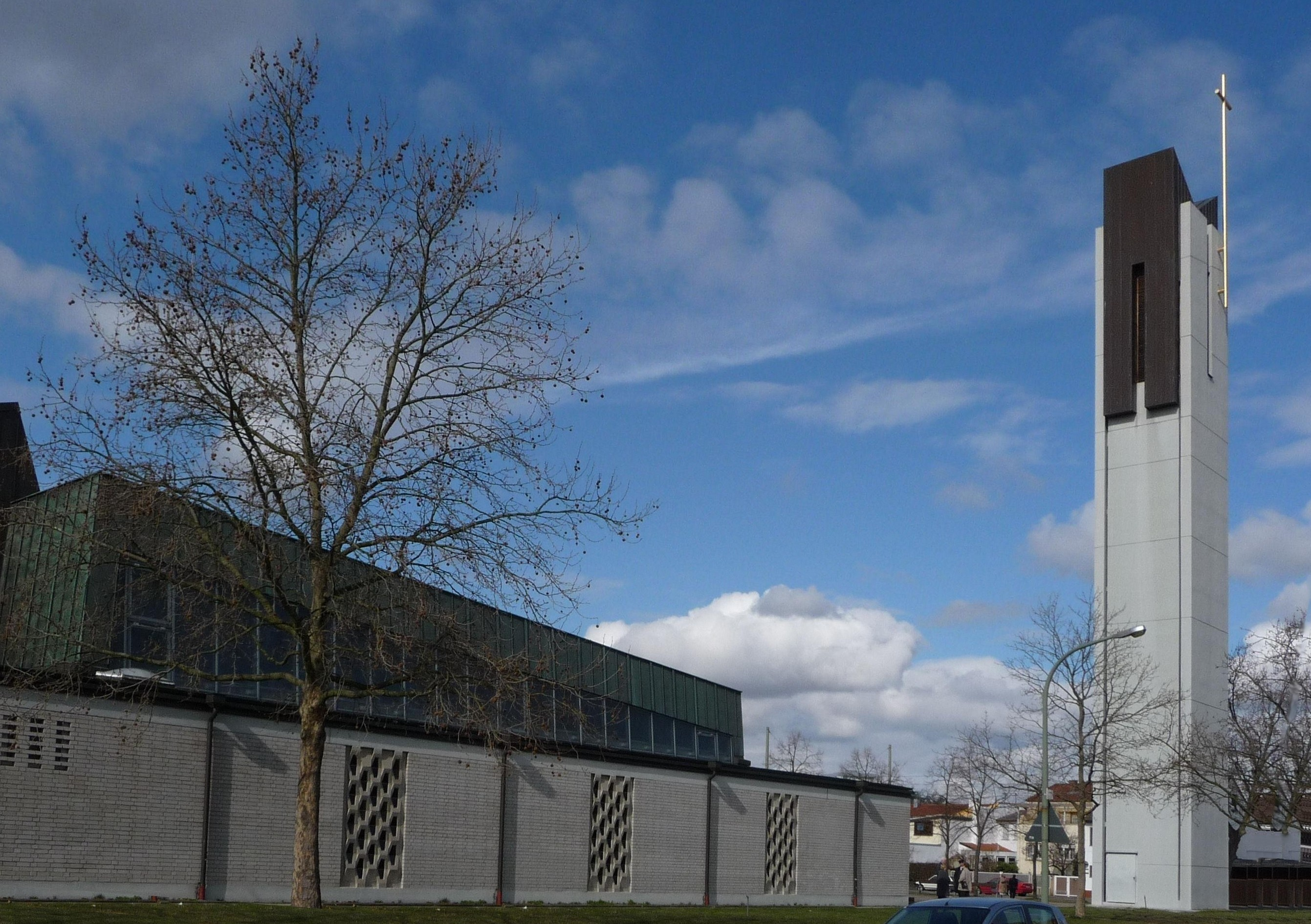
Christ König

Im Heiligen Jahr 1925 führte Papst Pius XI. das Christkönigsfest ein, das am Sonntag vor dem ersten Advent gefeiert wird. Deshalb wurde der Name Christkönig als Name für eine weitere katholische Pfarrei in Oggersheim gewählt, und Architekt Boßlet plante bereits eine Kirchenanlage. Doch gebaut wurde im Jahr 1928 nur ein Kindergarten.
1964 wurde Oggersheim in zwei Pfarreien aufgeteilt. 4.500 Katholiken verblieben in der Mutterpfarrei Maria Himmelfahrt, 3.100 Katholiken gehörten jetzt zu Christkönig. Gleichzeitig begannen die Bauarbeiten für die Kirche, die im Jahr 1966 eingeweiht wurde. Es wurde eine Kirche aus Beton, im Stil ihrer Zeit.
| Name       | Christkönigsfest                                                                           |
| Pfarrei    | Heiliger Franz von Assisi                                                                  |
| Bauzeit    | 1966                                                                                       |
| Zerstörung | -                                                                                          |
| Architekt  | Adolf Knoll                                                                                |
| Baustil    | moderne Stahlbeton-Konzeption                                                              |
| Turmhöhe   | ˜36 m                                                                                      |
| Glocken    | Philippus (1.250 kg, es1), Petrus (1.020 kg, f1), Jakobus (750 kg, g1), Maria (500 kg, b1) |
| Orgel      | Mayer 1989, II/23 mechanisch                                                               |
| Fläche     | nicht bekannt                                                                              |
| Sitzplätze | 450                                                                                        |
| Adresse    | Raiffeisenstraße in Ludwigshafen-Oggersheim                                                |
| Website    | Hl. Franz von Assisi                                                                       |

### Christuskirche

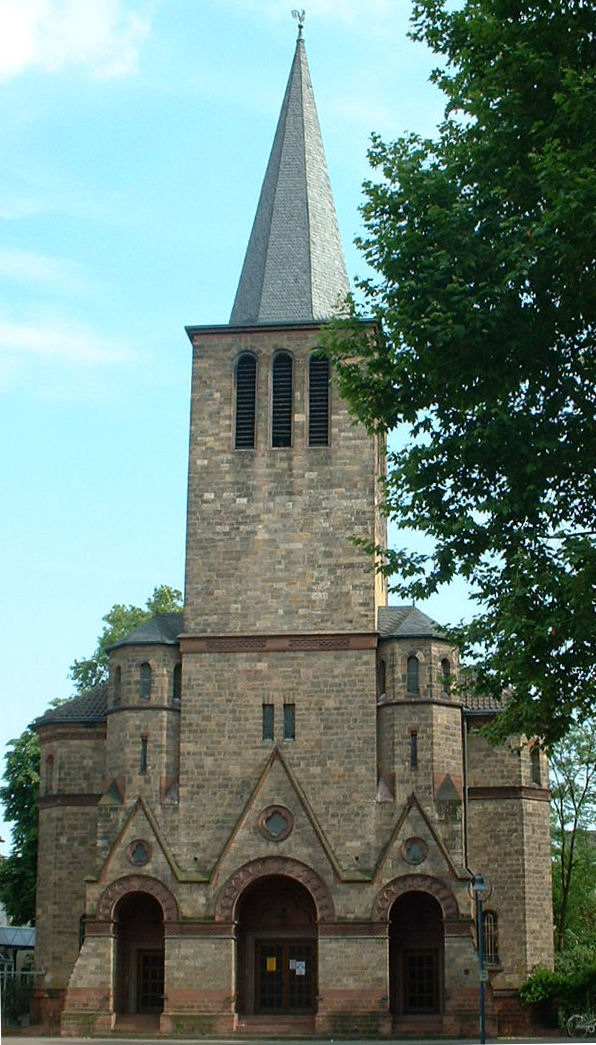
Christuskirche

Im Jahr 1801 gingen die Protestanten Mundenheims nach Rheingönheim zum Gottesdienst, und die Kinder besuchten die dortige protestantische Schule.
Infolge der Industrialisierung wuchs Mundenheim stark an. 1892 ließ sich die Firma Dr. Friedrich Raschig nieder, 1895 siedelte sich die Firma Gebr. Giulini in Mundenheim an. Als die Zahl der Protestanten weiter angewachsen war, wurde seitens der Kirchenbehörde bei der Staatsregierung die Gründung eines Vikariats angeregt. Unter Hinweis auf das unverminderte Anwachsen der Gemeinde genehmigte der Prinzregent 1903 persönlich die Erhebung der Vikariatsgemeinde zu einer selbständigen Pfarrei.
1897 schenkte Major von Heyl der Gemeinde einen Bauplatz mit der Auflage, dass mit dem Bau innerhalb von vier Jahren begonnen werde. Die Christuskirche wurde in den Jahren 1901 bis 1903 nach Plänen von Franz Schöberl erbaut. Die Kirche wurde damals folgendermaßen beschrieben: „Dieselbe ist außerordentlich schön nach Aufriss und Ausführung. Sie enthält zwischen 900 und 1.000 Sitzplätze, ist mit einer dreiseitigen Empore versehen und hat eine gute Akustik.“
An der Fassade steht ein einbezogener Mittelturm mit hohem Spitzhelm, in dessen Erdgeschoss ist eine Vorhalle mit drei rundbogigen Eingängen eingerichtet.
Im Zweiten Weltkrieg brannte die Kirche 1943 völlig aus und wurde in den Jahren 1952 bis 1954 wieder aufgebaut.
| Name       | Christus                                               |
| Bauzeit    | 1901–1902, 1953–1954                                   |
| Zerstörung | 1943                                                   |
| Architekt  | Franz Schöberl, Speyer Karl Otterstätter, Ludwigshafen |
| Baustil    | romantisierende Bauform im Übergangsstil               |
| Turmhöhe   | 39,5 m                                                 |
| Glocken    | des1–f1–as1–b1; 1.770 kg, 927 kg, 625 kg, 483 kg       |
| Orgel      | 1962 Steinmeyer, Oettingen; II/27 mechanisch           |
| Fläche     | 420 m²                                                 |
| Sitzplätze | 720                                                    |
| Adresse    | Kirchplatz 5 in 67065 Ludwigshafen-Mundenheim          |
| Website    | www.christuskirche-mundenheim.de                       |

### Comeniuskirche

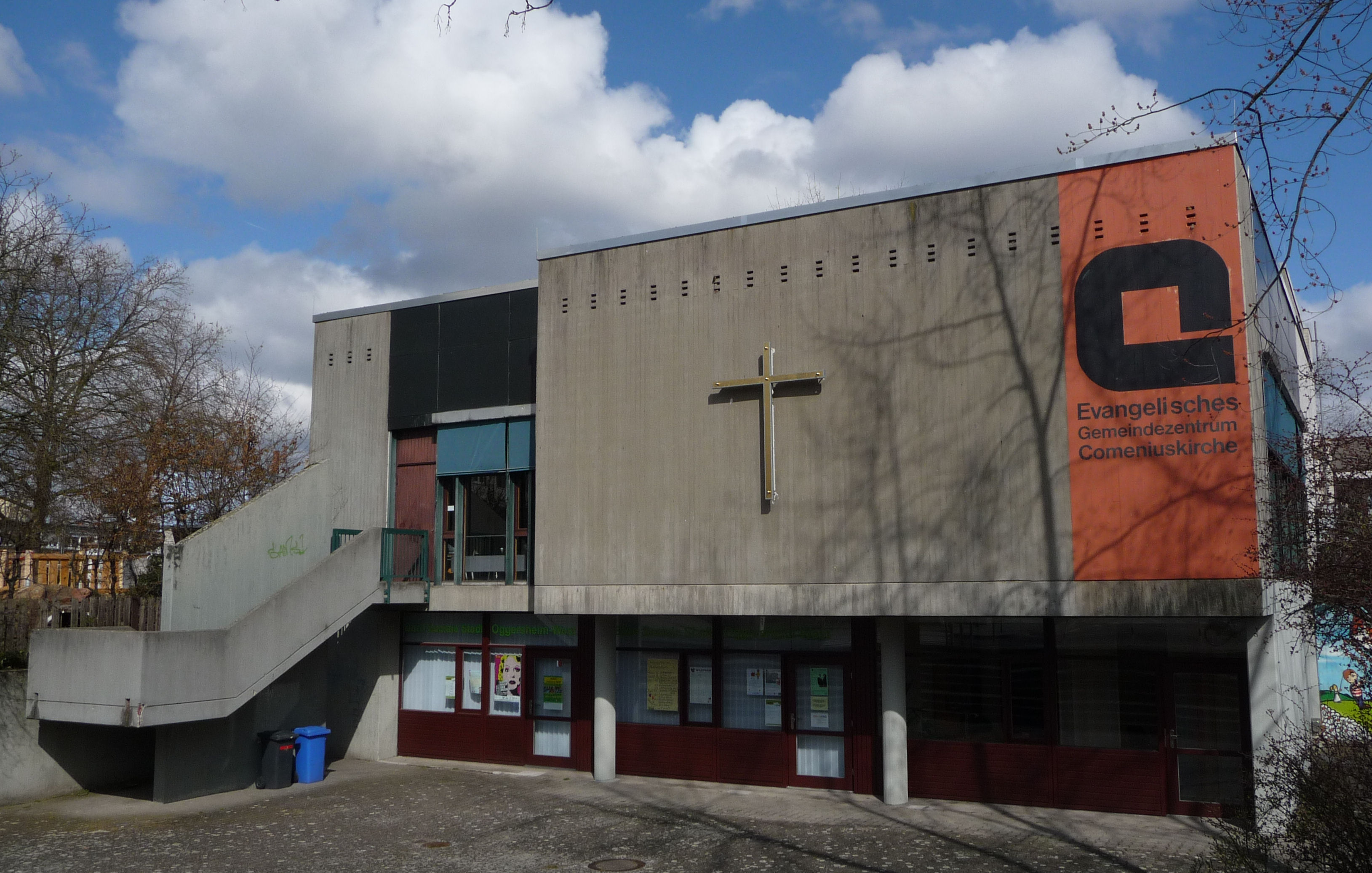
Comeniuskirche

Die protestantische Comeniuskirche wurde im Jahr 1968 gebaut. Planung und Bau des Evangelischen Gemeindemittelpunkts der Comeniusgemeinde lag in der Hand des Mannheimer Architekten Helmut Striffler.
| Name       | Johann Amos Comenius, tschechischer Theologe       |
| Bauzeit    | 1968                                               |
| Zerstörung | -                                                  |
| Architekt  | Helmut Striffler                                   |
| Baustil    | moderne Mischbauweise in Mauerwerk                 |
| Turmhöhe   | -                                                  |
| Glocken    | keine                                              |
| Orgel      | elektrisch                                         |
| Fläche     | 400 m²                                             |
| Sitzplätze | 300                                                |
| Adresse    | Comeniusstraße 10 in 67071 Ludwigshafen-Oggersheim |
| Website    |                                                    |

### St. Cyriakus

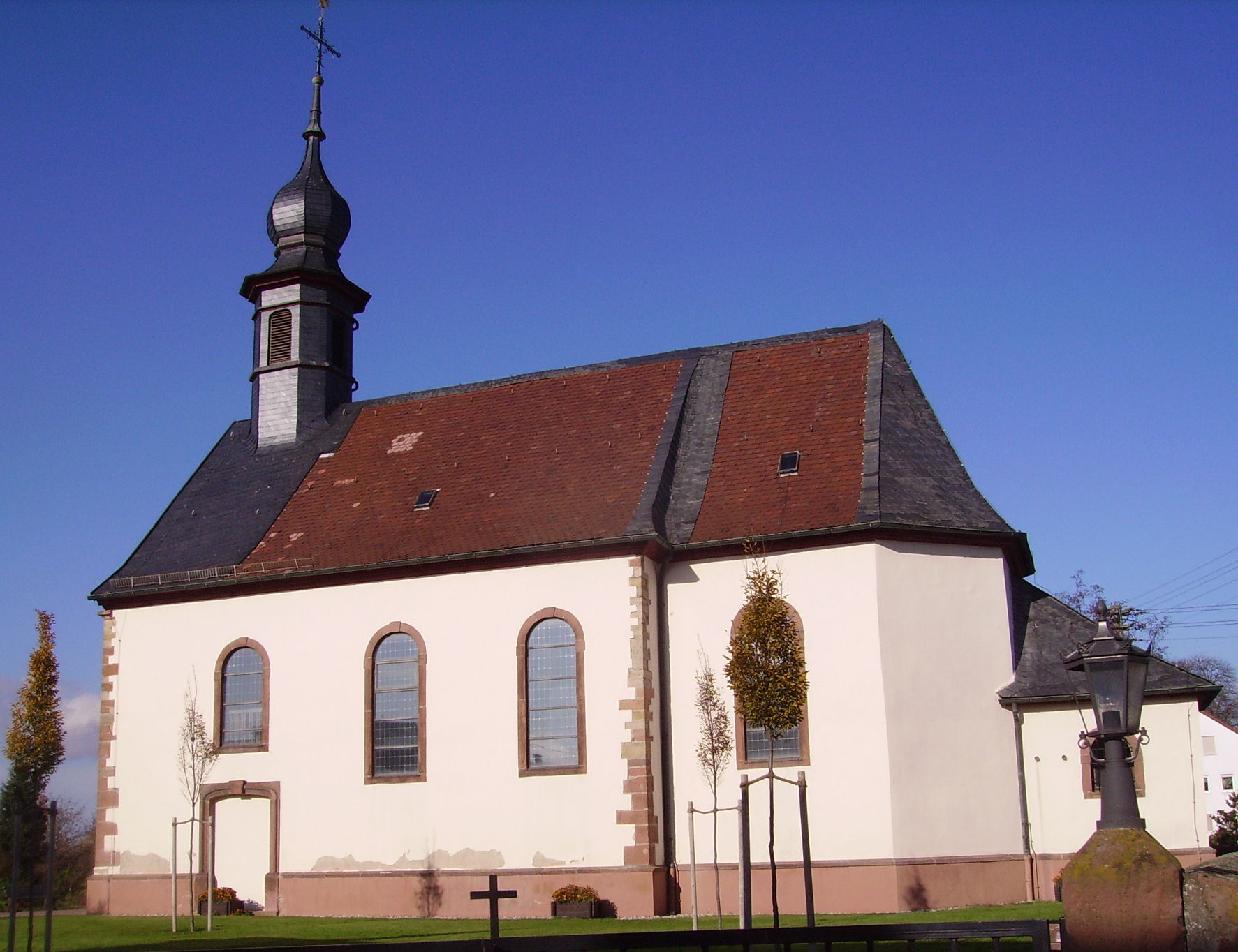
St. Cyriakus

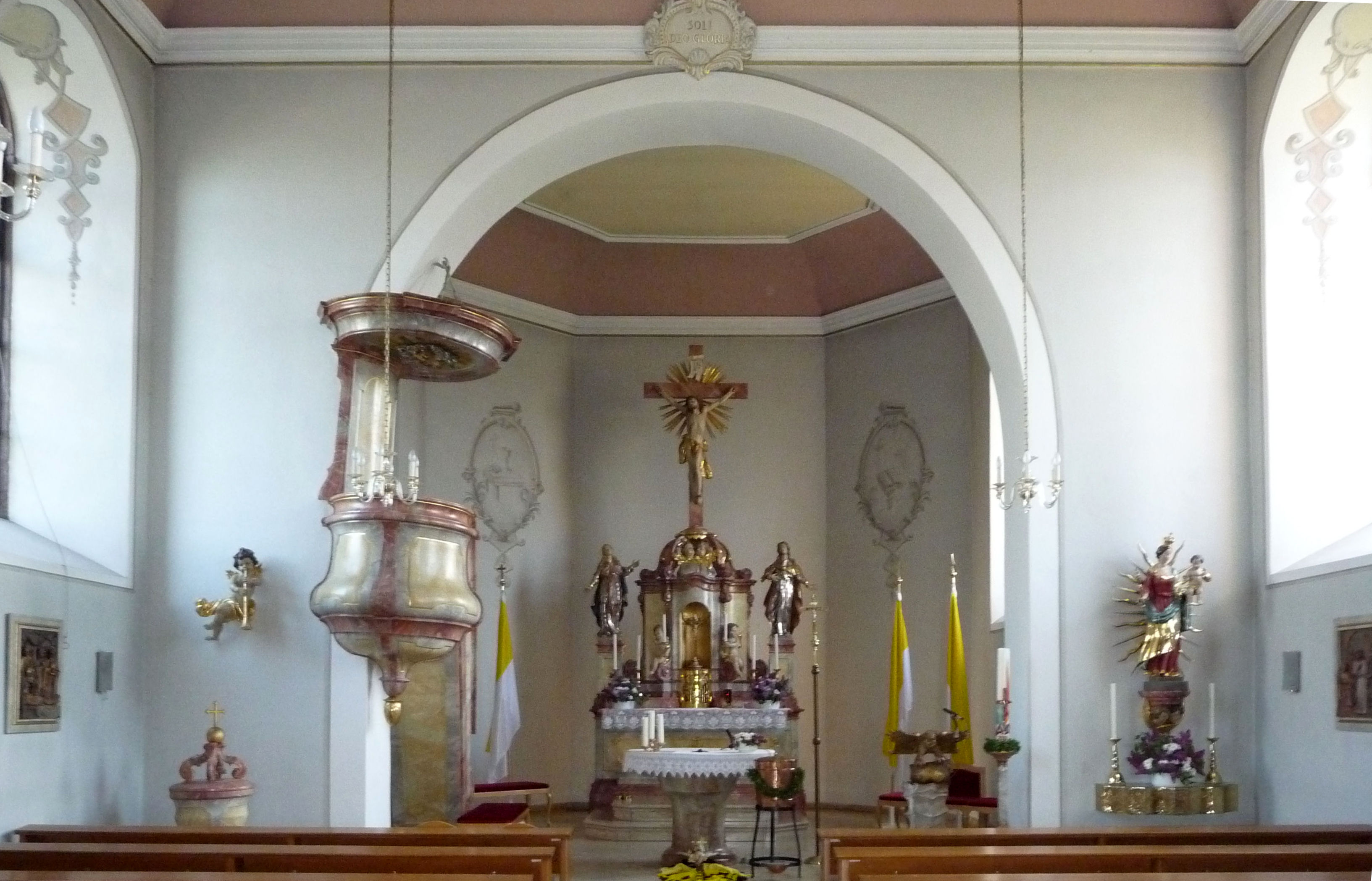
Innenraum

An der Stelle, an der die Cyriakus geweihte Kirche steht, soll ein germanischer Opferaltar gestanden haben, der von Kanonikern des Stiftes Neuhausen in einen christlichen Altar umgewandelt wurde, über dem dann später eine kleine Kirche errichtet wurde.
Die heutige katholische St. Cyriakus-Kirche wurde im Jahr 1772 als spätbarocke Saalkirche gebaut. Nach der Reformation gehörte die Kirche den Reformierten, doch 1705 wurde sie wieder Eigentum der Katholiken. Seit 1993 gehört sie als Filialgemeinde zur Oggersheimer Pfarrei Christ König.
| Name       | Cyriakus ist ein Heiliger der katholischen Kirche und Märtyrer aus der Zeit der Christenverfolgung in Rom.                    |
| Pfarrei    | Heiliger Franz von Assisi |
| Bauzeit    | 1772 |
| Zerstörung | 1772 (Abbruch der alten Kirche)                                                                                               |
| Architekt  | Hochstift Worms |
| Baustil    | Spätbarock |
| Turmhöhe   | 16,5 m |
| Glocken    | c2–es2 |
| Orgel      | 18. Jahrhundert vom Orgelbaumeister Johann Georg Geib aus Frankenthal, nach seinem Tode von seinem Sohn Georg fertig gestellt |
| Fläche     | nicht bekannt |
| Sitzplätze | 120 |
| Adresse    | Pfalzgartenstraße 11 in Ludwigshafen-Ruchheim                                                                                 |
| Website    | Hl. Franz von Assisi |

### St. Dreifaltigkeit

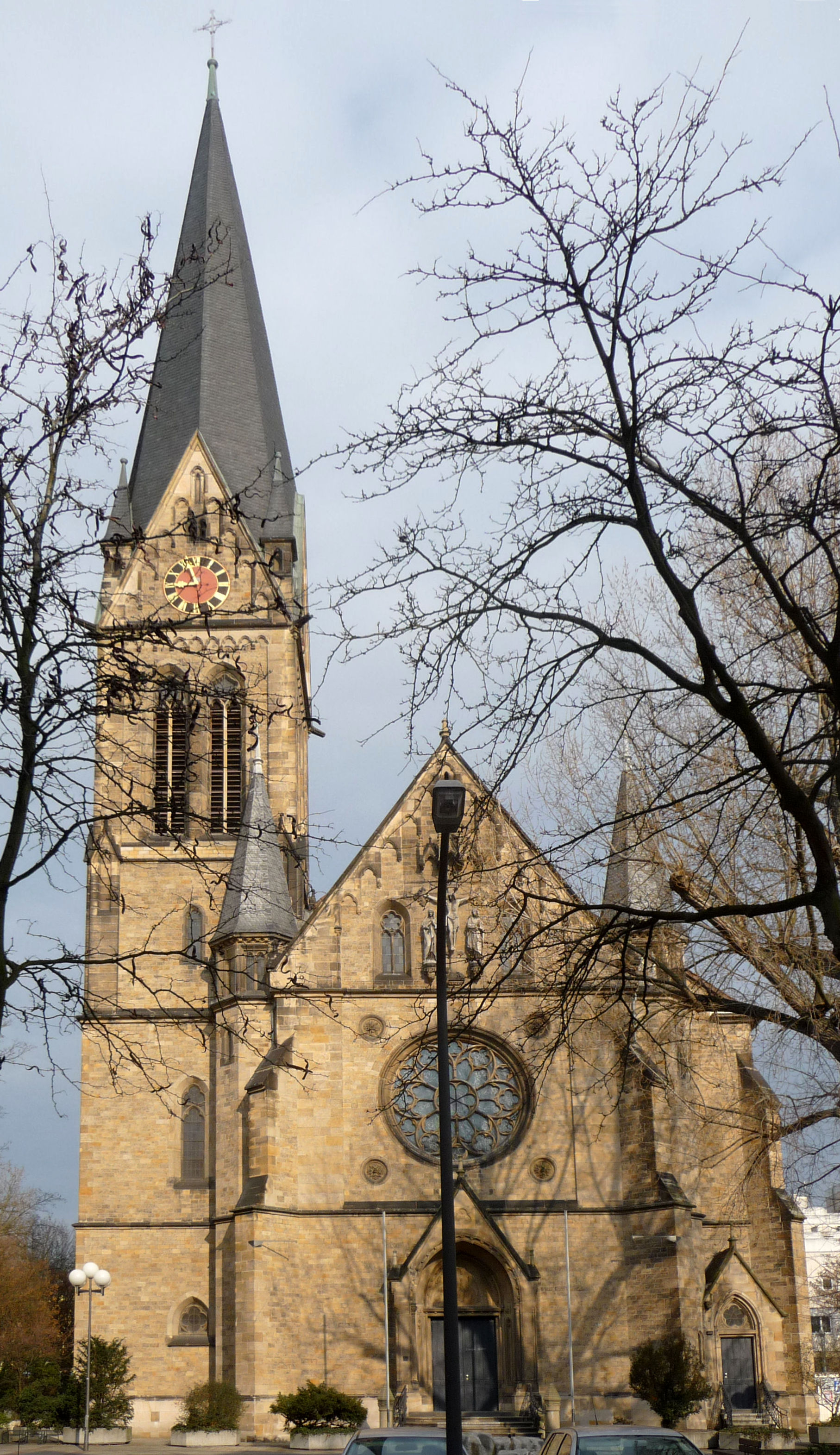
St. Dreifaltigkeit

1891 wurde die Errichtung einer zweiten katholischen Pfarrei in Ludwigshafen genehmigt und im Jahr 1899 wurde nach Plänen des Architekten Wilhelm Schulte I mit dem Bau der Dreifaltigkeitskirche begonnen, einer dreischiffigen neugotischen Hallenkirche im Stil des 13. Jahrhunderts. Die Einweihung fand 1901 statt. Der frei stehende, helle Sandsteinquaderbau unter einem Satteldach mit fünf Jochen wird durch einen Flankenturm mit hohem Spitzhelm charakterisiert. Beiderseits der Südfassade befinden sich polygonale Treppentürme. Im Tympanon des Hauptportals verweist ein Relief der Heiligen Dreifaltigkeit auf die Namensgebung der Kirche.
Am Ende des Zweiten Weltkriegs wurde die Kirche 1945 durch einen Fliegerangriff schwer beschädigt. In den Jahren 1952/53 wurde sie wieder aufgebaut. Dabei wurde das zerstörte Kreuzrippengewölbe durch eine Faltdachkonstruktion ersetzt. Die völlig zerstörte östliche Seitenwand wurde unter Vereinfachung der Einzelheiten neu errichtet. Die bunte Verglasungen der Chorfenster und der Rosette wurden von der Franz Mayerschen Hofkunstanstalt in München gefertigt. Die Orgelempore über dem Haupteingang blieb in ihrer ursprünglichen Form erhalten.
Die Pfarrei St. Dreifaltigkeit wurde 2002 neu errichtet. Sie umfasst das Gebiet der ehemals selbständigen Pfarreien St. Dreifaltigkeit, St. Maria und Heilig Kreuz in der Nördlichen Innenstadt.
| Name       | Dreifaltigkeit                                                                            |
| Pfarrei    | Heilige Caecilia                                                                          |
| Bauzeit    | 1899–1901, 1952/53                                                                        |
| Zerstörung | 1945                                                                                      |
| Architekt  | Wilhelm Schulte, Neustadt und Heinrich Hebgen, Ludwigshafen                               |
| Baustil    | neugotische dreischiffige Hallenkirche                                                    |
| Turmhöhe   | ˜72 m                                                                                     |
| Glocken    | b0–c1–es1–f1–g1; 2.770 kg, 1.760 kg, 1.010 kg, 880 kg, 639 kg; 1959; Glockengießerei Hamm |
| Orgel      | 1955 Walcker, III/31 mechanisch, 1962 Scherpf, Übertrag aus dem Dom zu Speyer             |
| Fläche     | 1.500 m² (Grundfläche)                                                                    |
| Sitzplätze | 650                                                                                       |
| Adresse    | Rohrlachstraße 32 in Ludwigshafen Nord – Hemshof                                          |
| Website    | Hl. Cäcilia                                                                               |

### Erlöserkirche

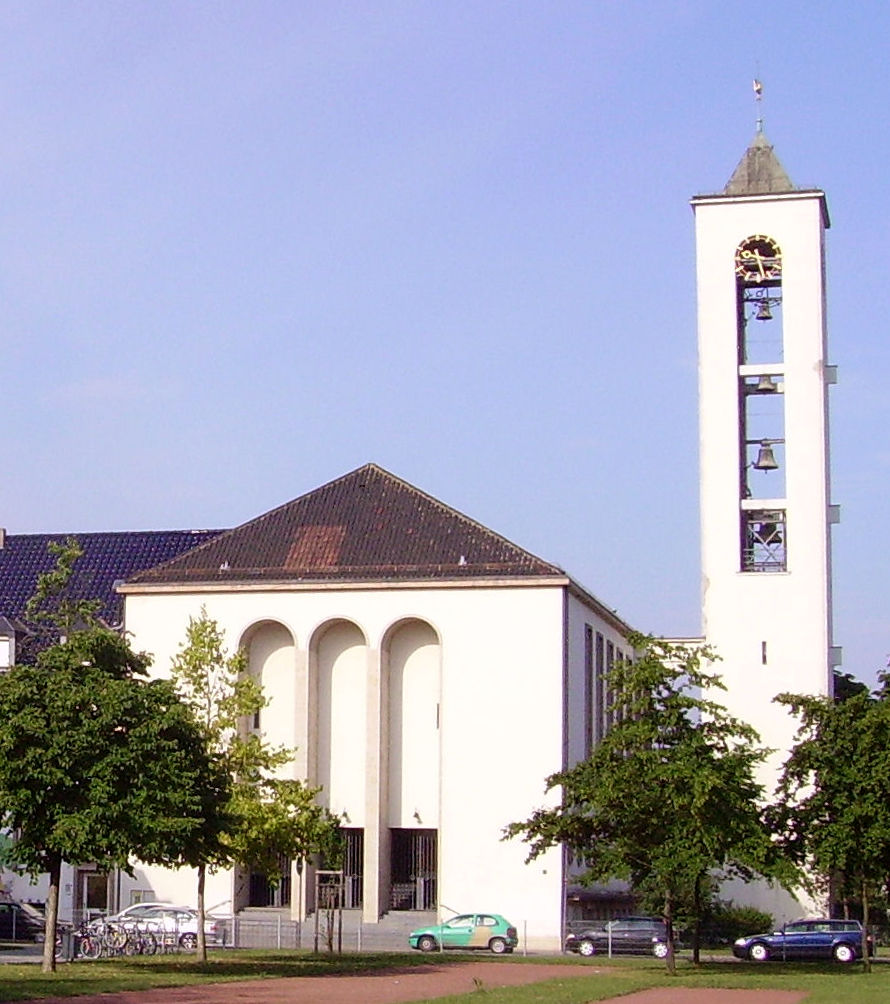
Erlöserkirche

Die 1930/1931 nach einem Wettbewerbsentwurf erbaute protestantische Erlöserkirche bildete zusammen mit dem bereits 1928 fertiggestellten Gebäudekomplex von Kinderschule und Altenheim eine geschlossene Einheit. Die Architekten orientierten sich an führenden internationalen Konzepten. Es ging darum, ob Materialien wie Stahl, Glas und Beton zum Bauen von Kirchen brauchbar seien.
Der frei stehende, offene Glockenturm ist durch Schwibbögen mit der Kirche verbunden. Im Inneren finden sich Fresken von Adolf Kessler, die Geburt, Wirken, Kreuzestod und Auferstehung Jesu darstellen.
| Name        | Erlöser                                            |
| Bauzeit     | 1930–1931                                          |
| Zerstörung  | -                                                  |
| Architekten | Karl Latteyer und Otto Schittenhelm, Ludwigshafen  |
| Baustil     | hoher weiträumiger Saalbau                         |
| Turmhöhe    | 34 m                                               |
| Glocken     | es1–ges1–b1–des2; 1.323 kg, 853 kg, 502 kg, 306 kg |
| Orgel       | 1931 Walcker, II/26 (30) elektronisch/pneumatisch  |
| Fläche      | 500 m²                                             |
| Sitzplätze  | 600                                                |
| Adresse     | Herxheimer Straße 53 in Ludwigshafen-Gartenstadt   |
| Website     | http://www.erloeserkirche-ludwigshafen.de/         |

### Hl. Familie

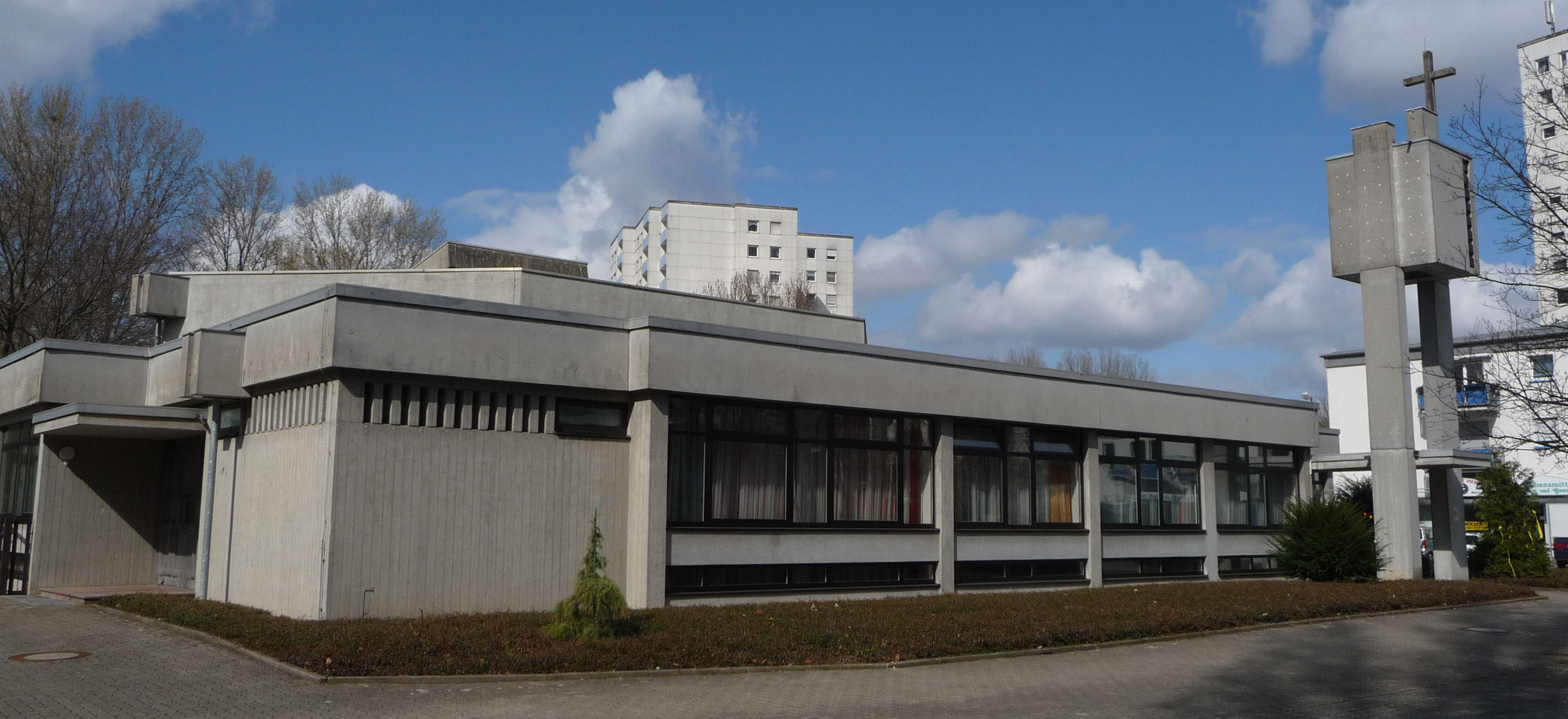
Hl. Familie

Die katholische Kirche im damaligen Neubaugebiet Notwende wurde im Jahr 1973 fertiggestellt. Sie ist eine Filialkirche der Pfarr- und Wallfahrtskirche Maria Himmelfahrt in Oggersheim.
Seit Bestehen der Siedlung wurden die Katholiken der Notwende von der Pfarrei Maria Himmelfahrt mit betreut. Als Anfang der 1960er Jahre das Wohngebiet stark erweitert wurde, stieg jedoch die Zahl der Katholiken von 300 auf 1.100. Von 1968 bis 1974 wurden die Gottesdienste in den Filmsaal der Karl-Kreuter-Schule abgehalten. Im Jahr 1968 wurde ein Grundstückes von der Stadt Ludwigshafen angekauft. 1972 war Baubeginn, am 3. November 1974 Einweihung des Neubaus. Die anfänglich spartanische Ausstattung der Kirche wurde im Lauf der Zeit durch Zuschüsse und Spenden vervollständigt.
| Name       | Als Heilige Familie werden Jesus, seine Mutter Maria und sein Ziehvater, der Zimmermann Josef von Nazaret, bezeichnet. |
| Pfarrei    | Heiliger Franz von Assisi                                                                                              |
| Bauzeit    | 1973/74 |
| Zerstörung | - |
| Architekt  | Bischöfliches Bauamt, Speyer                                                                                           |
| Baustil    | moderne Stahlbetonkonzeption                                                                                           |
| Turmhöhe   | ˜10 m |
| Glocken    | keine (zwei vorgesehen)                                                                                                |
| Orgel      | 1982 Firma Mayer, Heußweiler/Saar; II/11 mechanisch                                                                    |
| Fläche     | 300 m² |
| Sitzplätze | 200 |
| Adresse    | Am Weidenschlag in 67071 Ludwigshafen-Notwende                                                                         |
| Website    | H. Franz von Assisi www.wallfahrtskirche-maria-himmelfahrt-oggersheim.de                                               |

### Friedenskirche

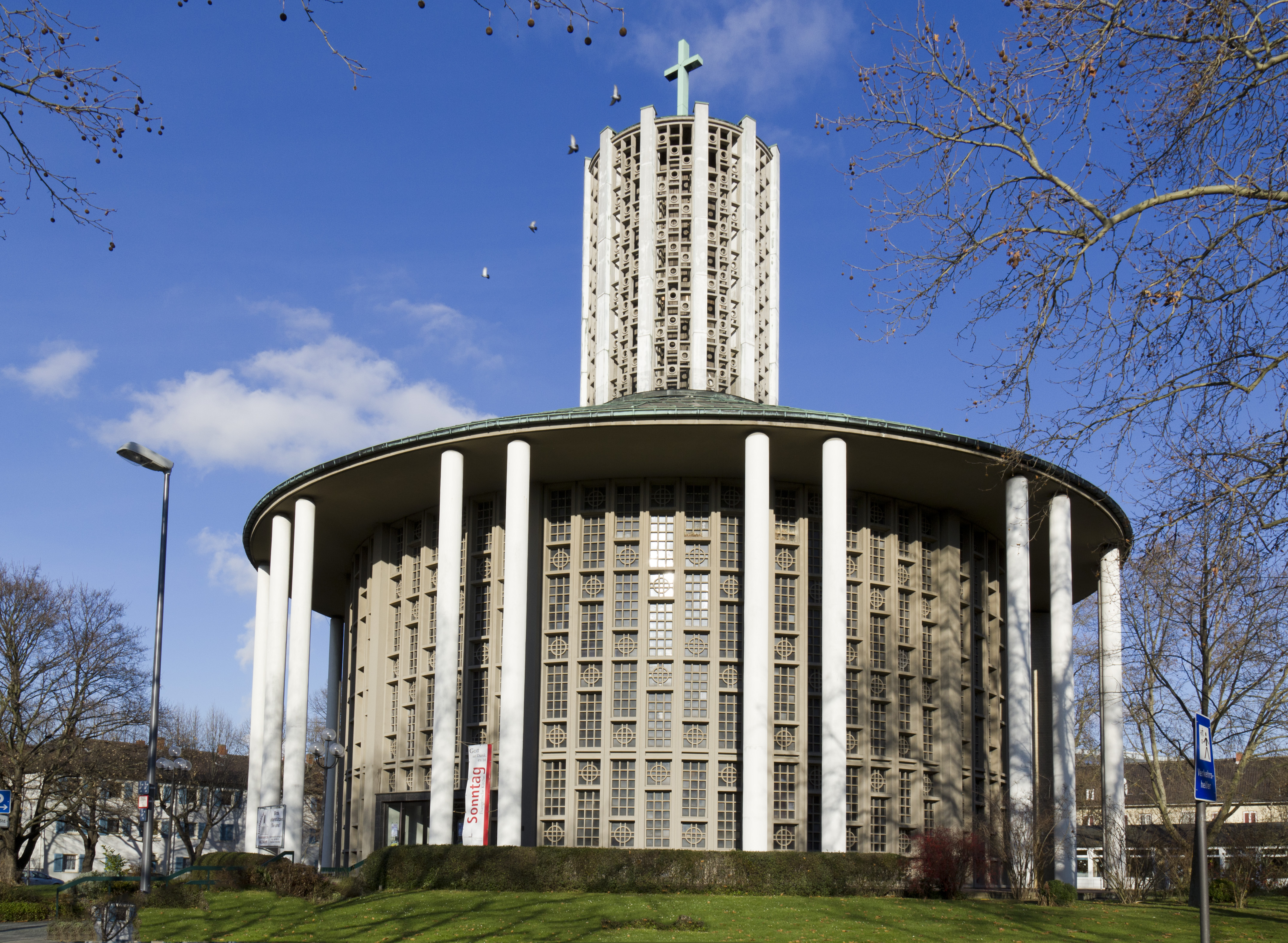
Friedenskirche

Die protestantische Friedenskirche ist das Ergebnis eines Wettbewerbs der Jahre 1925 und 1926. Sie wurde von Karl Latteyer und Hans Schneider entworfen und 1931 bis 1932 ausgeführt. Der Zentralbau mit einer Stahlbetonkonstruktion über einen kreisrunden Grundriss entstand wohl unter dem Eindruck der Essener Auferstehungskirche von Otto Bartning. Der konzentrisch gestaffelte Baukörper wurde in den Jahren 1943 und 1944 durch Bombenangriffe stark beschädigt, dabei das Golgatha-Fresko von Max Slevogt an der Altarwand völlig zerstört wurde.
Nach einem erneuten Wettbewerb wurde 1956 Ernst Zinsser mit der Ausführung des Wiederaufbaus in modernen Formen unter Einbeziehung der erhaltenen Konstruktionsteile und unter Beibehaltung der ursprünglichen Grundform beauftragt. Der Zentralbau auf erhöhtem Baugrund hat Außenwände aus verglasten Betonrastern mit aufliegenden Stützen. Der Rundturm aus Gründen der Proportion gekürzt.
Der Innenraum ist zweigeschossig angelegt. Im Erdgeschoss befinden sich die Gemeinderäume und eine Vorhalle mit einem gekurvten Treppenlauf zur Orgelempore. An der fensterlosen Altarwand befindet sich ein monumentales Mosaik des gekreuzigten Jesus mit Seraphim und Fischen von Harry MacLean. Ansonsten ist die Innenausstattung zeittypisch schlicht.
| Name        | Friedenskirche                                                             |         |                          |
| Bauzeit     | 1931–1932, 1954–1957                                                       |         |                          |
| Zerstörung  | 1943/44                                                                    |         |                          |
| Architekten | Karl Latteyer und Hans Schneider, Ludwigshafen                             |         |                          |
| Baustil     | Zentralbau in Stahlbetonkonstruktion                                       |         |                          |
| Turmhöhe    | 39 m                                                                       |         |                          |
| Glocken     | es1–ges1–as1–b1–des2–es2; 1.259 kg, 860 kg, 748 kg, 647 kg, 360 kg, 315 kg |         |                          |
| Orgel       | 1958 Firma Steinmayer Oettingen, II/27 mechanisch                          |         |                          |
| Fläche      | 660 m²                                                                     |         |                          |
| Sitzplätze  | 700                                                                        |         |                          |
| Adresse     | Leuschnerstraße 56 in Ludwigshafen-Friesenheim                             | Website | www.friedenskirche-lu.de |

### St. Gallus

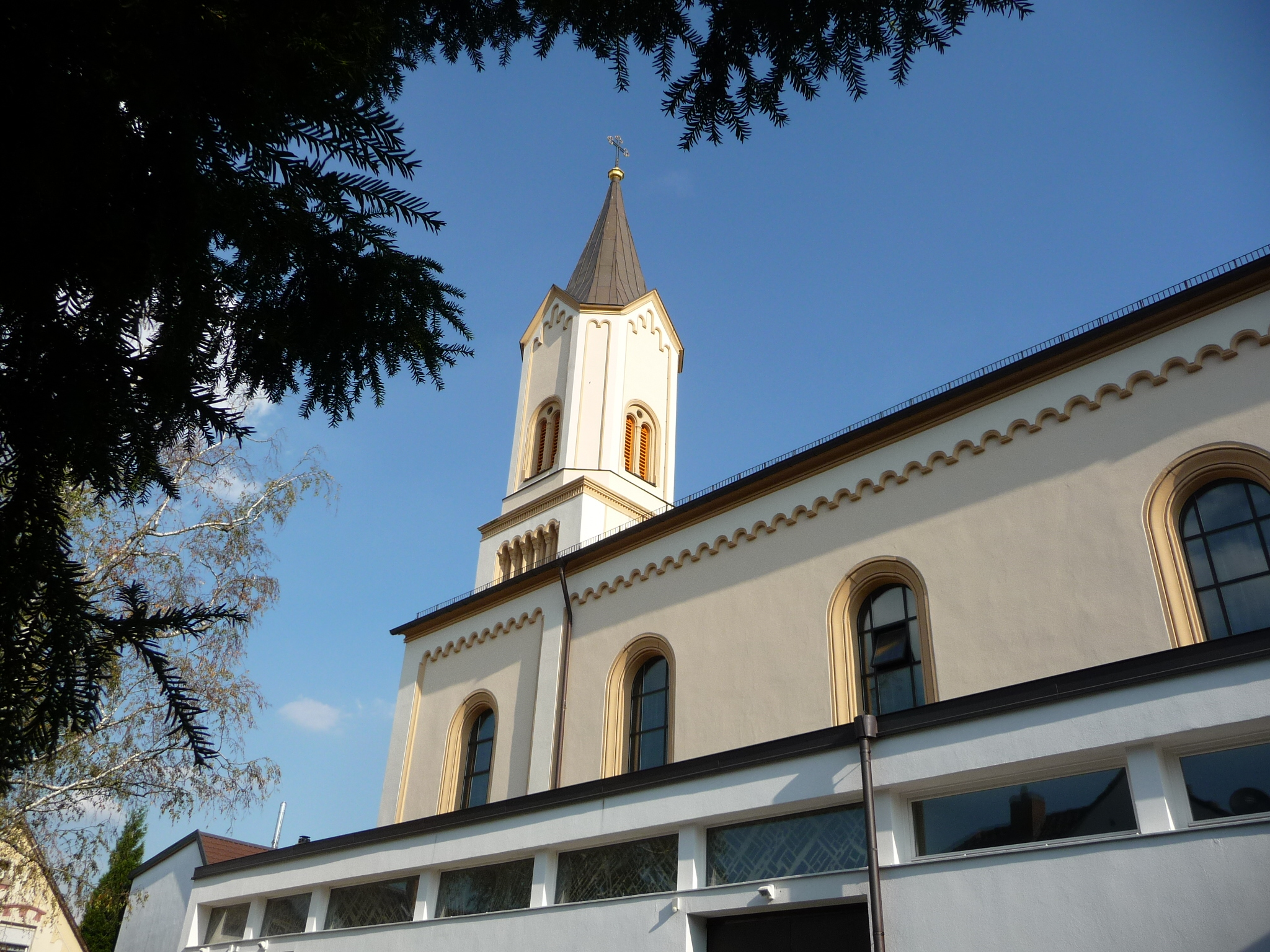
St. Gallus

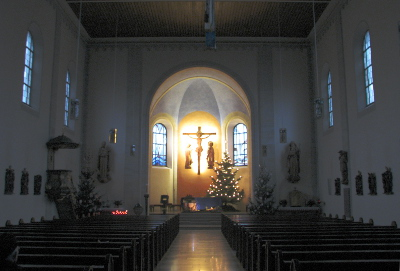
Innenraum

An der Stelle der katholischen St. Galluskirche ist schon im Jahr 1275 eine Kirche urkundlich belegt. Von der Reformation bis 1705 wurde sie als Simultankirche genutzt, dann wurde sie wieder rein katholisch. Nach Zerstörungen durch ein Hochwasser wurde sie 1753 neu errichtet. Die heutige Kirche entstand in den Jahren 1848 und 1849 nach Plänen von Jakob und Gabriel Foltz an Stelle des 1843 abgebrochenen, kleineren Vorgängerbaus.
Die heutige Kirche ist ein rechteckiger Saalbau mit steilem Satteldach. An der Ostseite steht ein hoher Glockenturm mit Spitzhelm über quadratischem Grundriss, der nach oben in Achteckform übergeleitet wird. Der Eingang erfolgt durch einen modernen Anbau an der Nordseite. Der Bau ist ein charakteristischer Vertreter des Rundbogenstils.
| Name        | Gallus war ein Wandermönch und Missionar, dessen hauptsächliches Wirken im Bodenseeraum stattfand. Er gilt als Gründer der Stadt St. Gallen. |
| Pfarrei     | Heilige Caecilia |
| Bauzeit     | |
| Zerstörung  | |
| Architekten | Franz von Rabaliatti, Hoffmann, von den Branden (1753) Architekt von 1849 nicht bekannt                                                      |
| Baustil     | neuromanischer Bau |
| Turmhöhe    | 38 m |
| Glocken     | dis1–fis1–gis1–ais1; 1.068 kg, 700 kg, 601 kg, 417 kg                                                                                        |
| Orgel       | 1967 Scherpf, Speyer, II/27 |
| Fläche      | 854 m² (Grundfläche) |
| Sitzplätze  | 400 |
| Adresse     | Erasmus-Bakke-Straße 47 in Ludwigshafen-Friesenheim                                                                                          |
| Website     | Hl. Cäcilia |

### Hl. Geist

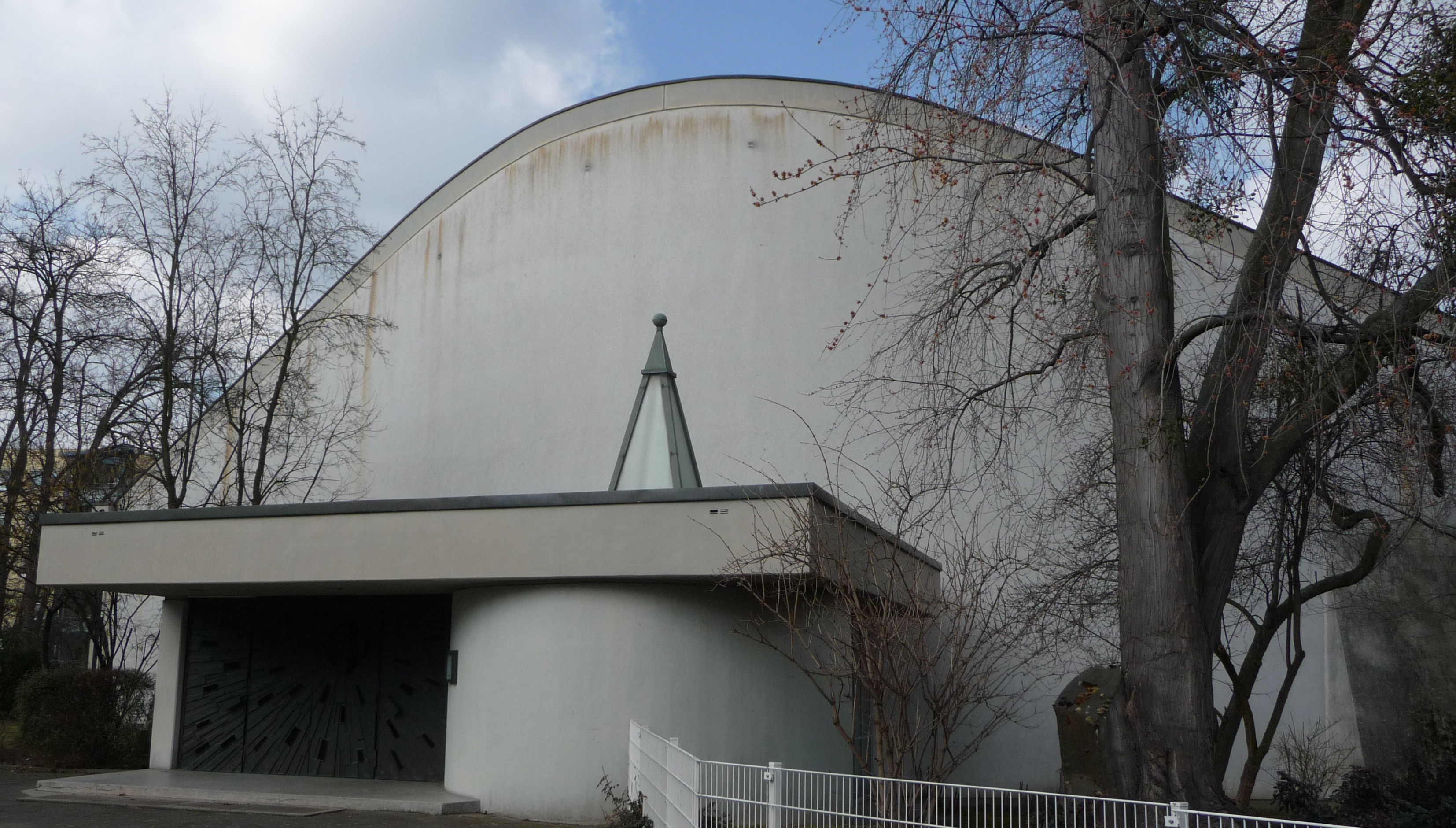
Hl. Geist

Die katholische Heilig Geist-Kirche in der Südlichen Innenstadt wurde in den Jahren 1961 und 1962 gebaut. Sie wurde nötig, als im Neubaugebiet Saarlandstraße aus Teilen der Pfarreien Herz Jesu und St. Sebastian eine neue Pfarrei gebildet wurde.
Heute bilden die Pfarrgemeinden St. Ludwig, Herz Jesu, Hl. Geist und St. Sebastian eine Pfarreiengemeinschaft.
| Name       | Der Heilige Geist ist im Christentum nach dem wichtigsten altkirchlichen Bekenntnis des 4. Jahrhunderts (Nicäno-Konstantinopolitanum) die dritte Person der Trinität. |
| Pfarrei    | Heiliger Petrus und Paulus |
| Bauzeit    | 1961/62 |
| Zerstörung | - |
| Architekt  | August Peter, Landau |
| Baustil    | moderne Stahlbetonkonzeption |
| Turmhöhe   | 12 m hohe Lichtkuppel |
| Glocken    | keine |
| Orgel      | 1970 Firma Oberlinger, Windesheim; II/16 mechanisch |
| Fläche     | 873 m² (Grundfläche) |
| Sitzplätze | 500 |
| Adresse    | Georg-Herwegh-Straße 41 in 67061 Ludwigshafen-Süd |
| Website    | Hl. Petrus und Paulus |

- Norbert Karch: Kirche und Pfarrei Heilig Geist, Ludwigshafen. Libertas-Verlag für Kirche und Heimat, 1966

### St. Hedwig

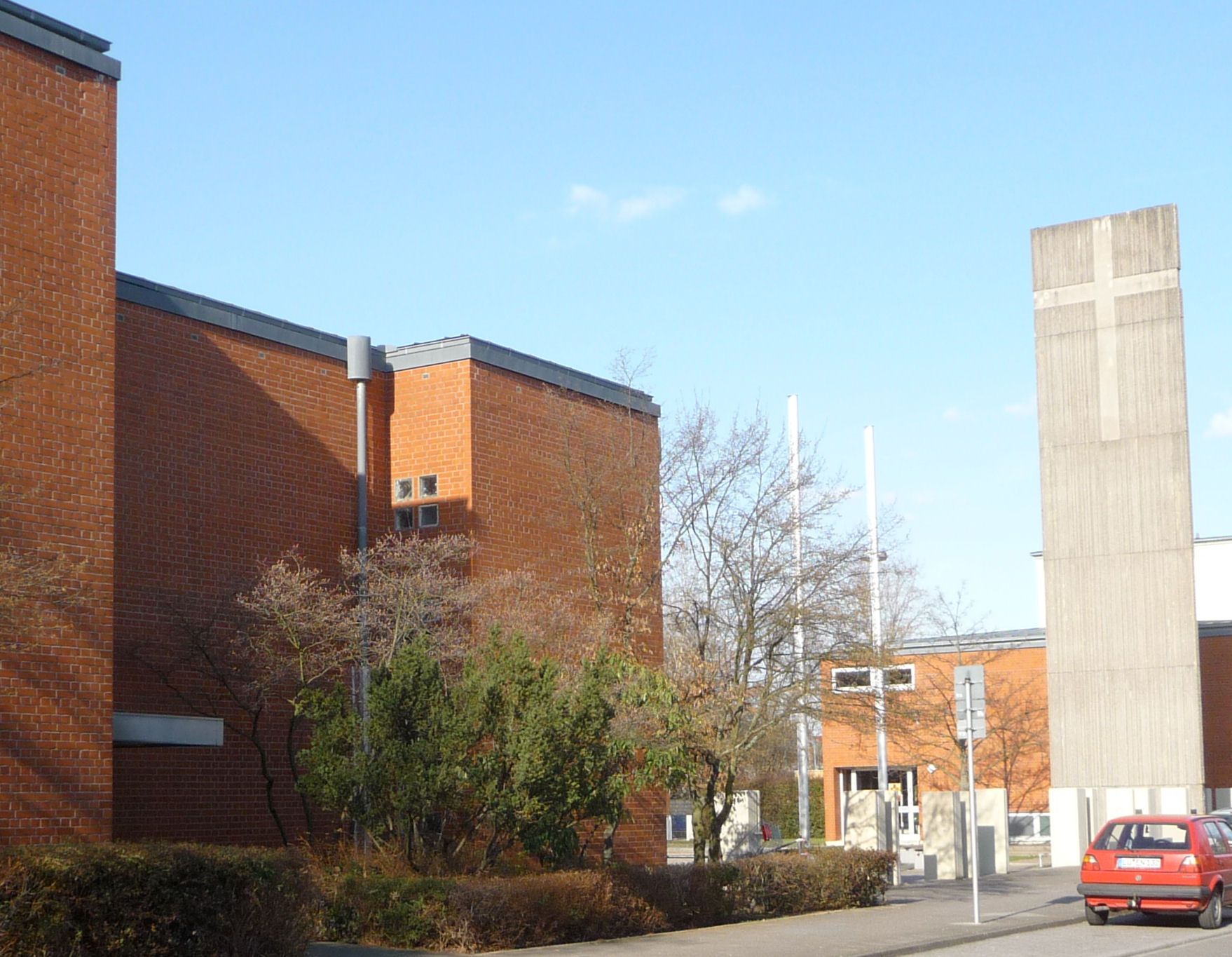
St. Hedwig

Die katholische Hedwigskirche hat ihr Patrozinium mit Bezug auf die schlesischen Heimatvertriebenen und den Namensgeber der Ernst-Reuter-Siedlung, den Berliner Bürgermeister Ernst Reuter, und die Berliner Sankt-Hedwigs-Kathedrale.
Sie wird heute (2009) von der kroatischen Gemeinde Ludwigshafen mitgenutzt.
| Name       | Hedwig von Andechs ist die Schutzpatronin von Schlesien. |
| Pfarrei    | Heilige Katherina von Siena                              |
| Bauzeit    | 1967/68                                                  |
| Zerstörung | -                                                        |
| Architekt  | Ewald Karch                                              |
| Baustil    | Blankziegelbau                                           |
| Turmhöhe   | ˜18 m                                                    |
| Glocken    | keine                                                    |
| Orgel      | 1971 Scherpf, Speyer; II/19                              |
| Fläche     | 800 m²                                                   |
| Sitzplätze | 480                                                      |
| Adresse    | Brandenburger Straße 1 in 67067 Ludwigshafen-Gartenstadt |
| Website    | Hl. Katharina von Siena                                  |

### Herz Jesu

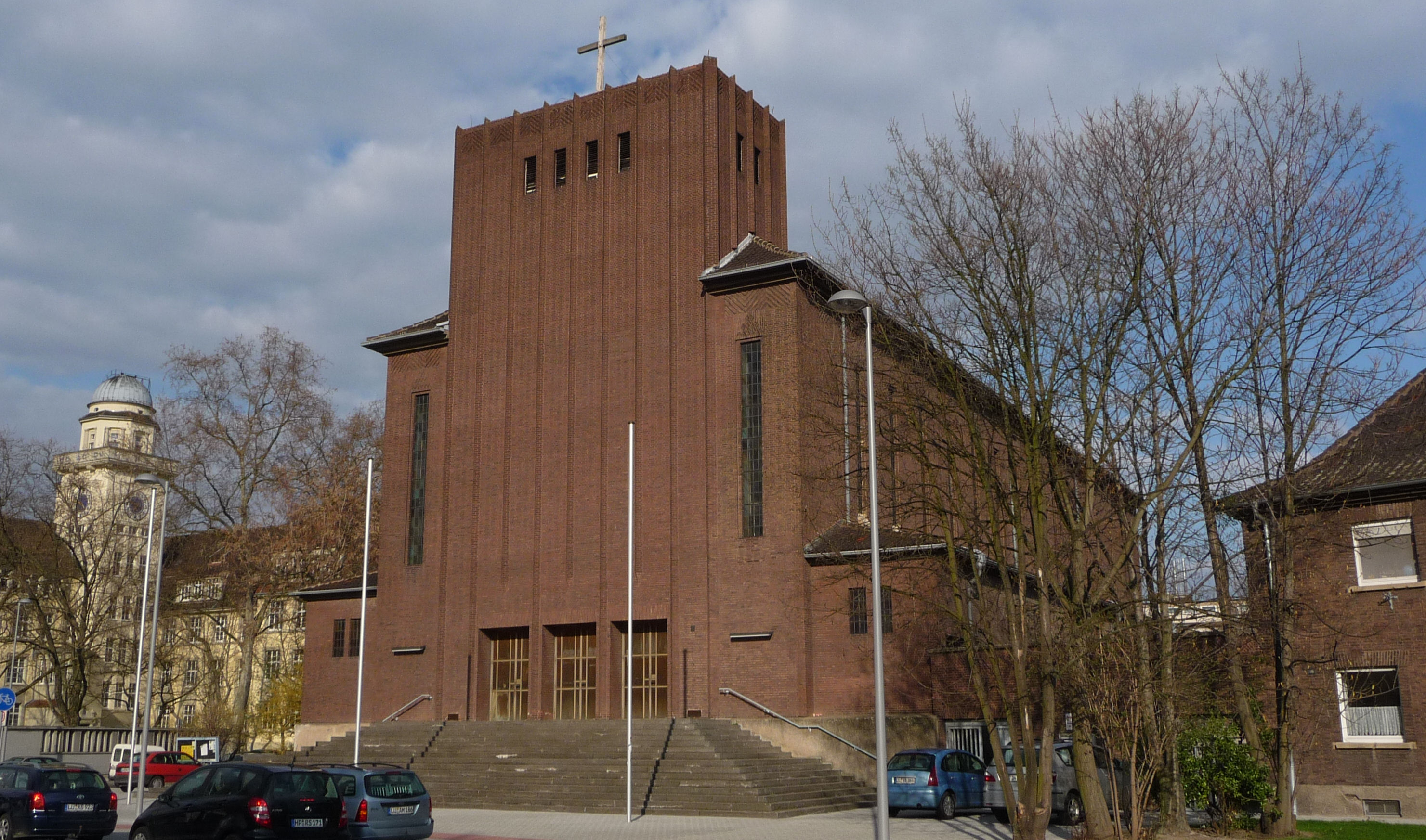
Herz Jesu

Die katholische Herz-Jesu-Kirche wurde in den Jahren 1926 bis 1929 von Albert Boßlet unter Mitwirkung von Karl Lochner im Rahmen des sogenannten „Drei-Kirchen-Wettbewerbs“ errichtet. Nach Kriegsbeschädigung wurde sie in den Jahren 1951/1952 wieder aufgebaut und 1979 noch einmal renoviert. Die Kirche ist ein monumentaler Blankziegelbau von linearer Strenge. Die Westfassade ist hinter einer großen Freitreppe turmartig überhöht und zeigt spitzwinklig vorspringende Lisenen als Gliederungselemente.
Ein ursprünglich geplanter Chorflankenturm wurde nicht ausgeführt. Der funktional geprägte Außenbau ist von der expressionistischen Profanarchitektur beeinflusst, während der Innenraum mehr traditionell wirkt, da hier romanische Stilmerkmale in einer reduzierten Form angewendet wurden. Das Mittelschiff ist tonnenartig überspannt, die Seitenschiffe hingegen sind sehr niedrig und flach gedeckt. Die Wandgliederung durch hohe Blendarkaden ist vom Dom zu Speyer inspiriert.
Die geschnitzte Madonna aus dem 19. Jahrhundert stammt wohl aus dem ehemals benachbarten Dominikanerinnen-Kloster.
Südlich angeschlossen ist das gleichzeitig entstandene Pfarrhaus, das mit der Kirche eine stilistische Einheit bildet.
Heute bilden die Pfarrgemeinden St. Ludwig, Herz Jesu, Hl. Geist und St. Sebastian eine Pfarreiengemeinschaft.
| Name        | Die Herz-Jesu-Verehrung ist ein Ausdruck der katholischen Volksfrömmigkeit.                         |
| Pfarrei     | Heiliger Petrus und Paulus                                                                          |
| Bauzeit     | 1926–1929, 1951–1952                                                                                |
| Zerstörung  | 1943, 1945                                                                                          |
| Architekten | Albert Boßlet und Karl Lochner 1951 Wiederaufbau Philipp Blaumer, Ludwigshafen                      |
| Baustil     | typischer Blankziegelbau der 1920er Jahre                                                           |
| Turmhöhe    | 25 m                                                                                                |
| Glocke      | as1; 520 kg                                                                                         |
| Orgel       | 1932 Klais, III/44 elektrisch                                                                       |
| Fläche      | nicht bekannt                                                                                       |
| Sitzplätze  | 370                                                                                                 |
| Adresse     | Mundenheimer Straße 218 in 67061 Ludwigshafen                                                       |
| Website     | Hl. Petrus und Paulus www.herz-jesu-lu.kirche.org (Memento vom 31. August 2009 im Internet Archive) |

### St. Hildegard

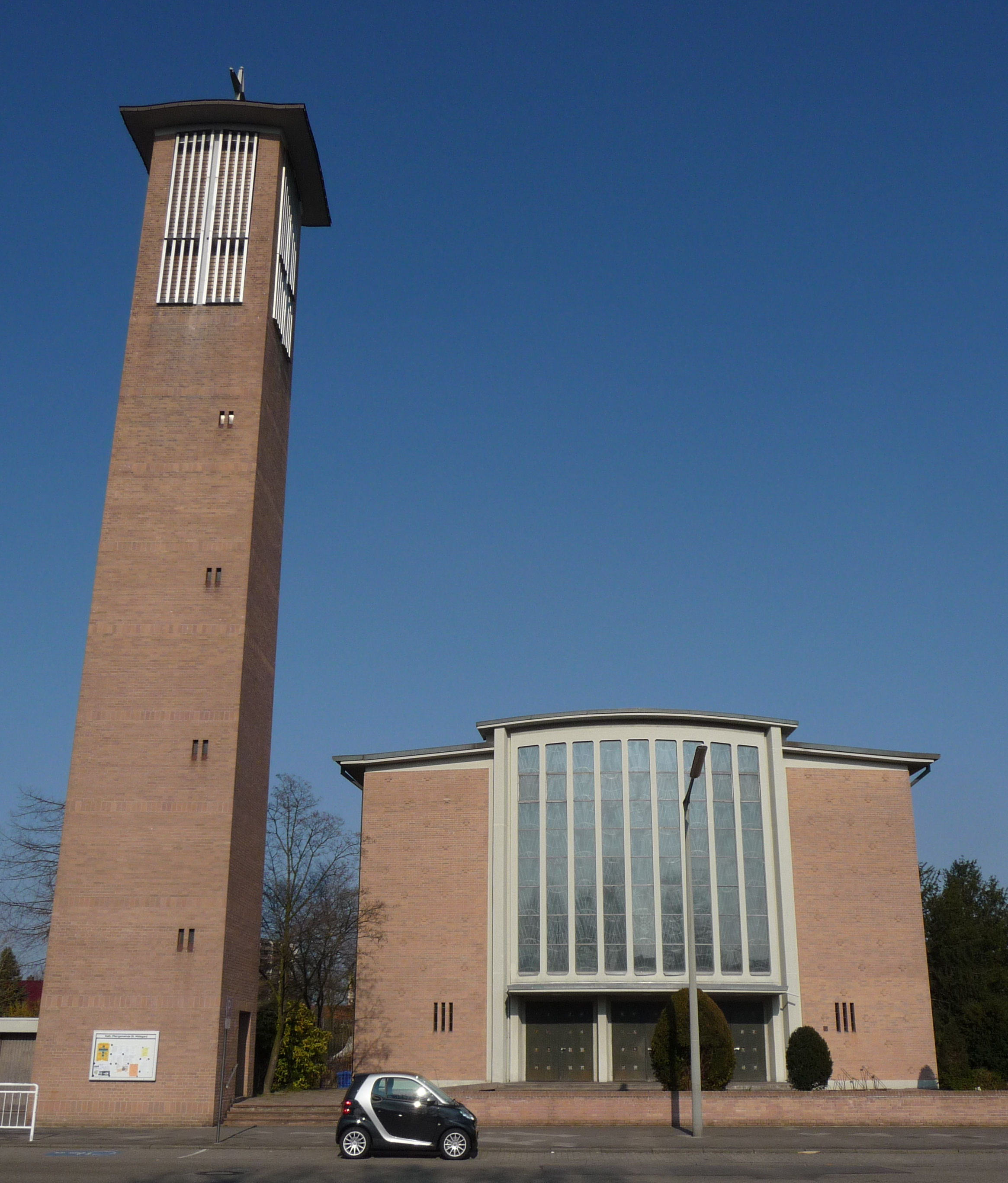
St. Hildegard

Die katholische Sankt Hildegardskirche wurde in den Jahren 1955 und 1956 nach einem Entwurf von Heinrich Hebgen unter der Mitwirkung von Wolfgang Janz errichtet. Es handelt sich dabei um eine frei stehende Kirche auf einem platzartig geweiteten Gelände in der Niederfeldsiedlung.
Die modern konzipierte Stahlbetonkonstruktion mit ist mit Sandsteinen verblendet und nach Osten ausgerichtet. Die Saalkirche hat einen trapezförmigen Grundriss. Der vortretende Mittelteil der Fassade ist in Fenster aufgelöst und durch Lisenen vertikal gegliedert.
Seitlich steht ein isolierter Glockenturm.
| Name        | Hildegard von Bingen gilt als erste Vertreterin der deutschen Mystik des Mittelalters. |
| Pfarrei     | Heilige Katharina von Siena                                                            |
| Bauzeit     | 1955/56                                                                                |
| Zerstörung  | -                                                                                      |
| Architekten | Heinrich Hebgen und Wolfgang Janz                                                      |
| Baustil     | moderne Mischbauweise in Sichtmauerwerk und Stahlbeton                                 |
| Turmhöhe    | 30,5 m                                                                                 |
| Glocken     | as1–b1–des2–es2; 585 kg, 530 kg, 286 kg, 308 kg                                        |
| Orgel       | Michael Weise, Platting; 15 Register, 2 Manuale und Pedal                              |
| Fläche      | 3.500 m² (Grundfläche)                                                                 |
| Sitzplätze  | 470                                                                                    |
| Adresse     | Nachtigalstraße 32b                                                                    |
| Website     | Hl. Katharina von Siena                                                                |

### Jakobuskirche

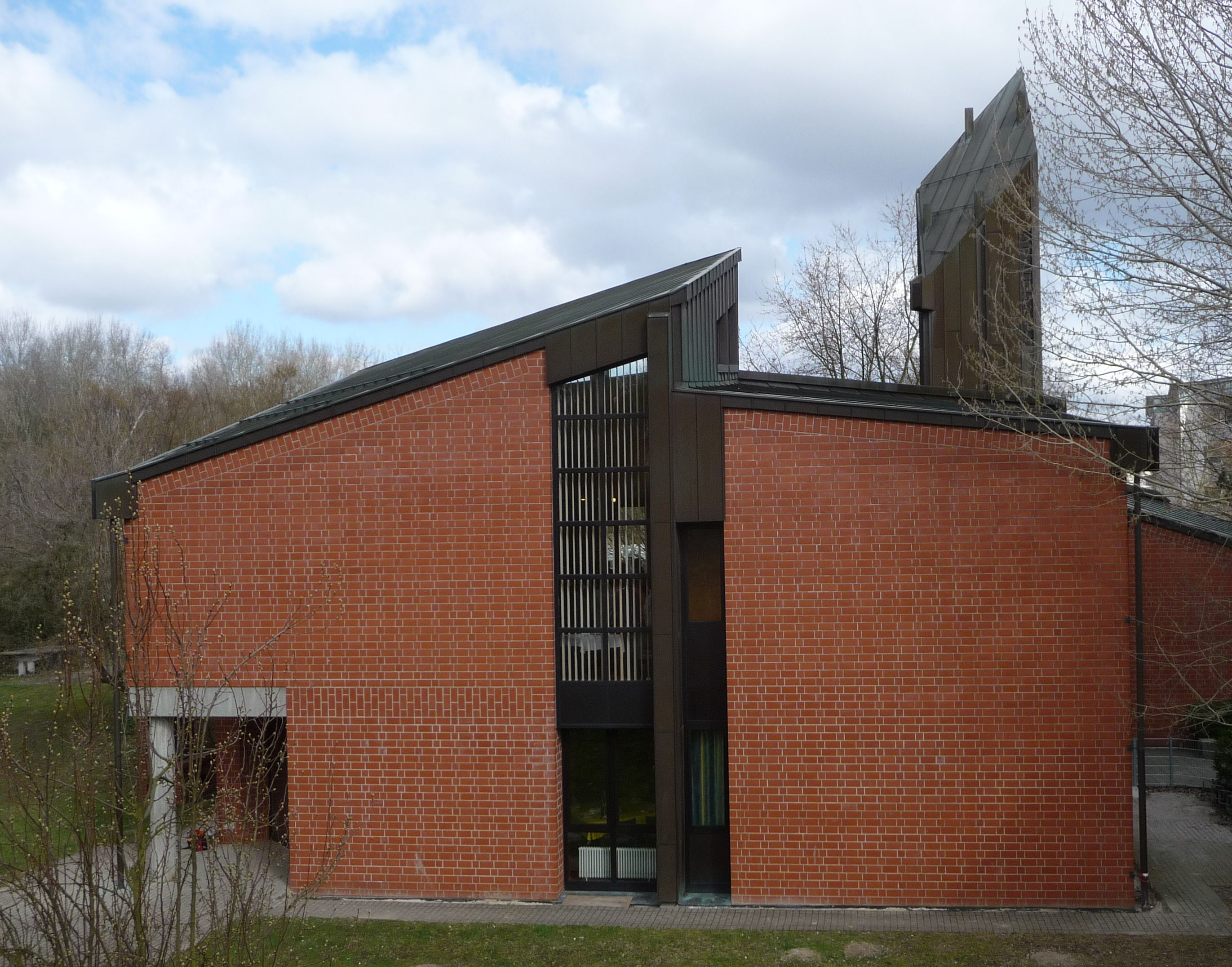
Jakobuskirche

Die protestantische Jakobuskirche im Neubaugebiet Notwende wurde im Jahr 1988 gebaut. Sie fällt auf durch ihren markanten Glockenturm.
| Name       | Jakobus                                            |
| Bauzeit    | 1988                                               |
| Zerstörung | -                                                  |
| Architekt  | Karl Nagel                                         |
| Baustil    |                                                    |
| Turmhöhe   |                                                    |
| Glocken    | 3 (cis2, e2, gis2)                                 |
| Orgel      | elektrisch                                         |
| Fläche     | nicht bekannt                                      |
| Sitzplätze |                                                    |
| Adresse    | Karl-Kreuter-Straße in Ludwigshafen-Notwende       |
| Website    | http://www.evkircheoggersheim.de/index.php?id=3510 |

### Johanneskirche

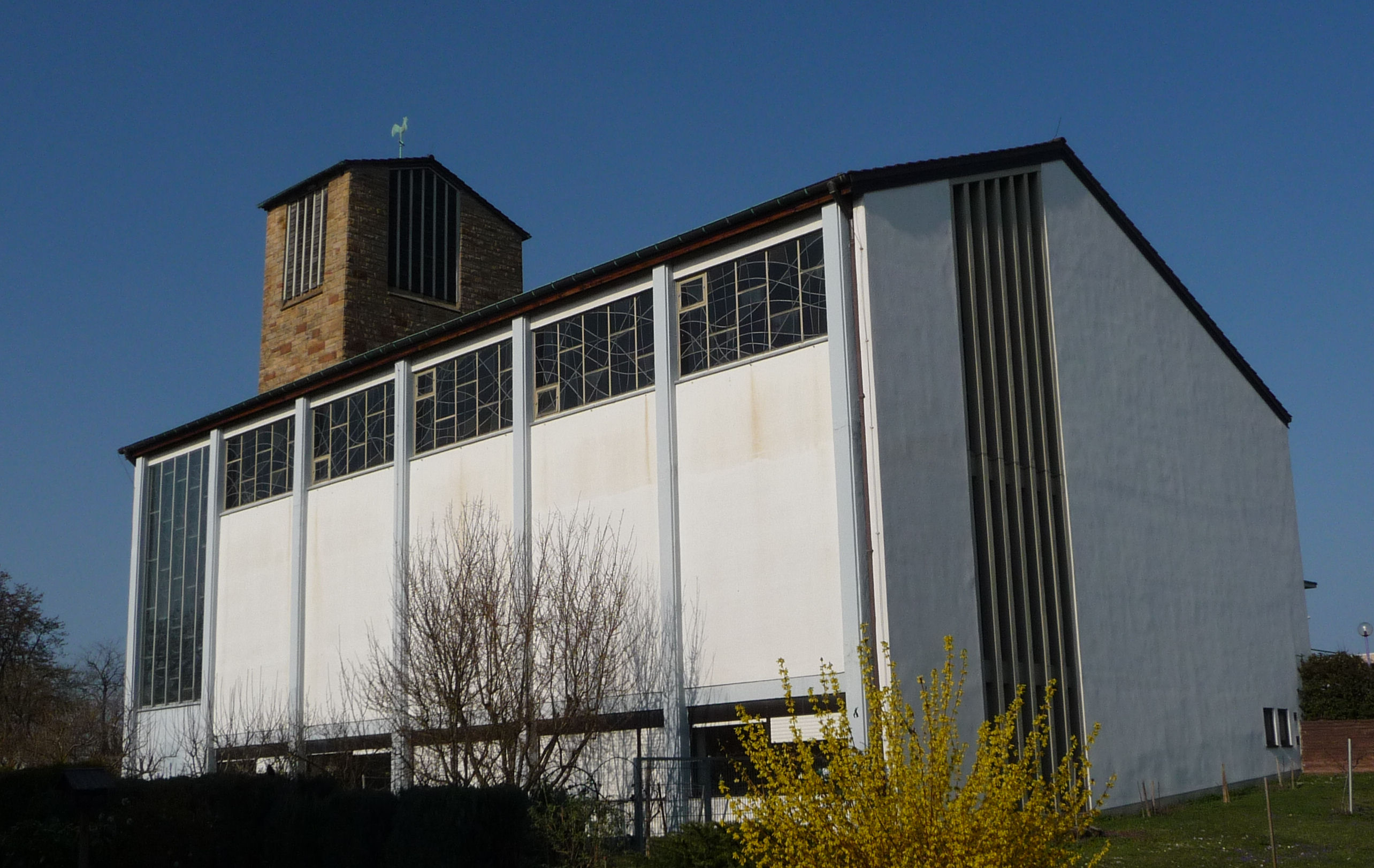
Johanneskirche

Die protestantische Johanneskirche wurde in den Jahren 1956 bis 1958 gebaut und am 5. Oktober 1958 eingeweiht.
| Name       | Johannes                                          |
| Bauzeit    | 1957/58                                           |
| Zerstörung | -                                                 |
| Architekt  | Erwin Morlock, Ludwigshafen                       |
| Baustil    | moderne Baugestaltung in Mauerwerk und Stahlbeton |
| Turmhöhe   | 24 m                                              |
| Glocke     | as1; 650 kg                                       |
| Orgel      | 1967 Walker, Ludwigsburg; II/12                   |
| Fläche     | 279 m²                                            |
| Sitzplätze | 300                                               |
| Adresse    | Niederfeldstraße 17 in Ludwigshafen-Gartenstadt   |
| Website    | www.johanneskirche.lu-niederfeld.de               |

### St. Josef

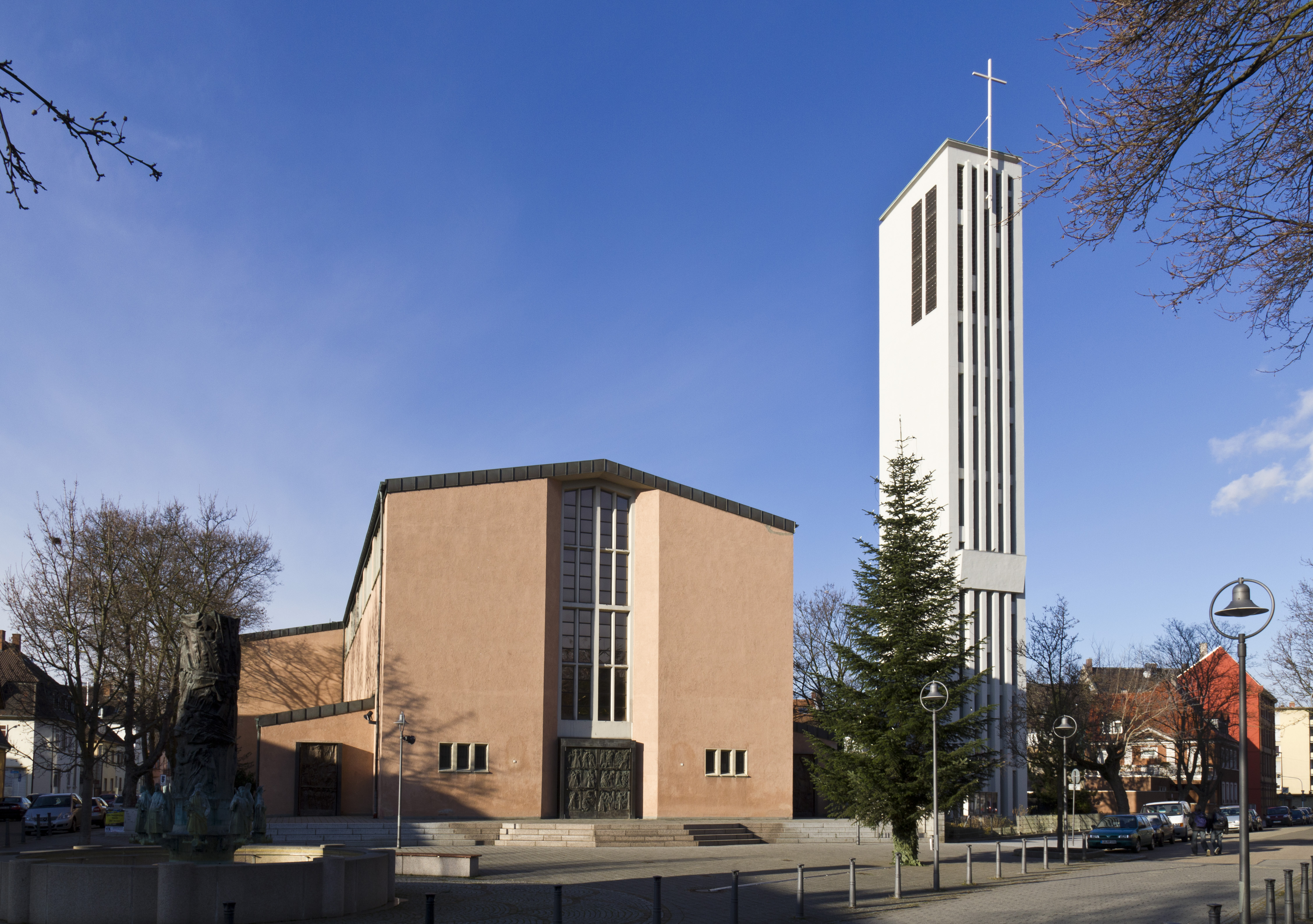
St. Josef

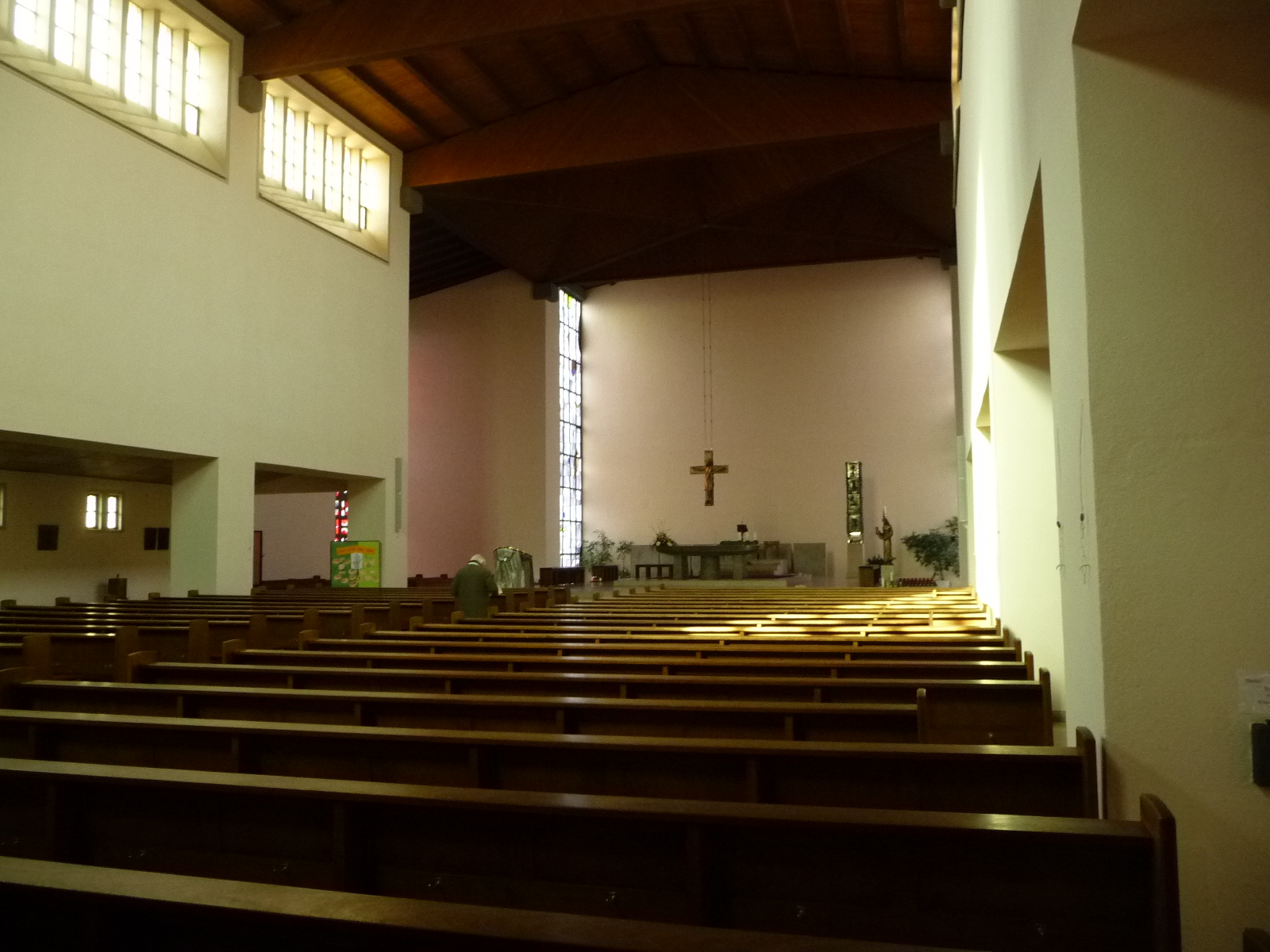
Innenraum

Die katholische Josefskirche wurde zuerst im Jahr 1926 errichtet und im Jahr 1950 nach einer Explosion bei der BASF neu gebaut.
| Name         | Josef von Nazaret                                             |
| Pfarrei      | Heilige Cäcilia                                               |
| Bauzeit      | 1926/27, 1948–1950                                            |
| Zerstörungen | 1944, 1948                                                    |
| Architekt    | Greifzu, Philip Blaumer, Ludwigshafen                         |
| Baustil      | flachgedeckte Pfeilerbasilika                                 |
| Turmhöhe     | 35 m                                                          |
| Glocken      | b0–des1–f1–as1–b1; 2.800 kg, 1.646 kg, 946 kg, 584 kg, 420 kg |
| Orgel        | 1956 Walcker, III/46 elektrisch (Umbau: 1984 Zimnol)          |
| Fläche       | 1.060 m² (Grundfläche)                                        |
| Sitzplätze   | 480                                                           |
| Adresse      | Hegelstraße 55 in Ludwigshafen-Friesenheim                    |
| Website      | Hl. Cäcilia                                                   |

### St. Joseph

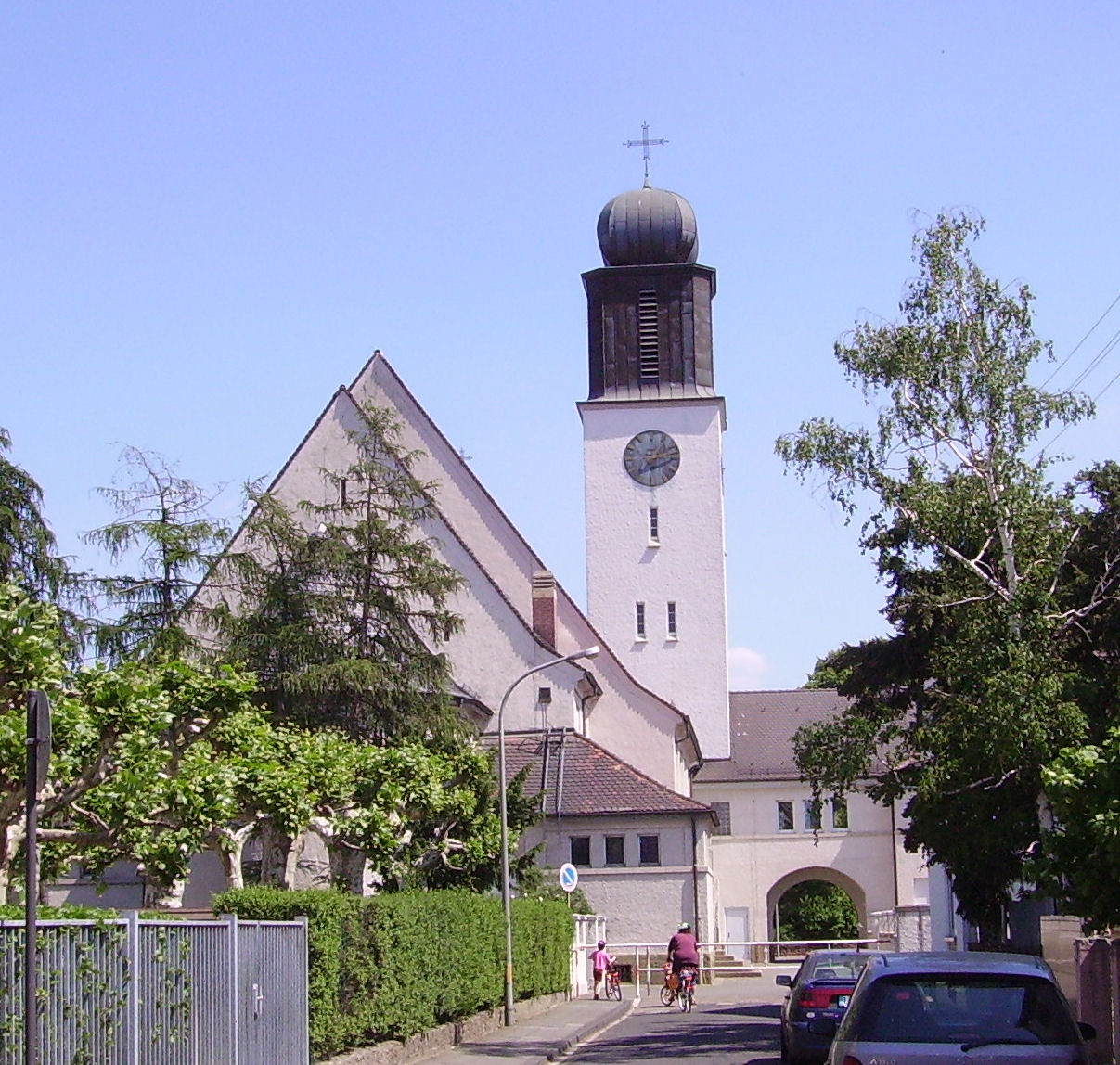
St. Joseph

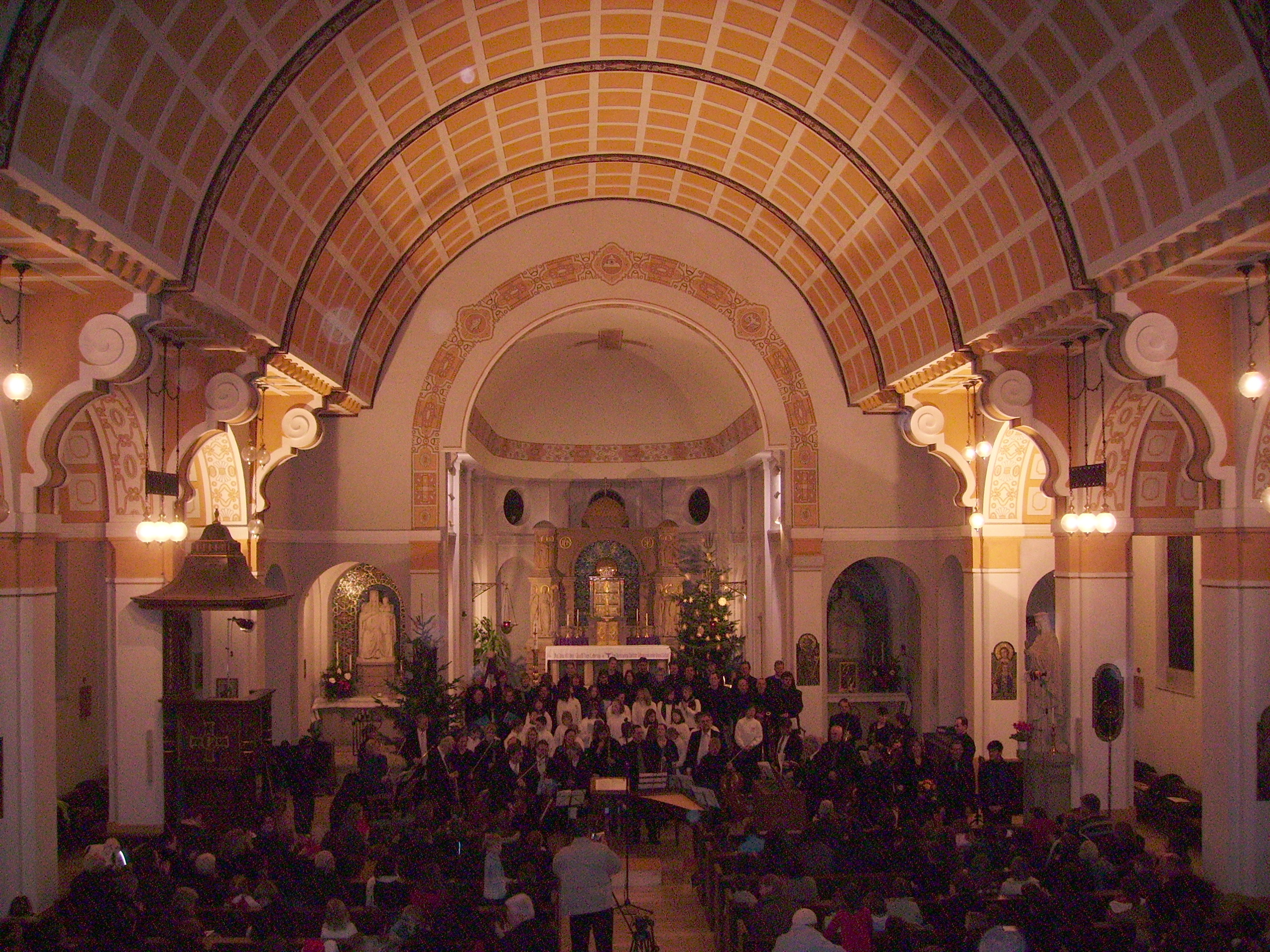
Innenraum

Die katholische Sankt Josephskirche wurde in den Jahren 1914 und 1915 als Frühwerk des Würzburger Architekten Albert Boßlet erbaut. Nach Beschädigungen im Zweiten Weltkriege wurde sie von 1949 bis 1986 schrittweise instand gesetzt.
Den Gebäudekomplex aus Hallenkirche und Pfarrhaus überragt ein Fassadenflankenturm mit Haubenbekrönung. Die Außenwände sind grob verputzt, das Innere ist durch romanische Stilassoziationen und Jugendstildekorationen charakterisiert.
Links angeschlossen ist das gleichzeitig entstandene, durch einen überbauten Torbogen mit der Kirche in Verbindung stehende Pfarrhaus.
Reiche Jugendstilausstattung, geschnitzter Holzaltar in der Taufkapelle. Hochaltar mit Mosaiken. Sandsteinfigur von Jakob Stolz.
| Name       | Joseph                                                            |
| Pfarrei    | Heilige Katharina von Seina                                       |
| Bauzeit    | 1914/15, 1949–1952                                                |
| Zerstörung | 1944                                                              |
| Architekt  | Albert Boßlet, Würzburg                                           |
| Baustil    | neuromanischer Bau                                                |
| Turmhöhe   | 34 m                                                              |
| Glocken    | des1–f1–as1–b1; 1.834 kg, 980 kg, 531 kg, 462 kg                  |
| Orgel      | Orgelbau Johannes Klais (Bonn), op. 957, 1942, III/Ped (34+1 Tr.) |
| Fläche     | 4.090 m² Grundfläche                                              |
| Sitzplätze | 410                                                               |
| Adresse    | Carolistraße 25 in Ludwigshafen-Rheingönheim                      |
| Website    | Hl. Katharina von Siena                                           |

### Hl. Kreuz

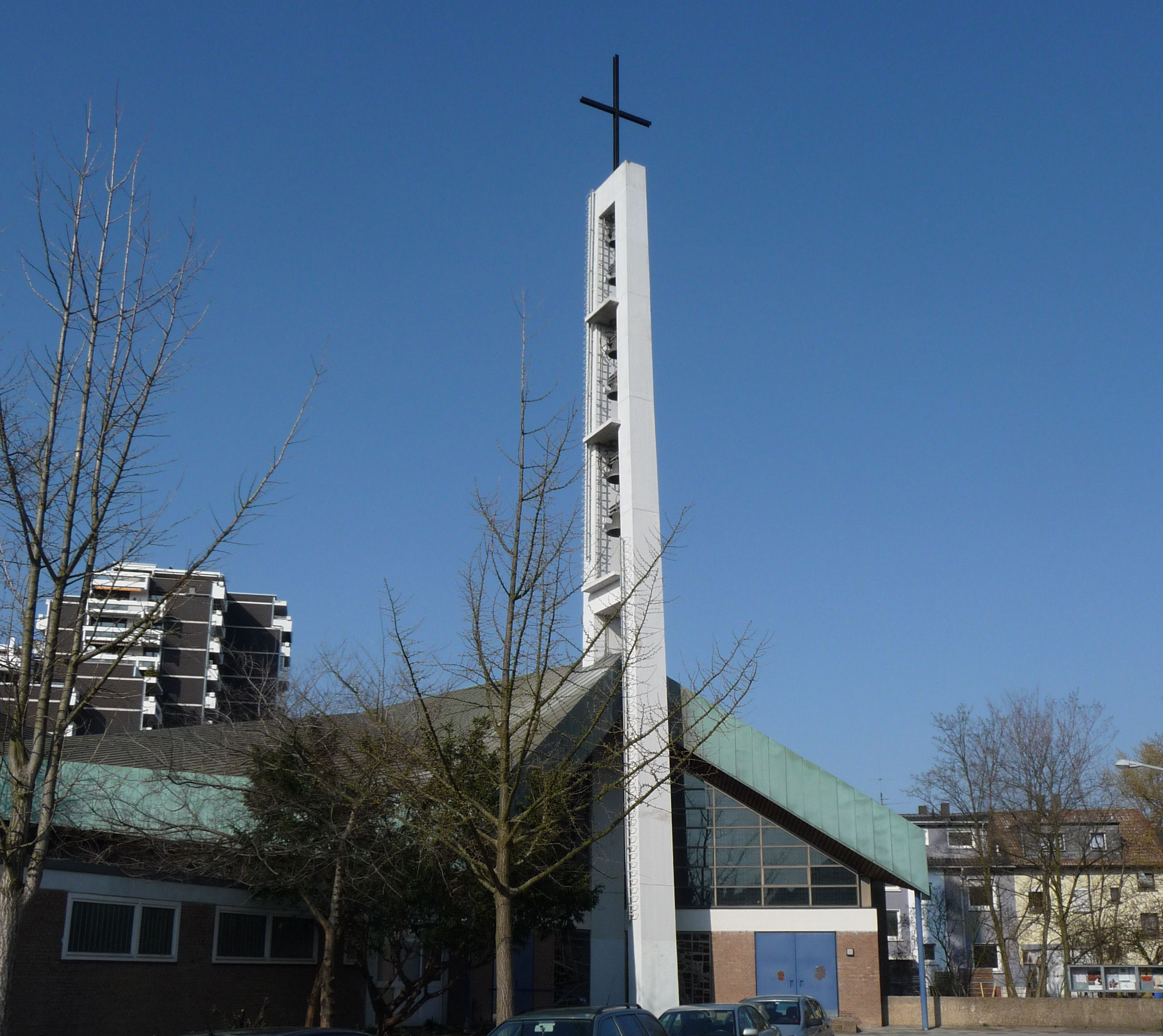
Heilig Kreuz

Die katholische Heilig-Kreuz-Kirche wurde in den Jahren 1961 und 1962 nach Plänen von Regierungsbaumeister Richard Jörg gebaut. Im Juli 2011 hat der Künstler Eduart Palatin die Kirche samt Pfarrhaus zu einem unbekannten, symbolischen Preis dem katholischen Pfarramt St. Dreifaltigkeit abgekauft, nachdem die Kirche fünf Jahre lang nicht genutzt wurde. Palatin verkauft die Kirche 2020 an einen Investor, der auf dem Grundstück Wohnungen baut. In diesem Zuge wurde die Heilig Kreuzkirche im Jahr 2021 abgerissen.
Der Name Heilig-Kreuz-Kirche findet häufig Verwendung bei Kirchen, in denen es angebliche oder tatsächliche Reliquien des Kreuzes gibt, an dem Jesus starb.
| Name       | Heilig Kreuz                                |
| Bauzeit    | 1958–1961/1962                              |
| Zerstörung | im April 2021 wurde die Kirche abgerissen   |
| Architekt  | Karlheinz Fischer, Kaiserslautern           |
| Baustil    | moderne Stahlbetonkonzeption                |
| Turmhöhe   | 29,50 m                                     |
| Glocken    | 6                                           |
| Orgel      | 1967–81 Firma Zimnol, Kaiserslautern, II/27 |
| Fläche     | 1.350 m² (Grundfläche)                      |
| Sitzplätze | 400                                         |
| Adresse    | Volkerstraße 2 in Ludwigshafen-West         |
| Website    |                                             |

### St. Ludwig

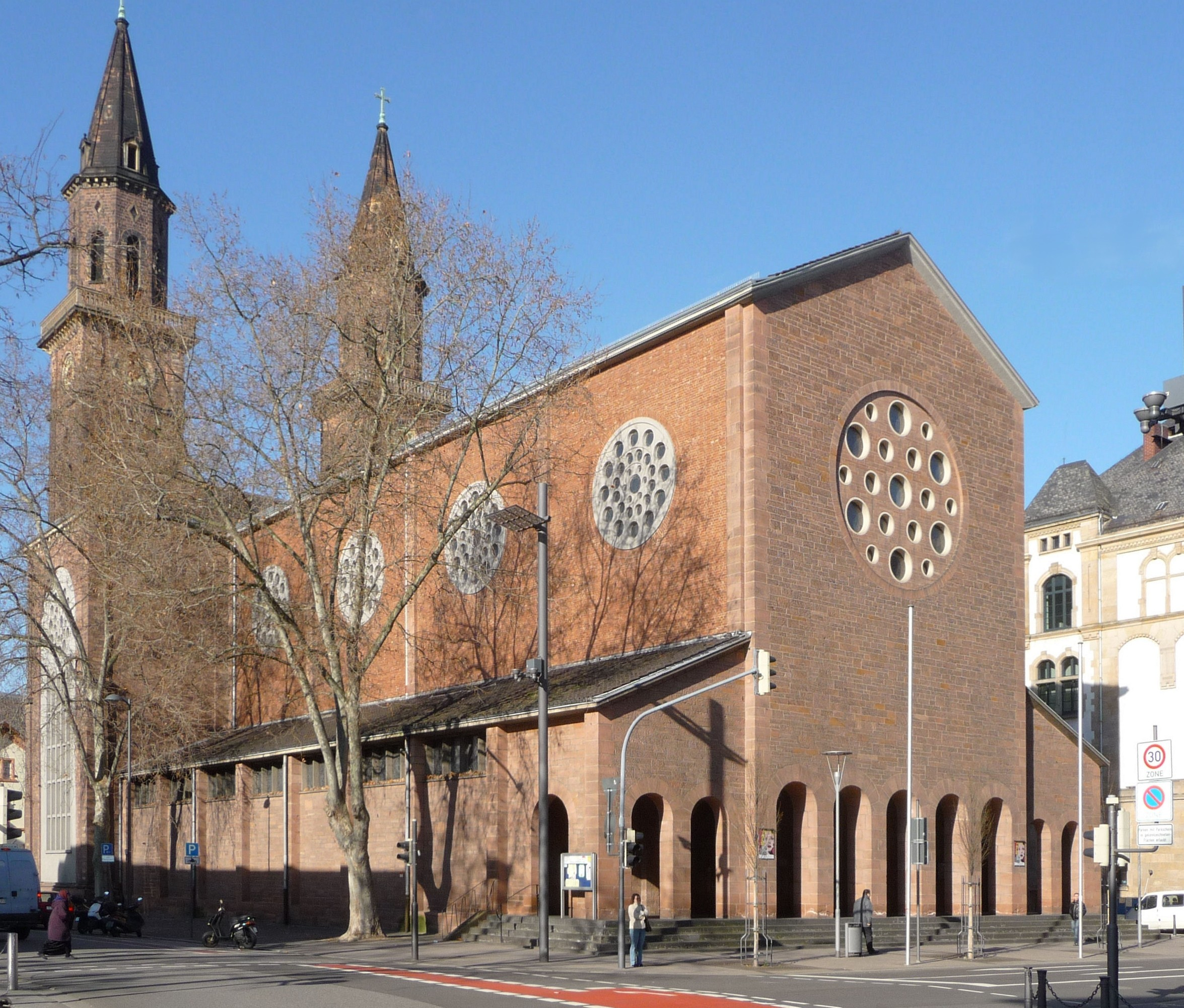
St. Ludwig

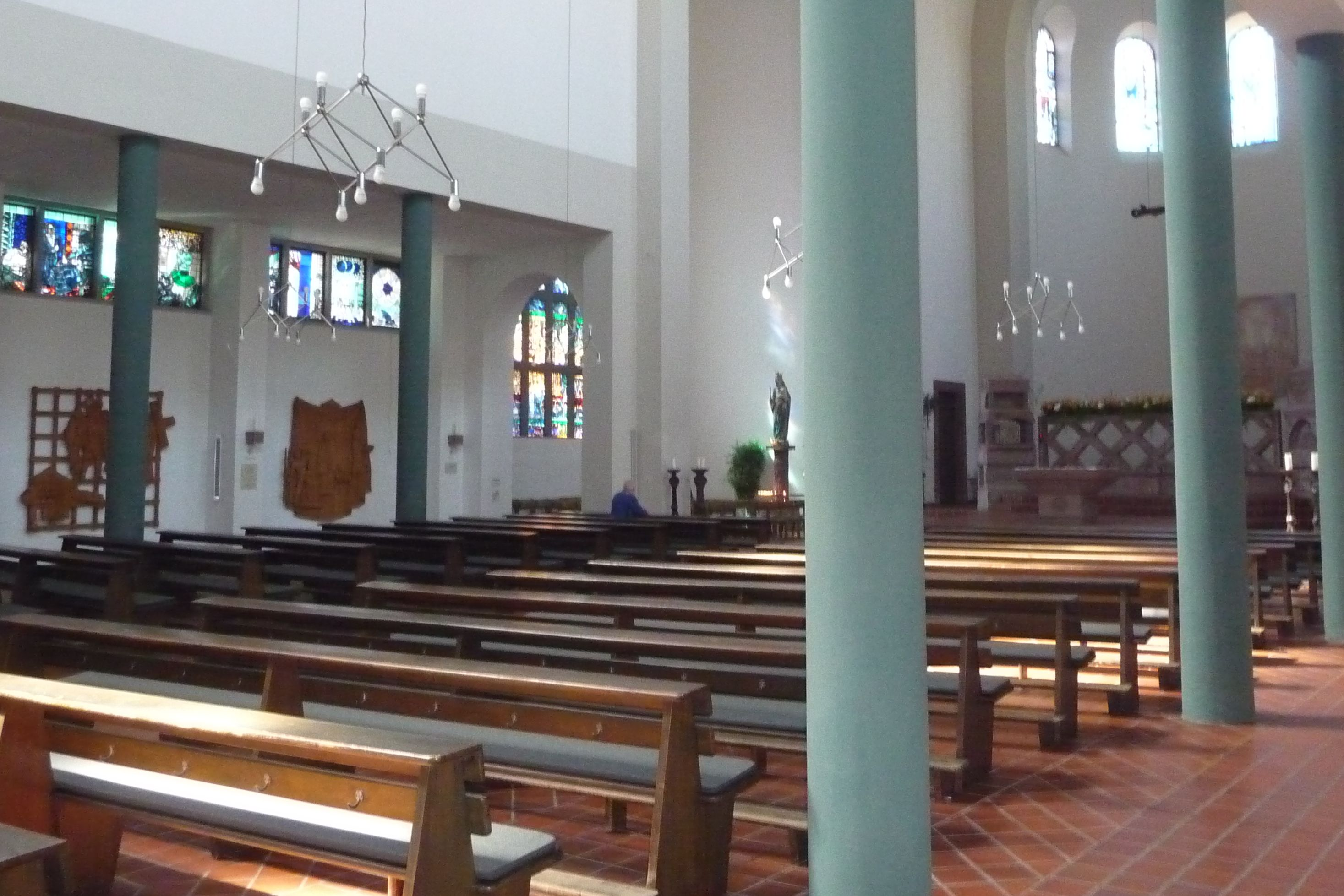
Innenraum

Die Ludwigskirche wurde in den Jahren 1858 bis 1862 nach Plänen von Heinrich Hübsch als Sandsteinquaderbau im neuromanischen Stil errichtet. Erkenntlich sind die Anklänge an den Speyerer Dom, an dessen Restaurierung Hübsch beteiligt war.
Die nach Westen ausgerichtete, dreischiffige Säulenbasilika über dem Grundriss eines lateinischen Kreuzes. Die quadratischen, oben ins Achteck übergeleiteten Chorflankentürmen wurden 1883 vollendet. Sie wurden im Zweiten Weltkrieg stark zerstört und im Jahr 1952 wieder errichtet.
Im Zweiten Weltkrieg wurde das Langhaus weitgehend zerstört und 1952 bis 1954 nach Plänen von Philipp Blaumer in veränderten Formen wieder aufgebaut. Von der originalen Ausstattung ist nur die geschnitzte Marienfigur und der marmorne Taufstein erhalten.
Die Pfarrgemeinden St. Ludwig, Herz Jesu, Heilig Geist und St. Sebastian bilden eine Pfarreiengemeinschaft.
| Name       | Ludwig                                                                     |
| Pfarrei    | Heiliger Petrus und Paulus                                                 |
| Bauzeit    | 1858–1862, 1954                                                            |
| Zerstörung | 1943, 1945                                                                 |
| Architekt  | Heinrich Hübsch, Karlsruhe und Karl Lochner, Philipp Blaumer, Ludwigshafen |
| Baustil    | Neoromantik unter Anlehnung an den Westteil des Doms zu Speyer             |
| Turmhöhe   | ˜55 m                                                                      |
| Glocken    | des1–f1–as1–b1–des2–as2                                                    |
| Orgel      | Späth-Orgel mit 41 Register                                                |
| Fläche     | nicht bekannt                                                              |
| Sitzplätze | 482                                                                        |
| Adresse    | Wredestraße 22 in 67059 Ludwigshafen                                       |
| Website    | Hl. Petrus und Paulus                                                      |

### Lukaskirche

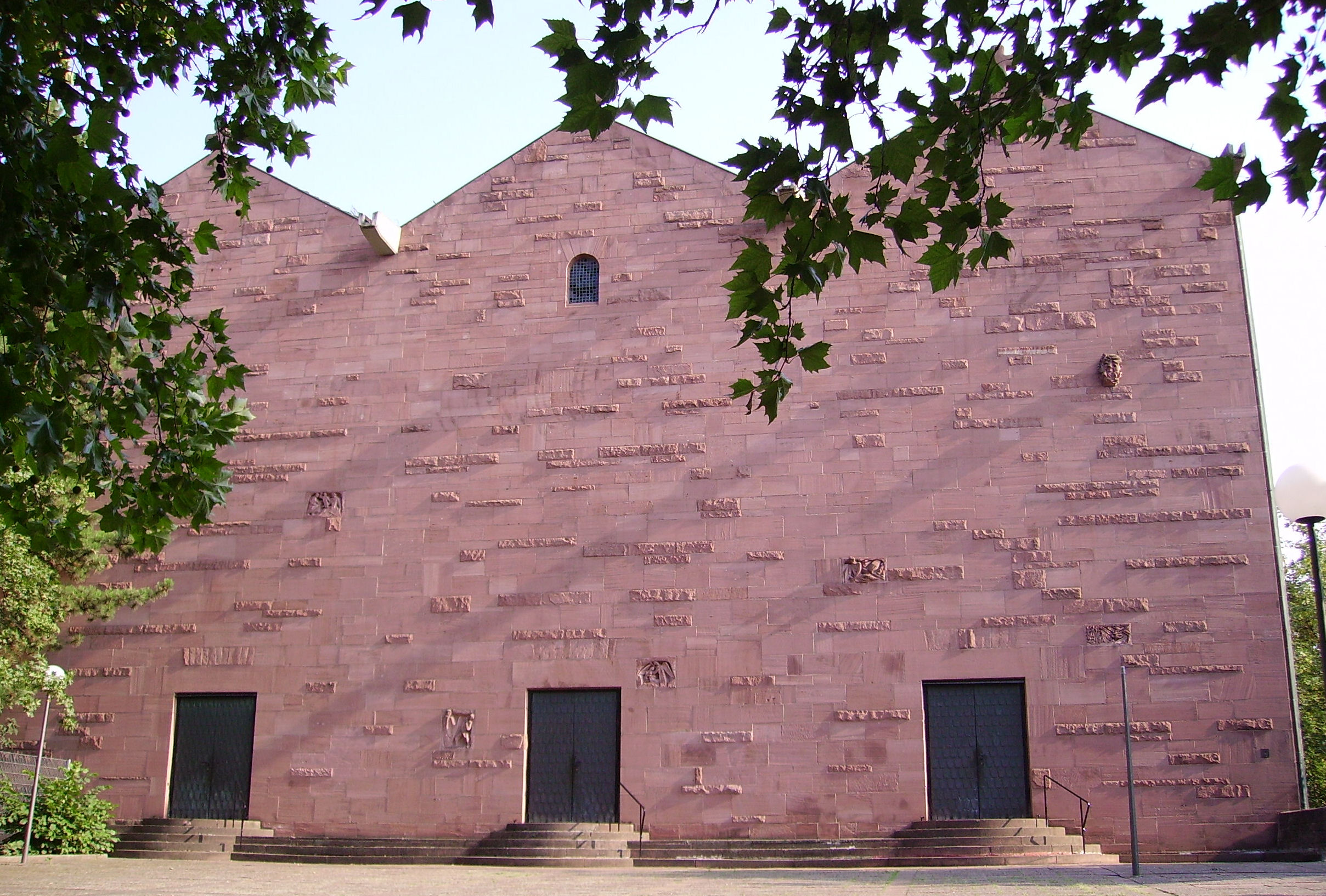
Lukaskirche

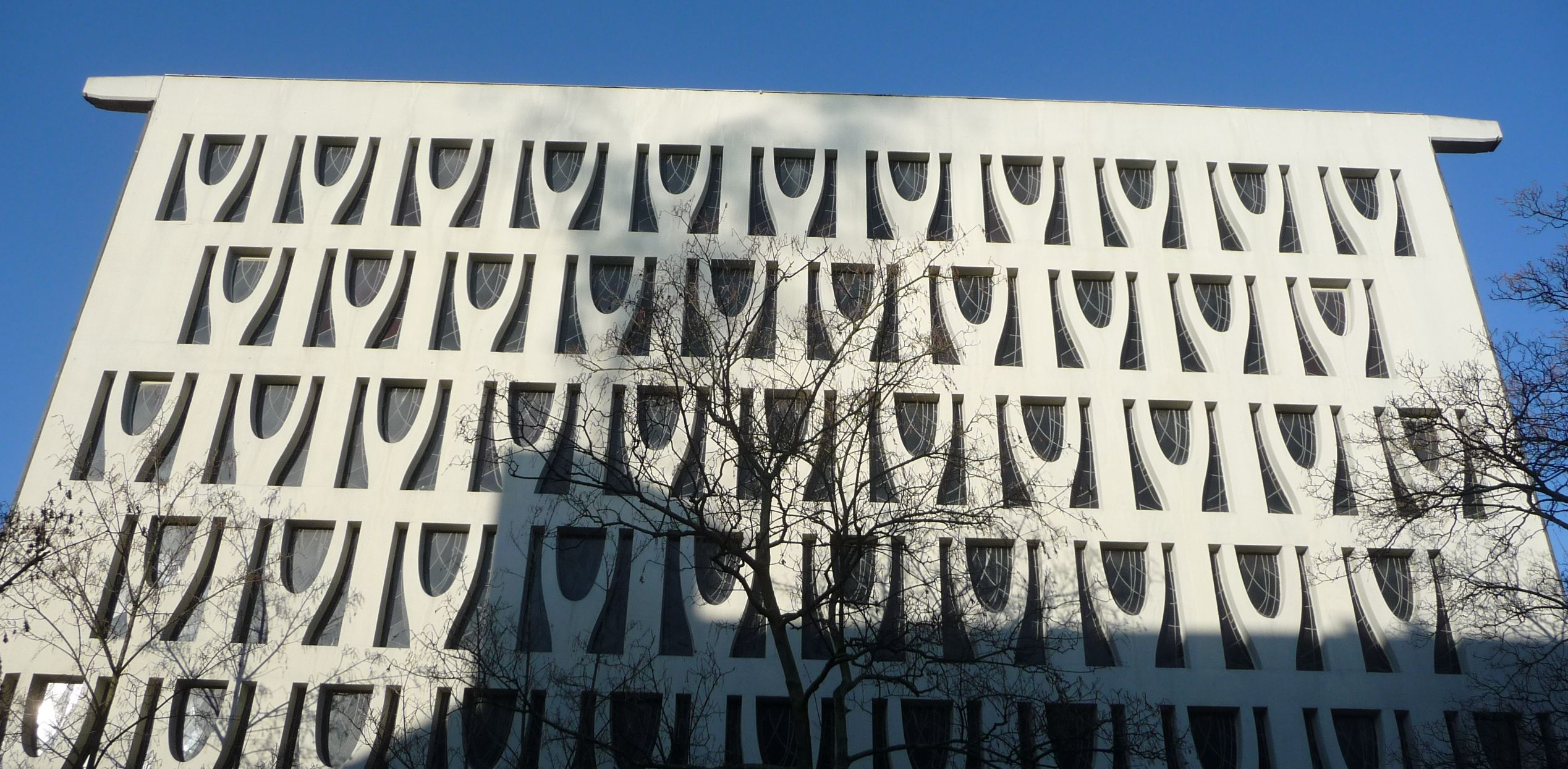
Seitenansicht

Die protestantische Lukaskirche ist ein Kirchenbau über annähernd quadratischem Grundriss mit betont profanem Charakter. Sie wurde in den Jahren 1959 bis 1961 nach einem Entwurf des Architekten Heinrich Otto Vogel errichtet. Die nach Norden ausgerichtete Saalkirche ist durch die kontrastierende Verwendung von traditionellen und modernen Materialien und Formen charakterisiert.
Dem Architekten ging es darum, einen festlichen Raumeindruck durch das Emporstreben der Mauern zu erzielen, deshalb kontrastieren die fensterlosen Wände mit den Lichtwänden, die wie stark stilisierte nach oben geöffnete Hände gestaltet sind.
Betonpfeiler tragen den lattenverschalten Dachstuhl. Der Altar ist hufeisenförmig von drei Bankblöcken umgeben.
Die fensterlosen Giebelwände aus bossierten Sandsteinquadern sind verziert mit unregelmäßig über die Fassade verteilten Reliefs. Es handelt sich dabei um Darstellungen aus dem Lukas-Evangelium.
Das Äußere der Kirche greift die Situation eines kleinen freien Platzes auf und lässt den Bau wie drei Markthäuser erscheinen.
| Name       | Als Evangelist Lukas wird traditionell der Verfasser des Lukasevangeliums und der Apostelgeschichte bezeichnet. |
| Bauzeit    | 1960 |
| Zerstörung | - |
| Architekt  | Heinrich Otto Vogel, Trier                                                                                      |
| Baustil    | konventionell moderne Baugesinnung                                                                              |
| Turmhöhe   | - |
| Glocken    | keine |
| Orgel      | 1969/70 Ott, Göttingen; III/39 mechanisch/elektrisch                                                            |
| Fläche     | 1.221 m² |
| Sitzplätze | 700 |
| Adresse    | Kurfürstenstraße 46 in 67061 Ludwigshafen-Süd                                                                   |
| Website    | www.lu-sued.de                                                                                                  |

### Lutherkirche

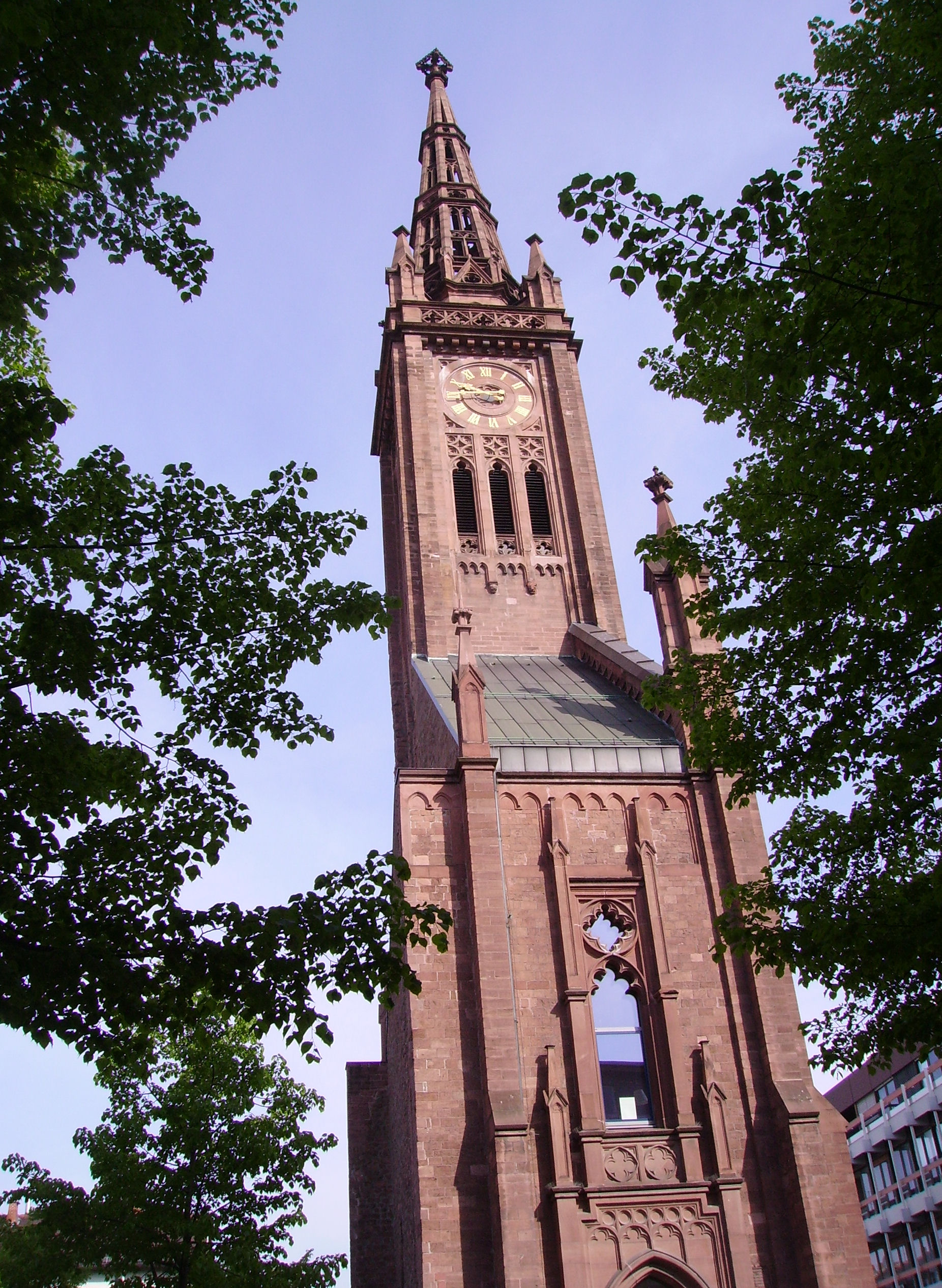
Lutherkirche

Die protestantische Lutherkirche war der älteste Kirchenbau in der Innenstadt. Sie wurde in den Jahren 1858 bis 1862 nach Plänen von August von Voit als Saalkirche im Stil der Neugotik errichtet. Nach der Zerstörung im Zweiten Weltkrieg blieb nur noch die Ostfront mit dem von Volts Sohn August 1879 vollendeten Mittelturm erhalten.
Der Turm der Lutherkirche ist weithin sichtbar. Die reich gegliederte Sandsteinfassade zeigt über den Portalen Figuren der vier Evangelisten, die 1883 vom Karlsruher Bildhauer Moest aufgestellt wurden.
Im Jahr 1943 wurde die Kirche zerbombt, wobei das Kirchenschiff völlig zerstört und nicht mehr aufgebaut wurde.
Im Turm ist heute die sogenannte Turm33-Cafédrale untergebracht, ein Ort für Kultur und Begegnung. Im Glasanbau des Lutherturms ist auch die Kircheneintrittsstelle der Evangelischen Kirche der Pfalz untergebracht.
| Name       | Die Kirche ist benannt nach dem Reformator Martin Luther.            |
| Bauzeit    | 1858–1862                                                            |
| Zerstörung | 1943                                                                 |
| Architekt  | August von Voit                                                      |
| Baustil    | Neugotik                                                             |
| Turmhöhe   | 61 m                                                                 |
| Glocken    | es1–ges1–as2–b2–c3–es3; 1971; Karlsruher Glockengießerei Karl Stumpf |
| Orgel      | keine                                                                |
| Fläche     | keine                                                                |
| Sitzplätze | keine                                                                |
| Adresse    | Maxstraße 33 in 67059 Ludwigshafen-Mitte                             |
| Website    | www.evpfalz.de                                                       |

### St. Marien

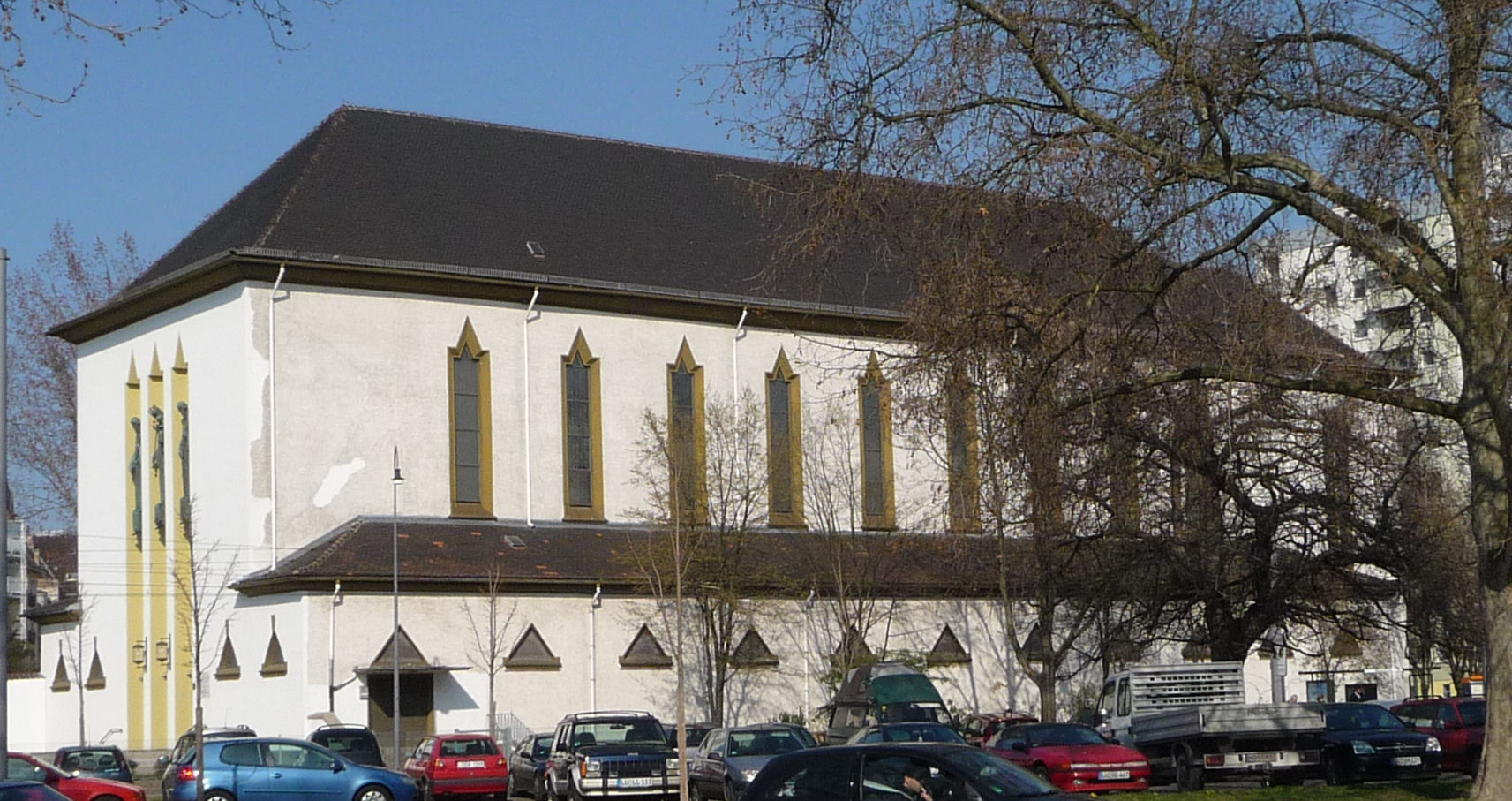
St. Marien

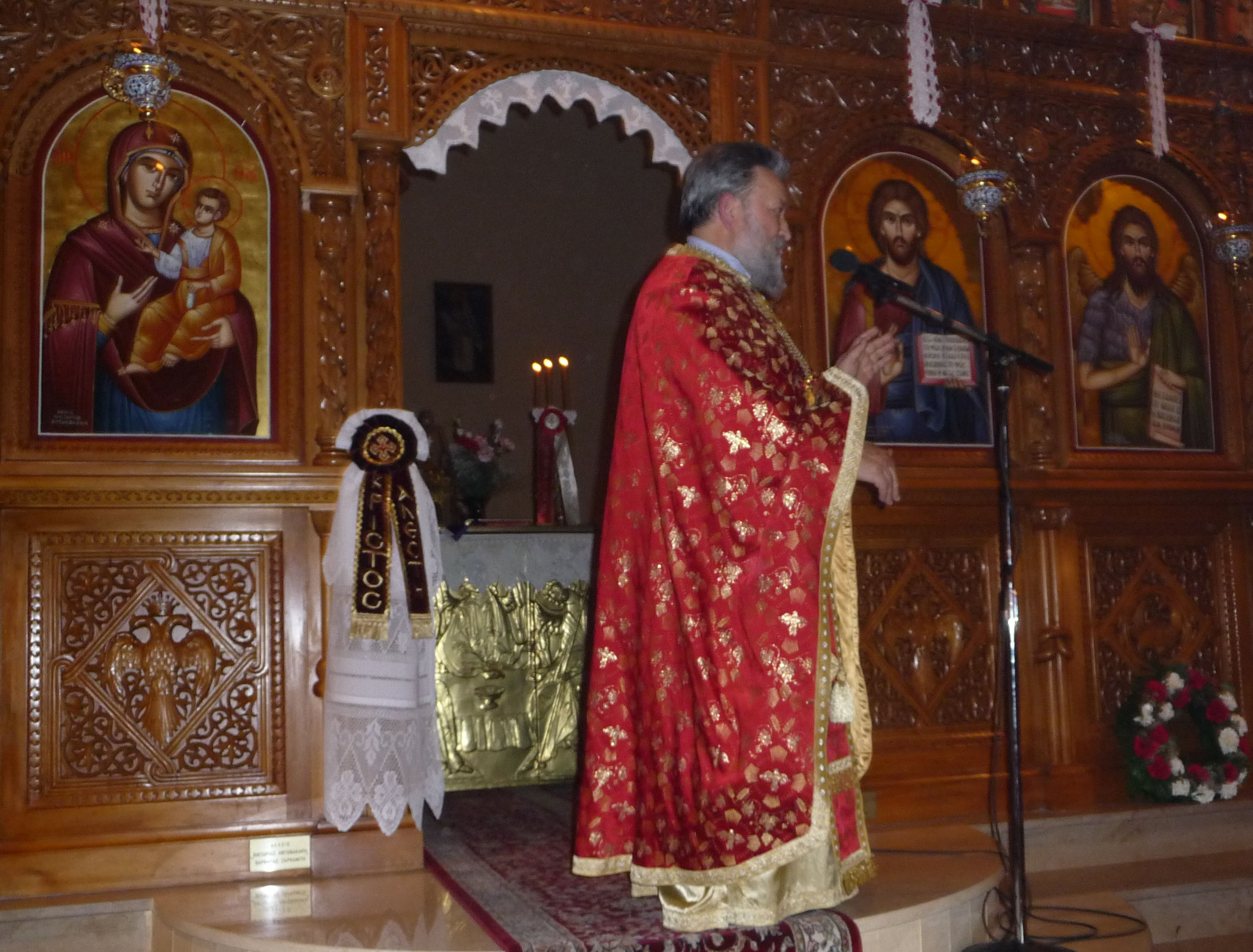
Orthodoxe Osternacht in der Marienkirche

Für den Bau der St.-Marien-Kirche wurde 1924 ein Architektenwettbewerb durchgeführt, und der siegreiche Wettbewerbsentwurf von Albert Boßlet in den Jahren 1926 bis 1928 ausgeführt. Bei der Beseitigung der Kriegsschäden von 1943 wurde der Chor verändert und die innere Spitztonne durch eine Flachbogentonne ersetzt.
Die nach Osten ausgerichtete, dreischiffige Basilika hat ein breites Mittelschiff unter Walmdach und niedrige Seitenschiffe unter Pultdächern. Der im Plan vorgesehene Turm wurde nicht ausgeführt. Über dem Hauptportal stehen hohe Bronzefiguren Marias und der Apostel Petrus und Paulus von Johannes Panzer. Die Ausstattung stammt nur zum Teil aus der Erbauungszeit: Ein Marmorengel von Johannes Panzer, ein Antonius-Relief von Carl Caire und Holzreliefs in den Seitenschiffen von August Weckbecker.
Dieser Bau spiegelt die neuen Tendenzen in der Architektur seiner Zeit wider und war auch überregional von Bedeutung.
Im Jahr 2007 wurde die Kirche in eine Griechisch-Orthodoxe Kirche umgebaut, nachdem sie nach Zusammenlegung der drei katholischen Pfarreien Sankt Dreifaltigkeit, Sankt Maria im Stadtteil Nord und Heilig Kreuz im Stadtteil West, geschlossen worden war. Sie wurde daraufhin von der griechisch-orthodoxen Kirchengemeinde Mariä Verkündigung übernommen.
| Name         | Maria                                                               |
| Bauzeit      | 1926–1928                                                           |
| Zerstörungen | 1943                                                                |
| Architekten  | Albert Boßlet, Würzburg Bauleitung durch Karl Lochner, Ludwigshafen |
| Baustil      | turmlose Basilika mit Vorhalle in Bauformen der 1920er Jahre        |
| Turmhöhe     | -                                                                   |
| Glocken      | keine                                                               |
| Orgel        | abgebaut (Klais-Orgel seit 2011 in St. Joseph in Rheingönheim)      |
| Fläche       | 4.600 m² (Grundstück)                                               |
| Sitzplätze   | 480                                                                 |
| Adresse      | Hohenzollernstraße 2                                                |
| Website      | Orthodoxe Gemeinde Ludwigshafen                                     |

### Mariä Himmelfahrt

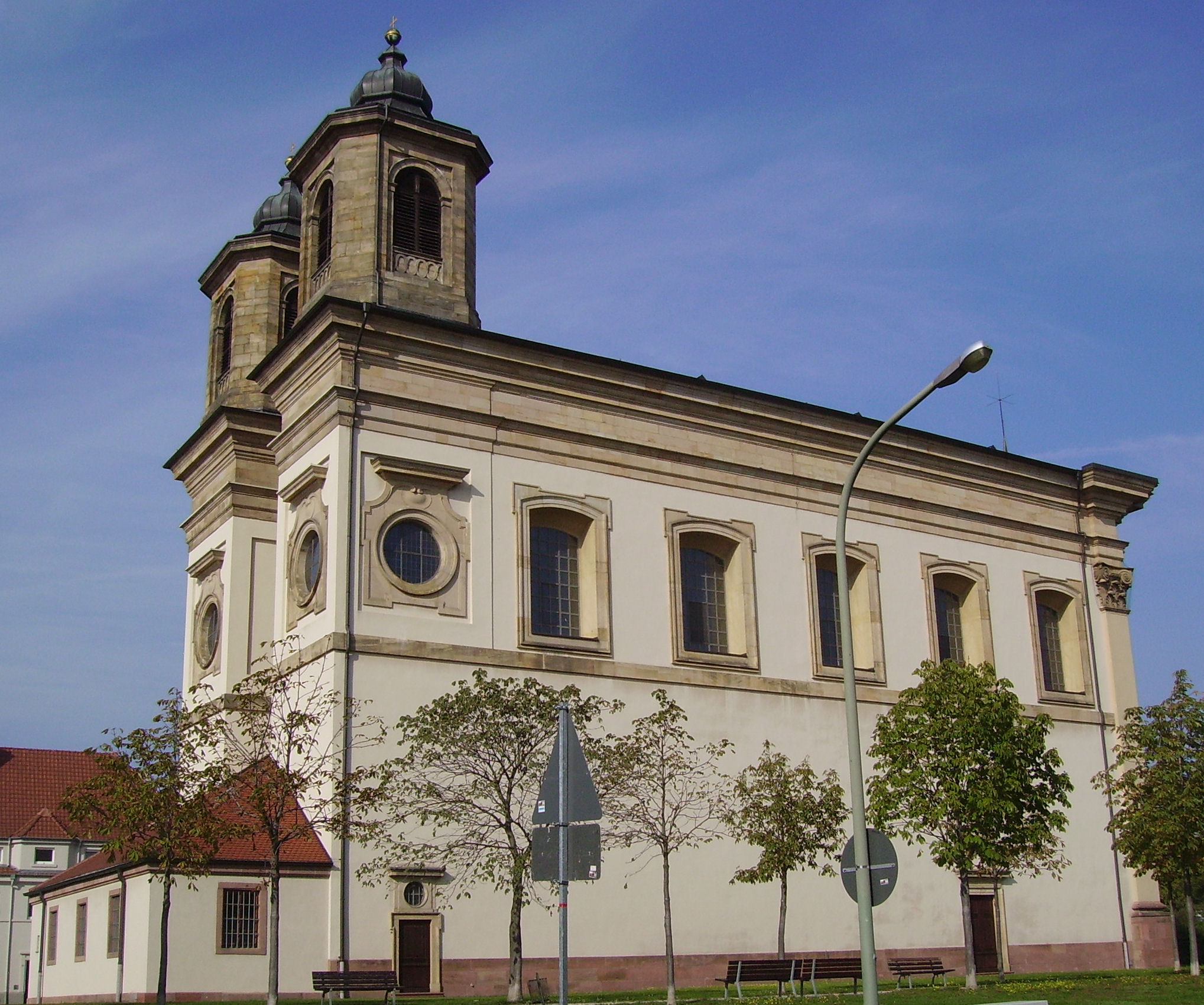
Wallfahrtskirche Mariä Himmelfahrt

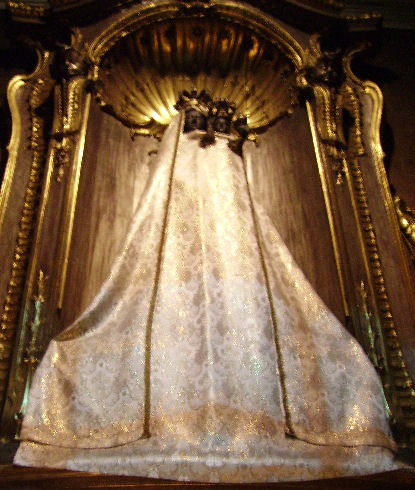
Madonna

Die Schloss- und Wallfahrtskirche Mariä Himmelfahrt ist ein katholisches Gotteshaus in barockem Stil. Es wurde über einer älteren Loretokapelle errichtet, die dabei vollständig erhalten blieb.
Die Loretokapelle wurde zwischen 1729 und 1733 zunächst als kleiner Andachtsraum im Schlosspark errichtet. In ihrer Nähe war ursprünglich noch ein „Beichthäusel“ vorgesehen. Die Jesuiten übernahmen die Kapelle 1733 und betreuten sie von Mannheim aus. Kurfürst Karl Philipp wünschte, „zum allgemeinen Nutzen und Trost des Vaterlandes“ die lauretanische Verehrung aufzunehmen. Der feierliche Beginn wurde auf das Fest Mariä Verkündigung im Jahr 1733 gelegt.
Der weite einschiffige Raum vollzieht den rechteckigen Grundriss der Loretokapelle nach und ist wie diese nach Südwesten gerichtet. Das Langhaus nimmt die Loretokapelle vollständig in sich auf. Deren nordöstliche Außenwand bildet gleichzeitig die Rückwand des Hochaltars der großen Wallfahrtskirche.
| Name       | Mariä Himmelfahrt ist ein Hochfest der römisch-katholischen Kirche.       |
| Pfarrei    | Heiliger Franz von Assisi                                                 |
| Bauzeit    | 1775–1777, Loretokapelle: 1729–1733                                       |
| Zerstörung | -                                                                         |
| Architekt  | Peter Anton von Verschaffelt Borromini, Mannheim (Loretokapelle)          |
| Baustil    | Spätbarock bis Klassizismus                                               |
| Turmhöhe   | 37 m                                                                      |
| Glocken    | c1–es1–f1–g1; 1953; Glockengießerei Hamm                                  |
| Orgel      | Kämmererorgel, Speyer Mayer 1990, II/27 (24) mechanisch/elektrisch        |
| Fläche     |                                                                           |
| Sitzplätze | 355                                                                       |
| Adresse    | Kapellengasse 8 in 67071 Ludwigshafen-Oggersheim                          |
| Website    | Hl. Franz von Assisi www.wallfahrtskirche-maria-himmelfahrt-oggersheim.de |

### Maria Königin

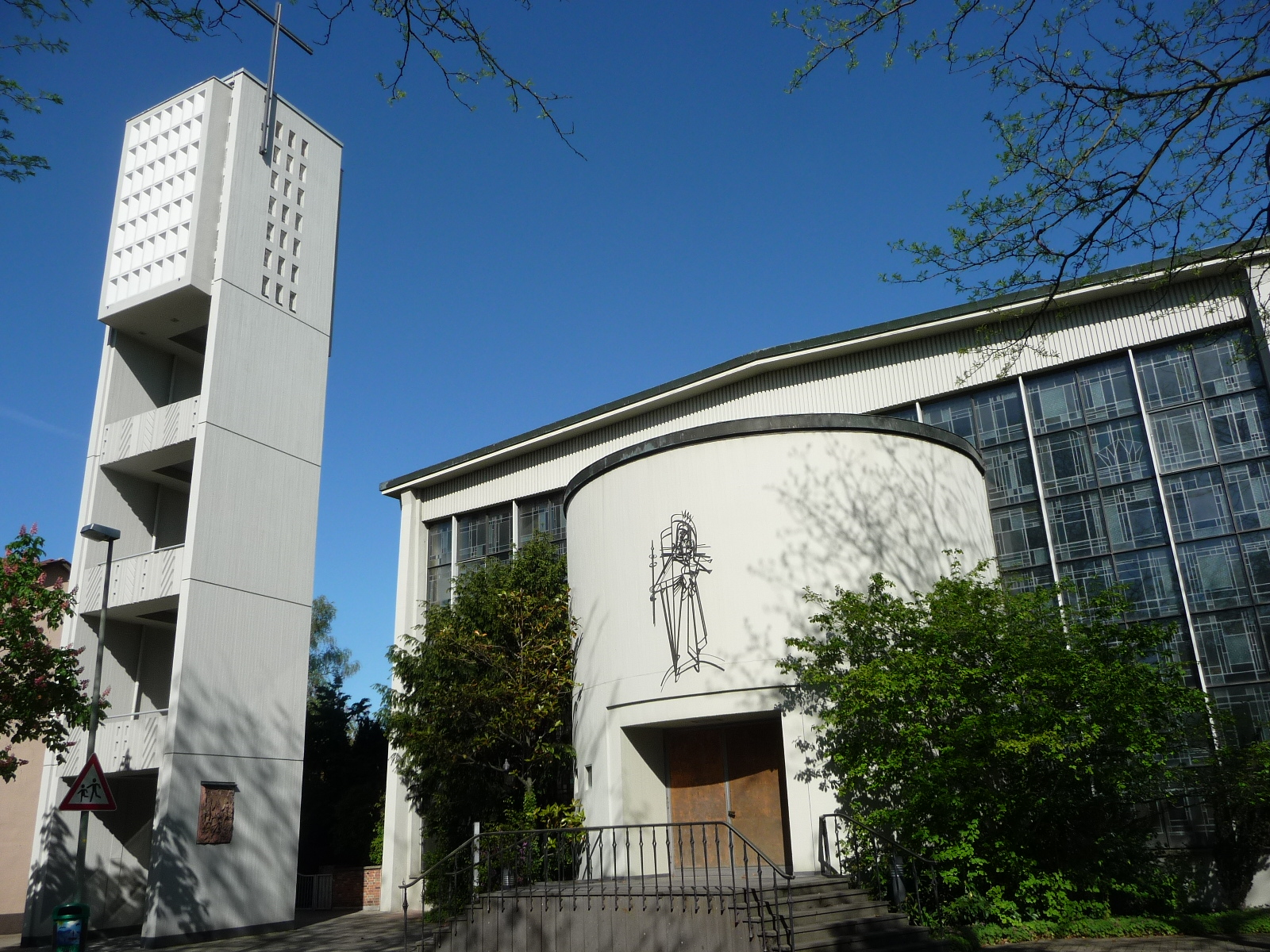
Maria Königin

Die Geschichte der Pfarrei Edigheim geht bis auf das Jahr 772 zurück. Die heutige katholische Pfarrkirche wurde im Jahr 1961 gebaut und 1962 eingeweiht.
| Name         | Maria Königin                                                                     |
| Pfarrei      | Heilige Edith Stein                                                               |
| Bauzeit      | 1961–1962                                                                         |
| Zerstörungen | 1824, 1882, 1921, 1943                                                            |
| Architekt    | Heinrich Hebgen, Ludwigshafen (1750–1754) Heinz Wildner, Ludwigshafen (1961–1962) |
| Baustil      | moderne Mischbauweise in Sichtmauerwerk und Stahlbeton                            |
| Turmhöhe     | 24 m                                                                              |
| Glocken      | d1–f1–g1–a1–c2                                                                    |
| Orgel        | Wehr 1967, II 22 (Umbau im Jahr 1992)                                             |
| Fläche       | 6.647 m² (Grundstück)                                                             |
| Sitzplätze   | 400                                                                               |
| Adresse      | Bgm.-Fries-Str. 1 in 67069 Ludwigshafen-Edigheim                                  |
| Website      | Hl. Edith Stein                                                                   |

### Markuskirche

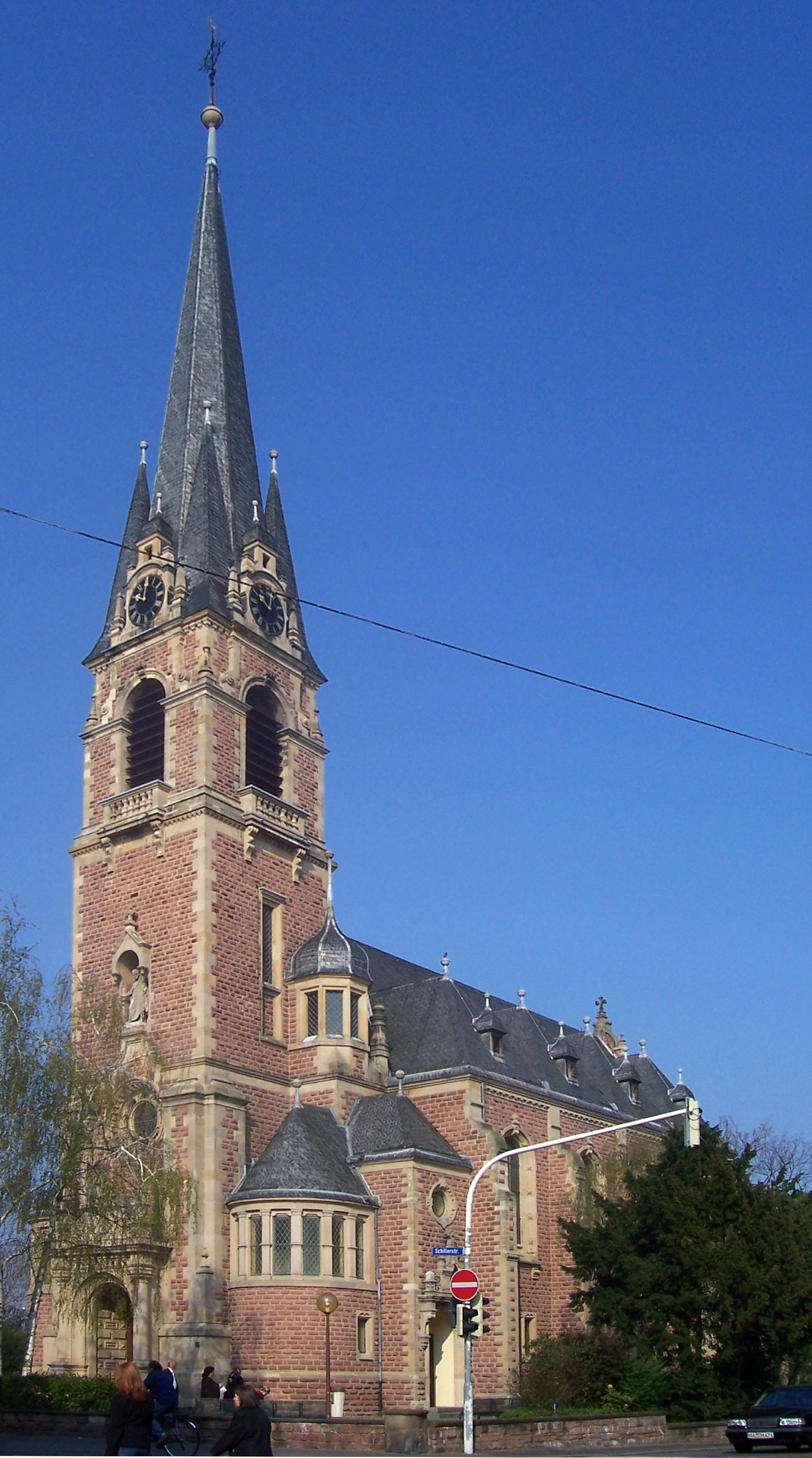
Markuskirche

Die evangelische Markuskirche wurde in den Jahren 1896 bis 1898 errichtet.
| Name       | Markus                                                              |
| Bauzeit    | 1896–1898                                                           |
| Zerstörung | -                                                                   |
| Architekt  | Franz Schöberl, Speyer                                              |
| Baustil    | Quaderbau in Neorenaissance                                         |
| Turmhöhe   | 53 m                                                                |
| Glocken    | d1–f1–h1; 2.500 kg, 1.400 kg, 450 kg                                |
| Orgel      | 1960 Firma Steinmayer Oettingen, II/26 mechanisch / elektrisch      |
| Fläche     | 365 m²                                                              |
| Sitzplätze | 540 (850)                                                           |
| Adresse    | Am Speyrer Tor 1 in 67071 Ludwigshafen-Oggersheim Schillerstraße 12 |
| Website    | http://www.evkircheoggersheim.de/index.php?id=3508                  |

### St. Martin

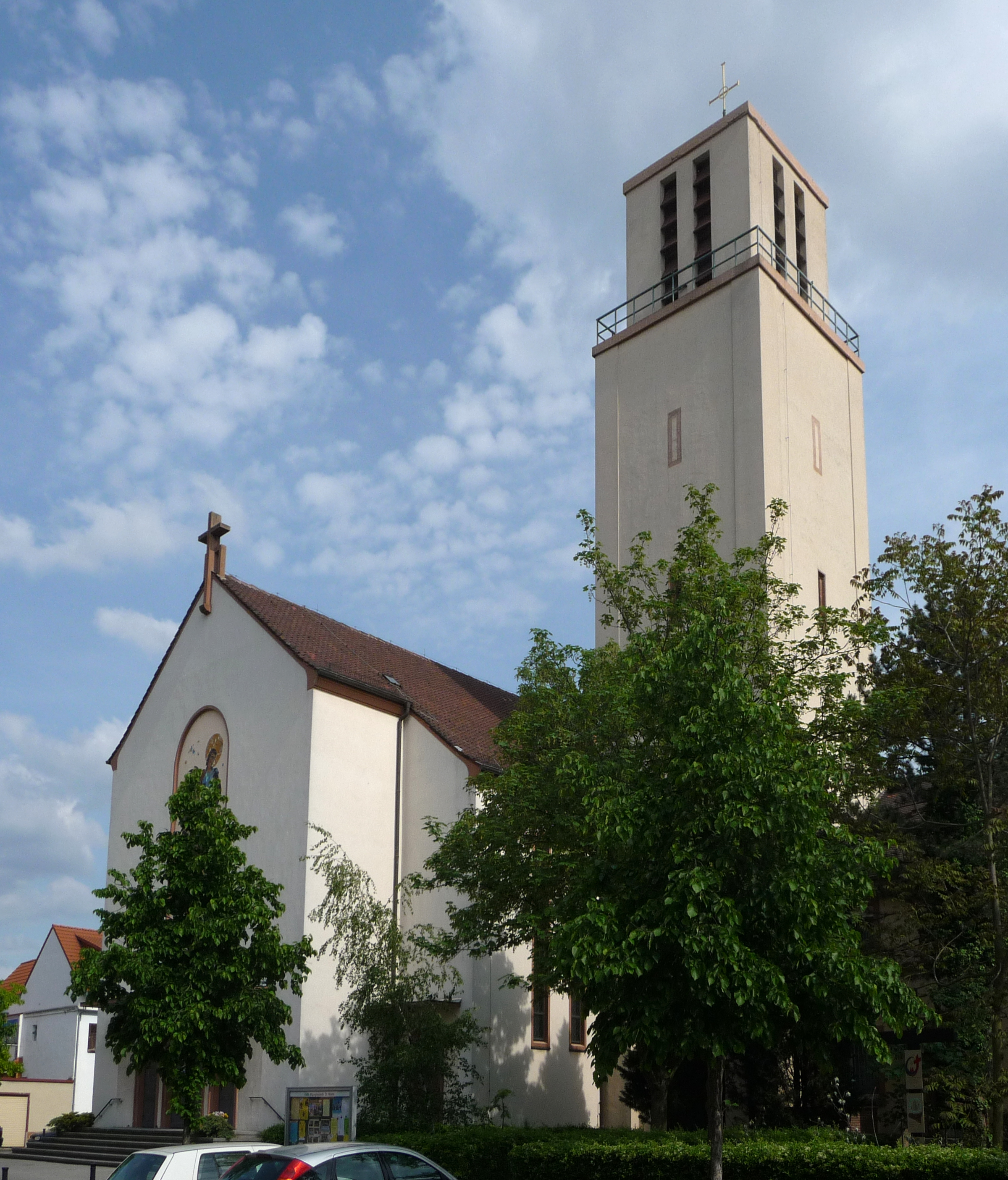
St. Martin

Die ursprüngliche katholische Kirche wurde in den Jahren 1771 bis 1774 errichtet. Sie wurde in den Jahren 1648 und 1943 mehrfach zerstört. Die heutige St.-Martin-Kirche stammt aus dem Jahr 1953.
| Name         | Martin von Tours                                    |
| Pfarrei      | Heilige Edith Stein                                 |
| Bauzeit      | 1771–1774, 1921–1923, 1954                          |
| Zerstörungen | 1921, 1943/44                                       |
| Architekt    | Burkhard Süß, Oppau Albert Boßlet und Josef Kuld    |
| Baustil      | moderner Mauerwerksbau                              |
| Turmhöhe     | 38 m                                                |
| Glocken      | c1–es1–g1–b1–c2; 2.250 kg, 1.100 kg, 740 kg, 525 kg |
| Orgel        | Klais-Orgel 1957, 48 Register                       |
| Fläche       | 6.140 m² (Grundstück)                               |
| Sitzplätze   | 480                                                 |
| Adresse      | Kirchenstr. 8 67069 Ludwigshafen                    |
| Website      | Hl. Edith Stein                                     |

### Martinskirche

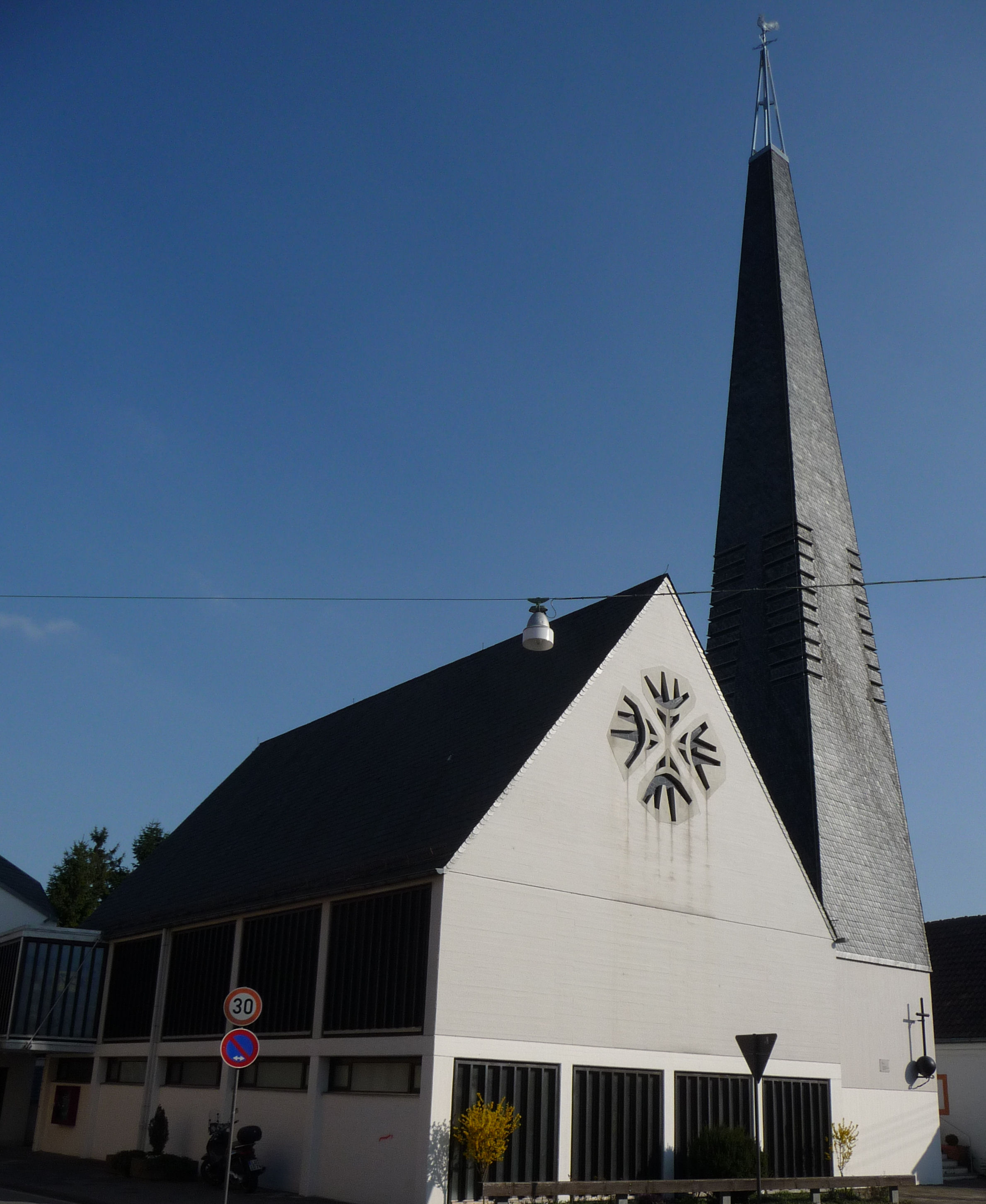
Martinskirche

Die heutige protestantische Martinskirche im Stadtteil Maudach wurde in den Jahren 1964 und 1965 als Nachfolgebau der im Zweiten Weltkrieg zerstörten Kirche errichtet. Mit ihrem spitz aufragenden Turm prägt sie das Ortsbild von Maudach.
Im Zweiten Weltkrieg wird eine große Anzahl von Gebäuden zerstört, die protestantische Kirche brannte aus und wurde 1963 abgerissen, die katholische Kirche wurde schwer beschädigt.
| Name       | Martin                                                         |
| Bauzeit    | 1845, 1964                                                     |
| Zerstörung | 1945                                                           |
| Architekt  | Ulrich Wohlgemuth, Worms                                       |
| Baustil    | moderner Stahlbetonbau                                         |
| Turmhöhe   | 40 m                                                           |
| Glocken    | fis1–a1–cis2; 686 kg, 478 kg, 240 kg                           |
| Orgel      | 1965 Oberlinger, 8 Register, 1 Manual, mechanisch              |
| Fläche     | 230 m²                                                         |
| Sitzplätze | 225                                                            |
| Adresse    | Hindenburgstraße / Breite Straße in 67067 Ludwigshafen-Maudach |
| Website    | www.martinskirche-maudach.de                                   |

### Matthäuskirche

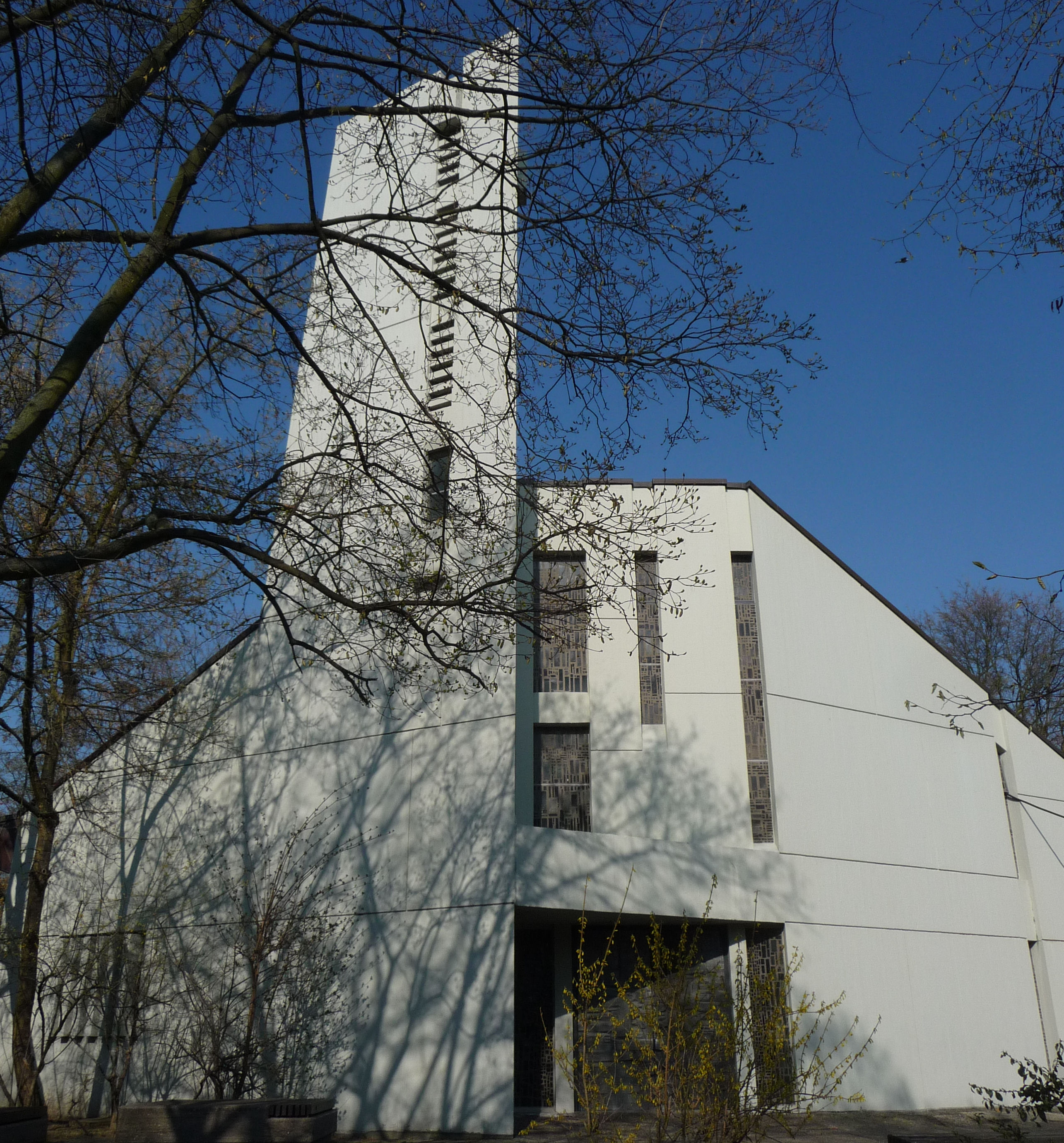
Matthäuskirche

Die Matthäuskirche ist eine protestantische Kirche im Stadtteil West, die im Jahr 1966 gebaut wurde.
| Name       | Evangelist Matthäus                      |
| Bauzeit    | 1964–1966                                |
| Zerstörung | -                                        |
| Architekt  | Erwin Morlock, Ludwigshafen              |
| Baustil    | moderne Stahlbetonkonstruktion           |
| Turmhöhe   | ˜30 m                                    |
| Glocken    | keine                                    |
| Orgel      | 1992 Fischer&Krämer, Endingen, II/17     |
| Fläche     | 520 m²                                   |
| Sitzplätze | 350                                      |
| Adresse    | Waltraudenstraße 38 in Ludwigshafen-West |
| Website    |                                          |

### Melanchthonkirche

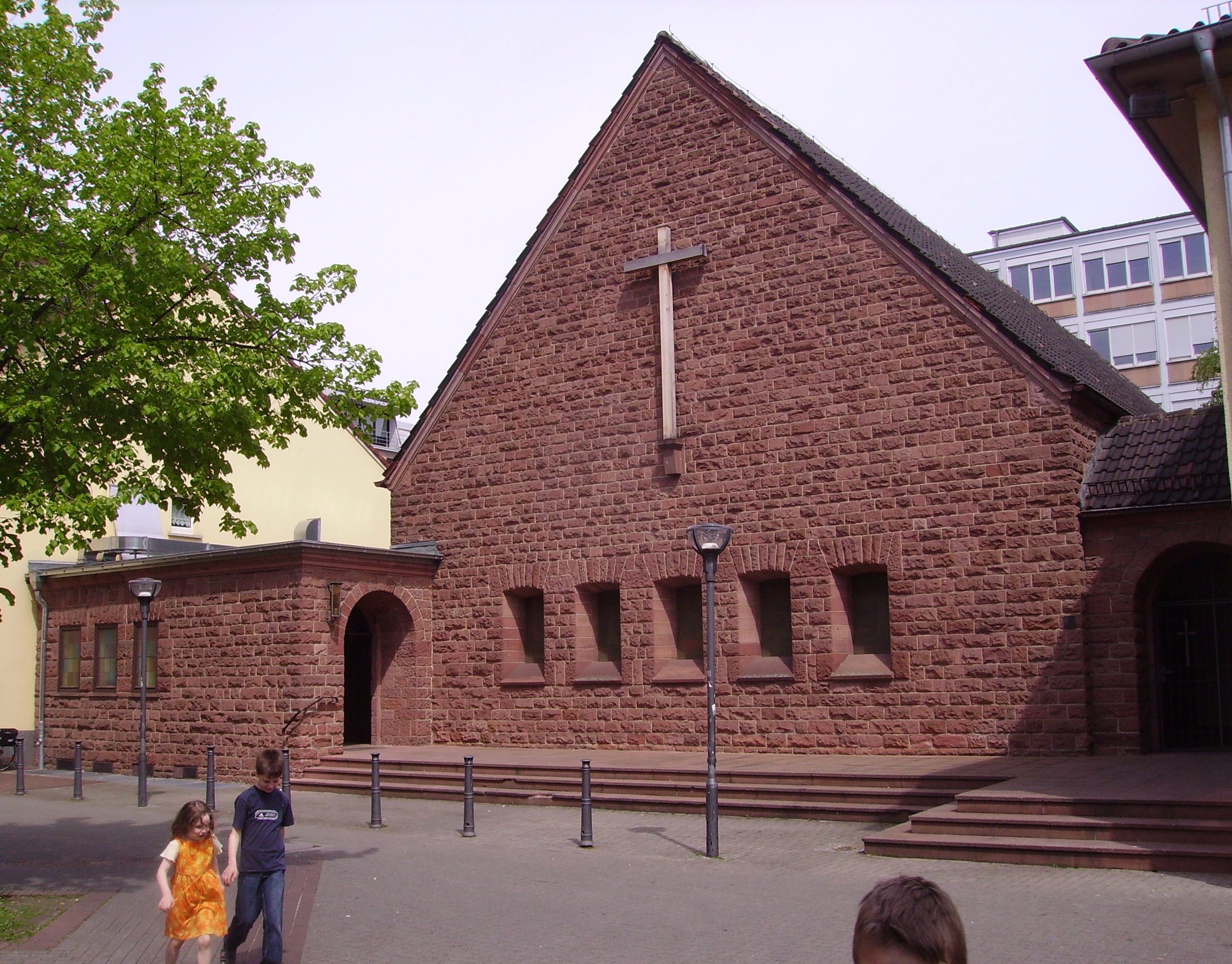
Melanchthonkirche

Die protestantische Melanchthonkirche gehört zu einer Anzahl von etwa 50 Bartning-Notkirchen, die im Zeitraum zwischen 1948 und 1950 in ganz Deutschland gebaut wurden. Sie wurde 1949 als Ersatz für die im Zweiten Weltkrieg zerstörte Lutherkirche errichtet.
Der schlichte Baukörper, der in seiner expressiven Formensprache den Kirchenbau der 1920er Jahre aufgreift, besteht aus einer tragenden Holzbinderkonstruktion und einem Sandsteinmauerwerk, zu dem die Trümmerbruchsteine der zerstörten Lutherkirche verwandt wurden.
Der nach Nordosten ausgerichtete Saalbau besitzt an der Hauptfassade zwei kleinere Anbauten. Der Innenraum ist durch Blankziegelmauerwerk und an ein gotisches Spitztonnengewölbe anmutende Rippenkonstruktion charakterisiert.
| Name        | Philipp Melanchthon                                                                  |
| Bauzeit     | 1949                                                                                 |
| Zerstörung  | -                                                                                    |
| Architekten | Otto Bartning und Otto Betz, Darmstadt                                               |
| Baustil     | konventionelle Bauweise vom Fundament bis zum Sockel, darüber Holzrippenkonstruktion |
| Turmhöhe    | -                                                                                    |
| Glocken     |                                                                                      |
| Orgel       | 1980 Weigle, II/22 mechanisch/elektrisch                                             |
| Fläche      | 339 m²                                                                               |
| Sitzplätze  | 200 (+ 200)                                                                          |
| Adresse     | Maxstraße 38 in 67059 Ludwigshafen-Mitte                                             |
| Website     |                                                                                      |

### Mennonitenkirche

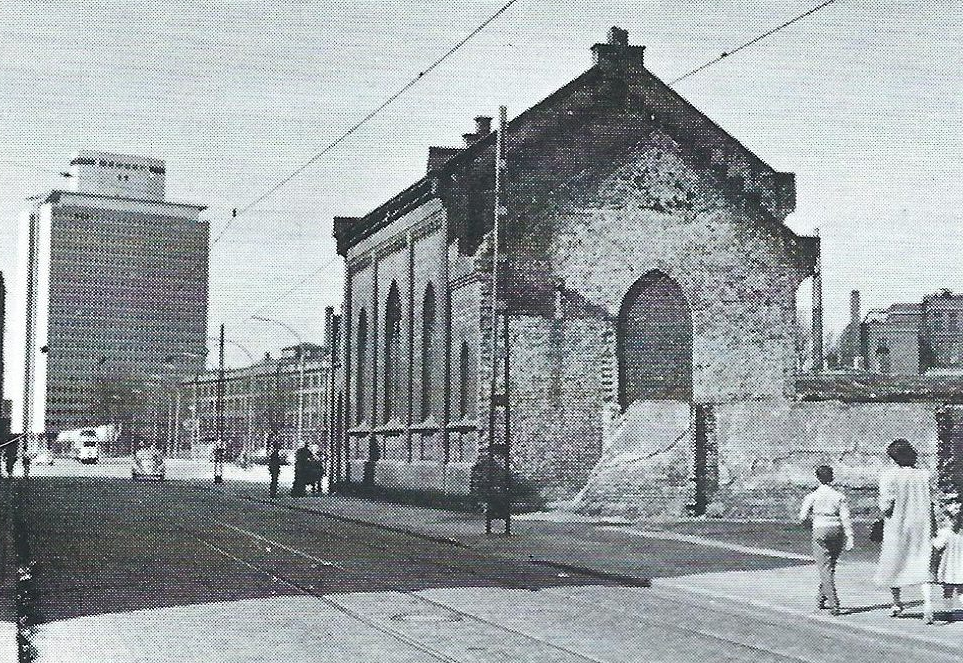
Die frühere Mennonitenkirche wurde aufgrund von Straßenbaumaßnahmen 1959 abgerissen.

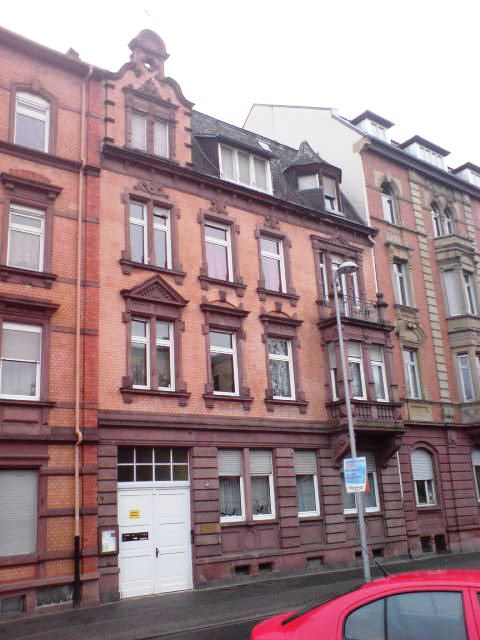
Vorderhaus der Mennonitengemeinde, äußerlich nicht als Kirche erkennbar

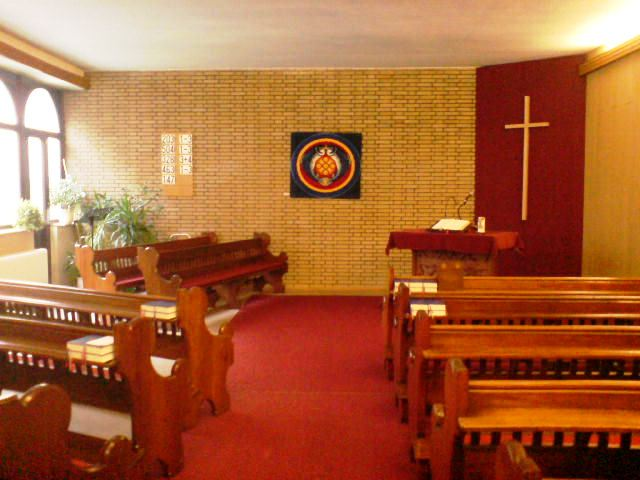
Gottesdienstraum der Mennonitengemeinde

Die Mennonitengemeinde Ludwigshafen besteht seit dem Jahr 1702. Im Rahmen der Neuplanung der Verkehrswege und sonstiger baulichen Veränderungen in den 1950er Jahren musste die damals 50 Jahre alte Mennonitenkirche in der Kurzen Straße (Stadtteil Hemshof) aufgegeben werden. Die Gemeinde erhielt dafür im Tausch ein Grundstück in der Berliner Straße, in dem durch Ausbau im Erd- und Untergeschoss ein Gottesdienstraum mit Nebenräumen geschaffen wurde, die im Mai 1960 eingeweiht wurden.
| Name        | Gemeindehaus                                   |
| Architekten |                                                |
| Baustil     |                                                |
| Fläche      |                                                |
| Sitzplätze  | unbekannt                                      |
| Adresse     | Berliner Straße 43 in 67059 Ludwigshafen-Mitte |
| Website     | Mennonitengemeinde Ludwigshafen                |

### St. Michael

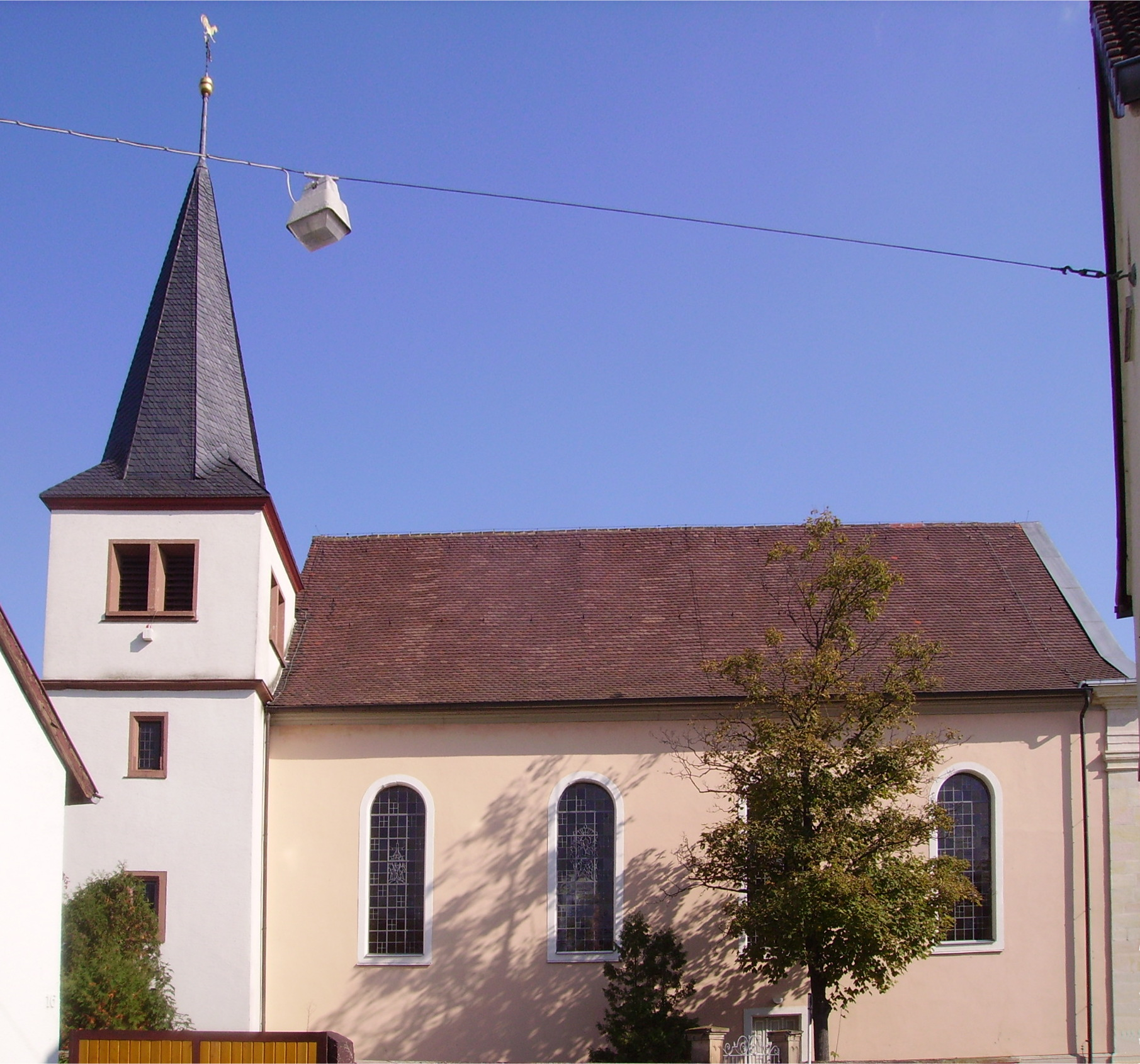
St. Michael

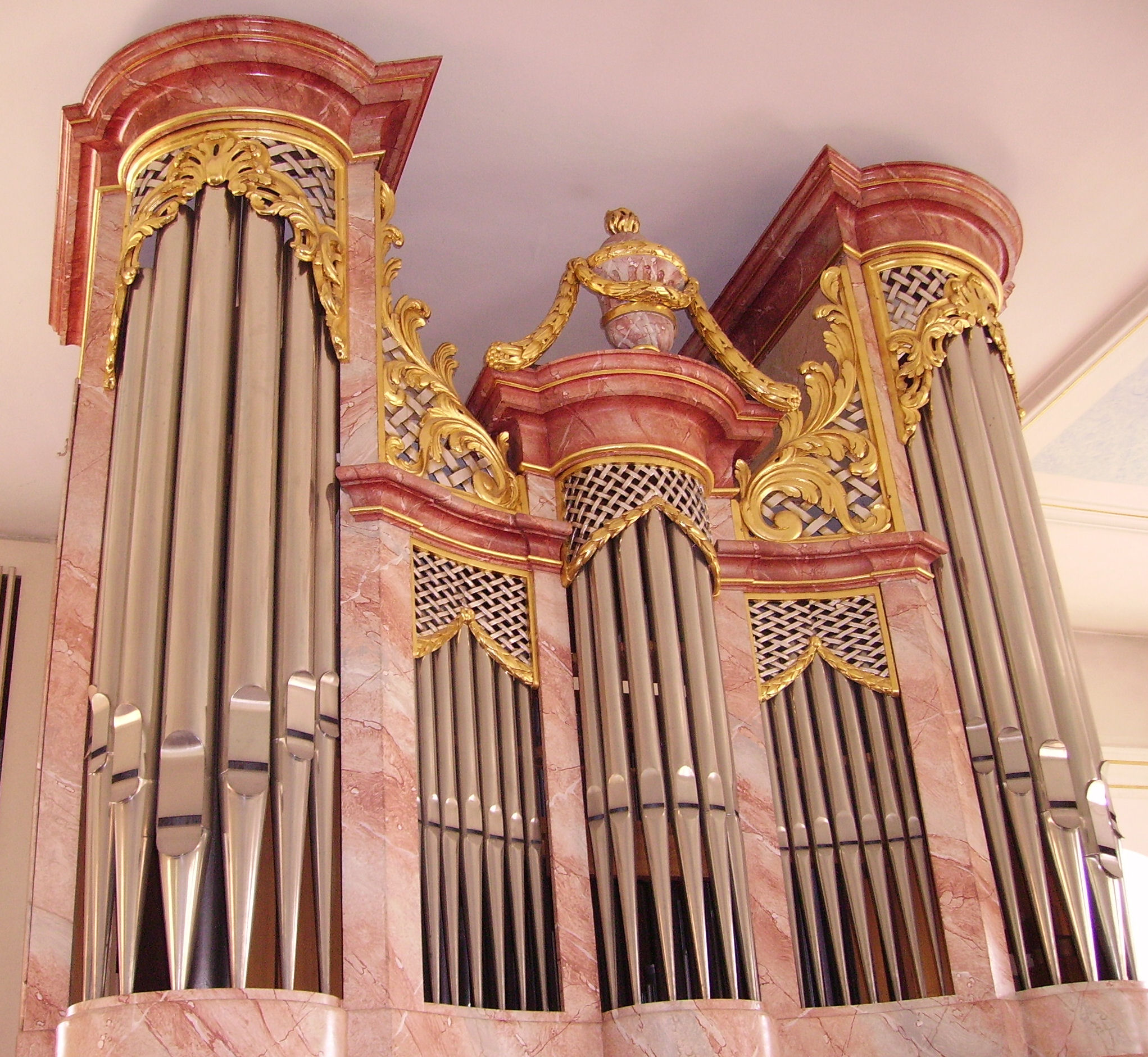
Orgel

Die Pfarrgemeinden St. Joseph und St. Michael bilden eine Pfarreiengemeinschaft.
Eine Michaelskirche in Maudach wurde erstmals 1307 urkundlich erwähnt. 1353 bis 1632 vergab das Hochstift Speyer Maudach als Lehen an die Junker von Hirschhorn. 1556 wurde die lutherische Lehre eingeführt; 1669 wurde die Gemeinde wieder katholisch.
Von Vorgängerbauten der heutigen Kirche haben sich der ehemalige Westturm aus der Zeit um 1500 und der dreiseitig geschlossene Chor in spätgotischen Formen erhalten. Beide wurden in den 1753 wahrscheinlich nach Plänen von Franz Wilhelm Rabaliatti erstellten, spätbarocken Neubau einbezogen. 1945 wurden Chordach und Turmhelm durch eine Bombe beschädigt und 1949 bis 1951 wieder instand gesetzt. Gemälde aus dem 18. Jahrhundert, Mariä Himmelfahrt und Heiliger Nepomuk, geschnitztes Vesperbild aus dem 15. Jahrhundert.
| Name       | Erzengel Michael                                 |
| Pfarrei    | Heilige Katherina von Siena                      |
| Bauzeit    | 1752/53, 1882, 1945                              |
| Zerstörung | 1824, 1883, 1950/51                              |
| Architekt  | Franz von Rabaliatti Hoffmann, Mainz             |
| Baustil    | Barock, Turm in Spätgotik                        |
| Turmhöhe   | ˜33 m                                            |
| Glocken    | gis1–h1–cis2; 505 kg, 308 kg, 219 kg             |
| Orgel      | 1977 Haerpfer, II/17                             |
| Fläche     | 11.153 m² Grundfläche                            |
| Sitzplätze | 336                                              |
| Adresse    | Von-Sturmfederstraße 14a in Ludwigshafen-Maudach |
| Website    | Hl. Katharina von Siena                          |

### Neuapostolische Kirche Friesenheim

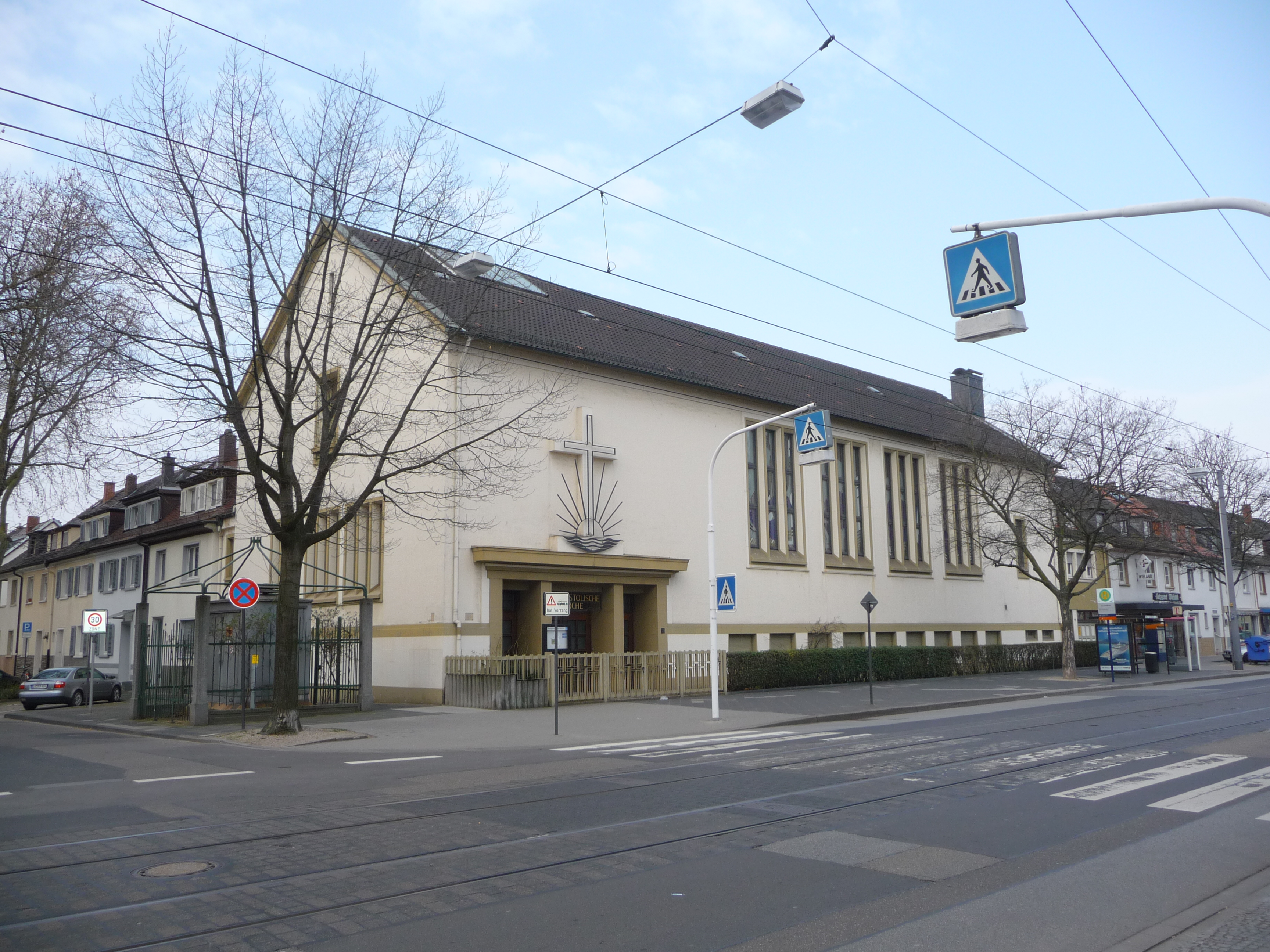
Neuapostolische Kirche

Die Neuapostolische Kirche gegenüber dem Klinikum wurde im Jahr 1949 nach Plänen von Regierungsbaumeister Ludwig König aus Oggersheim errichtet. Es ist ein Putzbau in Zeilenbauweise mit schlichter Werksteingliederung unter Satteldach. Der profane Charakter des Bauwerkes ist typisch für den Kirchenbau der Neuapostolischen Gemeinde.
| Name       |                                                                            |
| Bauzeit    |                                                                            |
| Zerstörung |                                                                            |
| Architekt  | Ludwig König                                                               |
| Baustil    |                                                                            |
| Turmhöhe   | -                                                                          |
| Glocken    | -                                                                          |
| Orgel      | Steirer 1952 II / P 20 zurzeit stillgelegt, Benedikt Typ 348, Baujahr 2005 |
| Fläche     |                                                                            |
| Sitzplätze |                                                                            |
| Adresse    | Hohenzollernstraße 43 in Ludwigshafen-Friesenheim                          |
| Website    | http://www.nak-ludwigshafen.de/                                            |

### Neuapostolische Kirche Gartenstadt

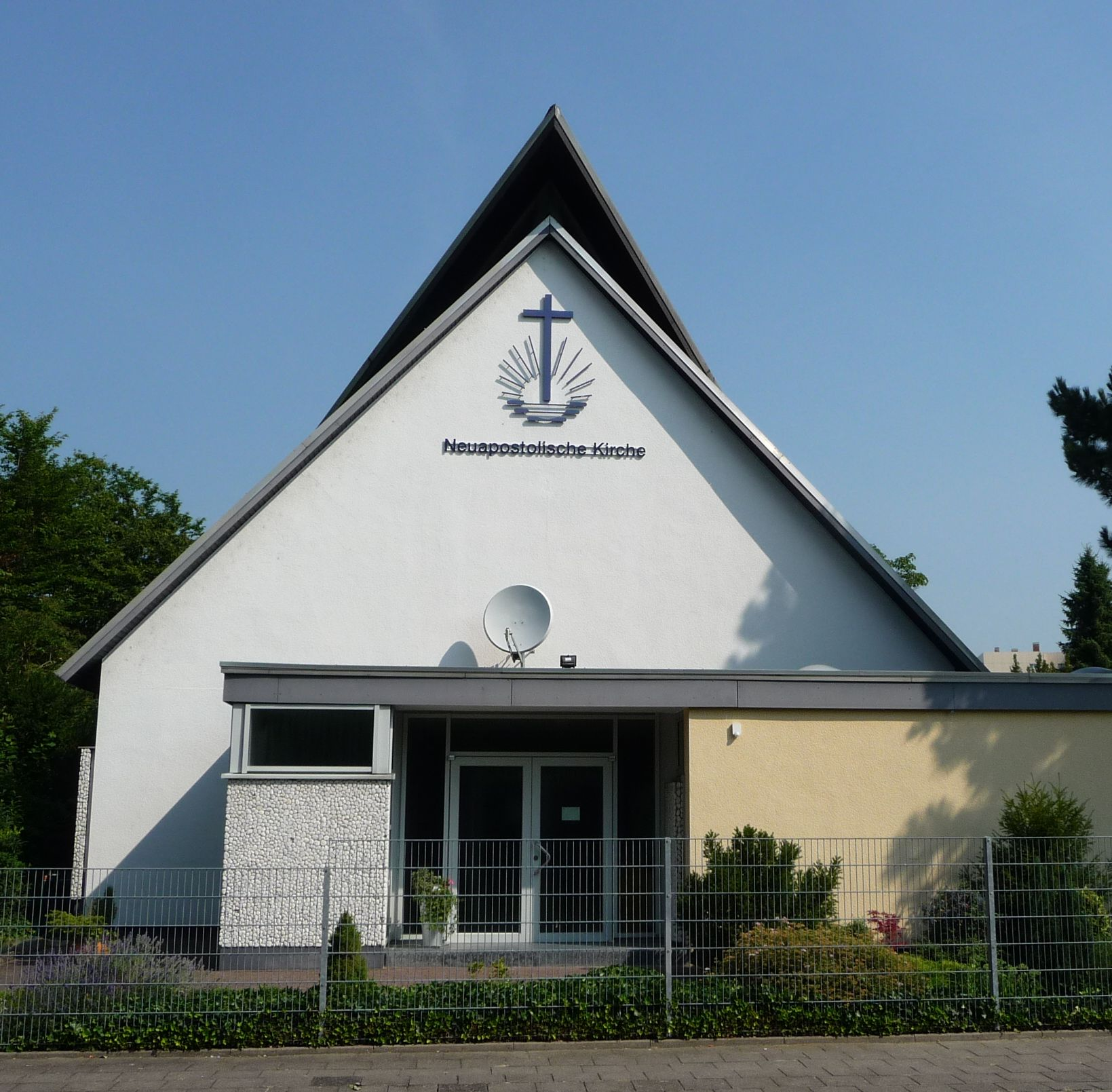

| Name       | Neuapostolische Kirche Gartenstadt                                   |
| Bauzeit    |                                                                      |
| Zerstörung |                                                                      |
| Architekt  |                                                                      |
| Baustil    |                                                                      |
| Turmhöhe   | -                                                                    |
| Glocken    |                                                                      |
| Orgel      | Benedikt Typ 348, Baujahr 2005                                       |
| Fläche     |                                                                      |
| Sitzplätze |                                                                      |
| Adresse    | Eichenstraße / Ecke Hochfeldstraße in 67067 Ludwigshafen-Gartenstadt |
| Website    | http://www.nak-ludwigshafen-gartenstadt.de/                          |

### Neuapostolische Kirche Oggersheim

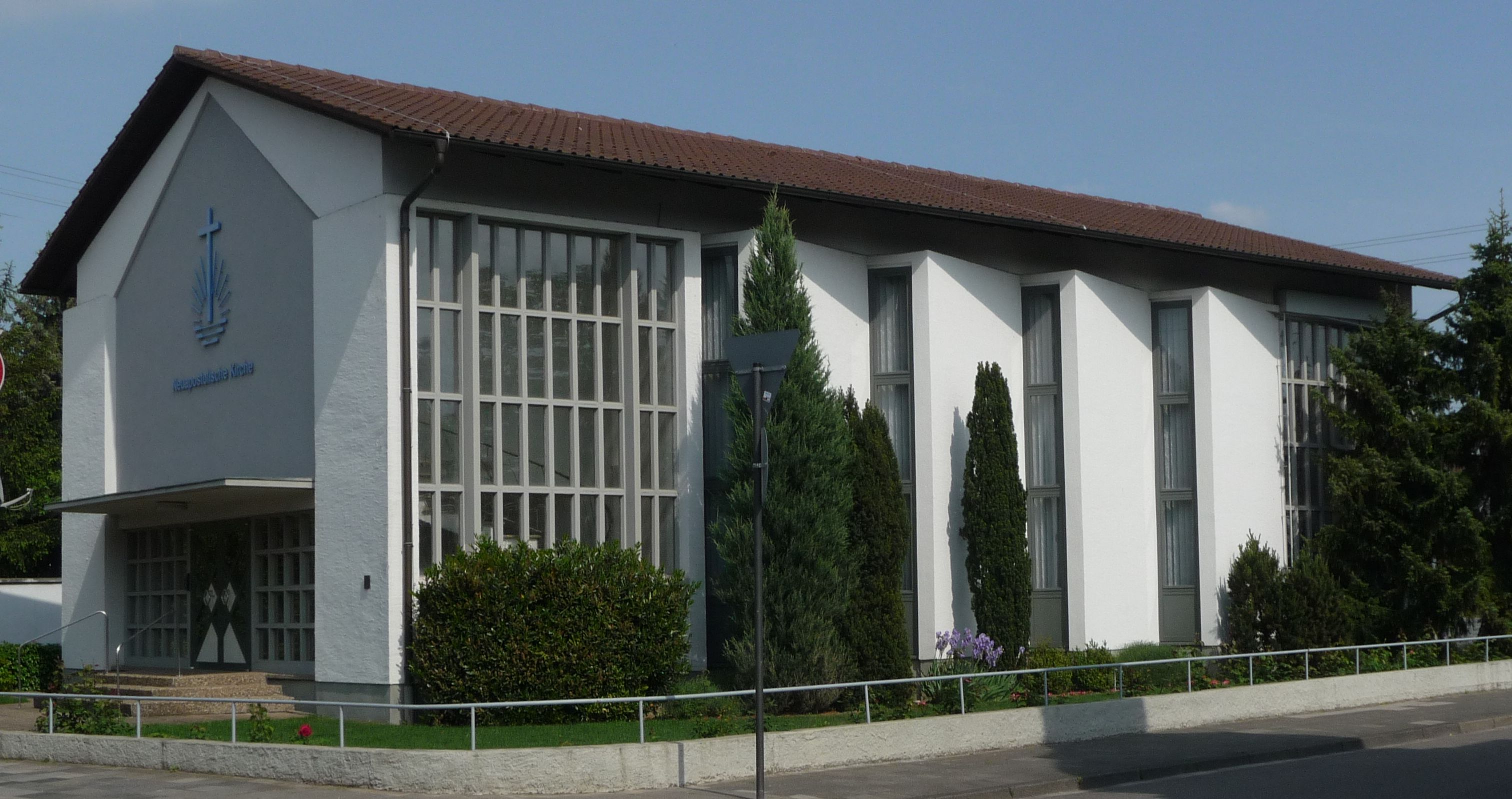
Neuapostolische Kirche Oggersheim

Die Neuapostolische Kirche in Oggersheim wurde im Jahr 1960 gebaut.
| Name        | Neuapostolische Kirche Oggersheim            |
| Bauzeit     | 1960                                         |
| Zerstörung  | -                                            |
| Architekten | Dietrich und Naumann, Mutterstadt            |
| Baustil     |                                              |
| Turmhöhe    | -                                            |
| Glocken     |                                              |
| Orgel       | Kienle, Typ EC II, Baujahr 1990              |
| Fläche      |                                              |
| Sitzplätze  | 184                                          |
| Adresse     | Schillerstraße 69 in Ludwigshafen-Oggersheim |
| Website     | http://www.nak-ludwigshafen-oggersheim.de/   |

### Neuapostolische Kirche Oppau
Parsevalstraße 6 in 67069 Ludwigshafen-Oppau
Die Kirche Lu-Oppau ist seit dem 22. Juni 2014 geschlossen. Es finden dort keine Gottesdienste mehr statt.

### Pauluskirche

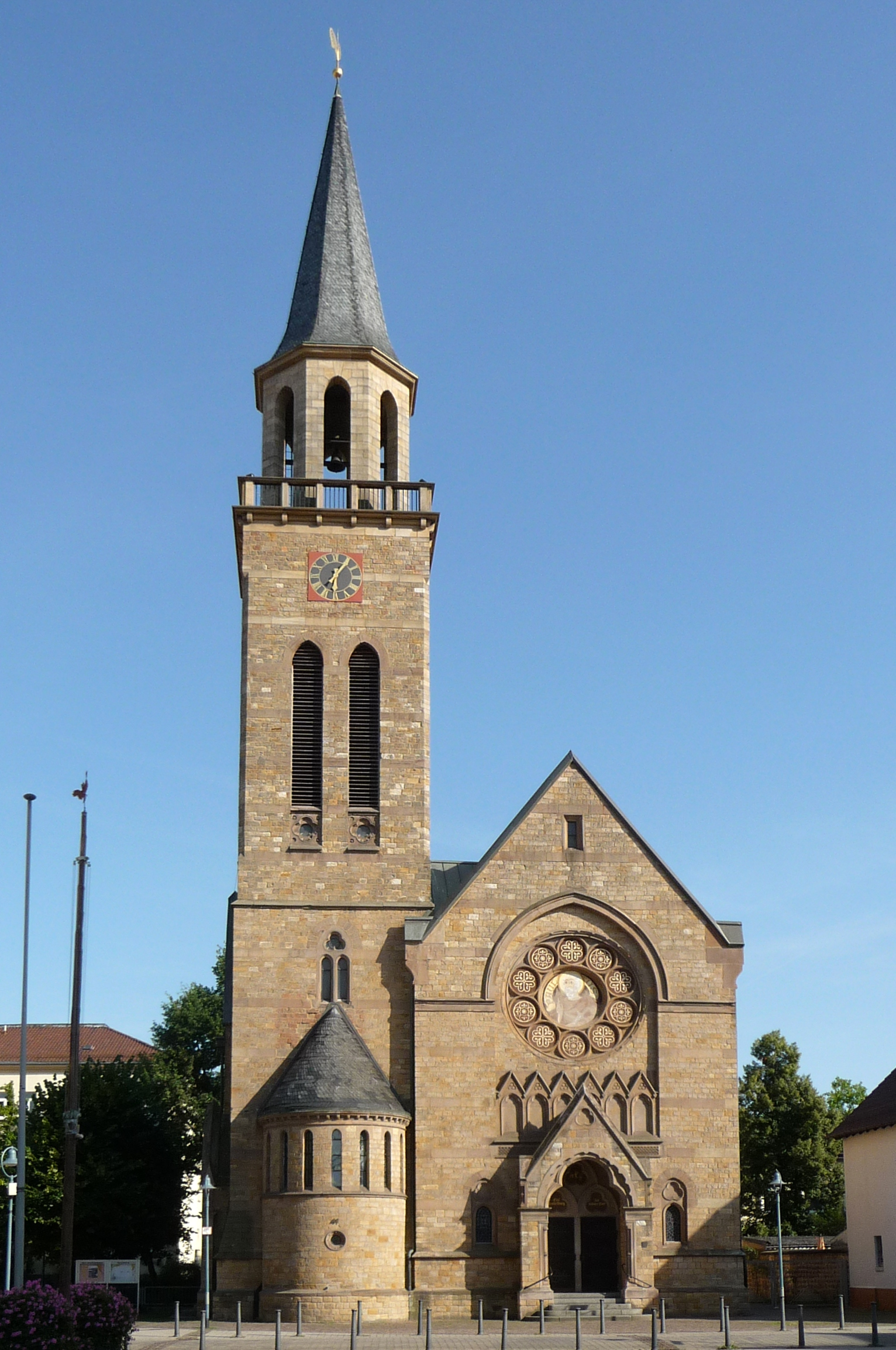
Pauluskirche

Der Vorgängerbau der protestantischen Pauluskirche wurde bereits 1780 eingeweiht. Die heutige Kirche wurde in den Jahren 1901 und 1902 nach Plänen von Franz Schöberl errichtet. Nach Zerstörungen 1921 und 1944 wurde sie 1951 wiederaufgebaut, dabei wurde der Turm verändert.
Es ist ein stattlicher, nach Süden gerichteter Sandsteinquaderbau mit Hausteingliederung. Die in den Bauformen und der schlichten Ausstattung charakteristische Kirche bildet zusammen mit Rathaus und Schule den Ortsmittelpunkt und ist u. a. verwandt mit den Kirchenbauten des Berliner Architekten Johannes Otzen.
| Name         | Paulus von Tarsus                                                                  |
| Bauzeit      | 1772–1780, 1901–1902, 1952, 1953–1955                                              |
| Zerstörungen | 1794, 1944, 1951                                                                   |
| Architekten  | Franz Schöberl, Speyer, Helmut Fücker, Ludwigshafen Manfred Watta                  |
| Baustil      | neugotischer Quaderbau                                                             |
| Turmhöhe     | 45,50 m                                                                            |
| Glocken      | cis1, e1, gis1, h1, cis2, dis2; 1.801 kg, 1.090 kg, 501 kg, 420 kg, 300 kg, 207 kg |
| Orgel        | 1997 Orgelbau Mühleisen, Leonberg, III/30                                          |
| Fläche       |                                                                                    |
| Sitzplätze   | 546 (850 mit Empore)                                                               |
| Adresse      | Luitpoldstraße 41 in Ludwigshafen-Friesenheim                                      |
| Website      | www.evkirchefriesenheim.de                                                         |

### Paul-Gerhardt-Kirche

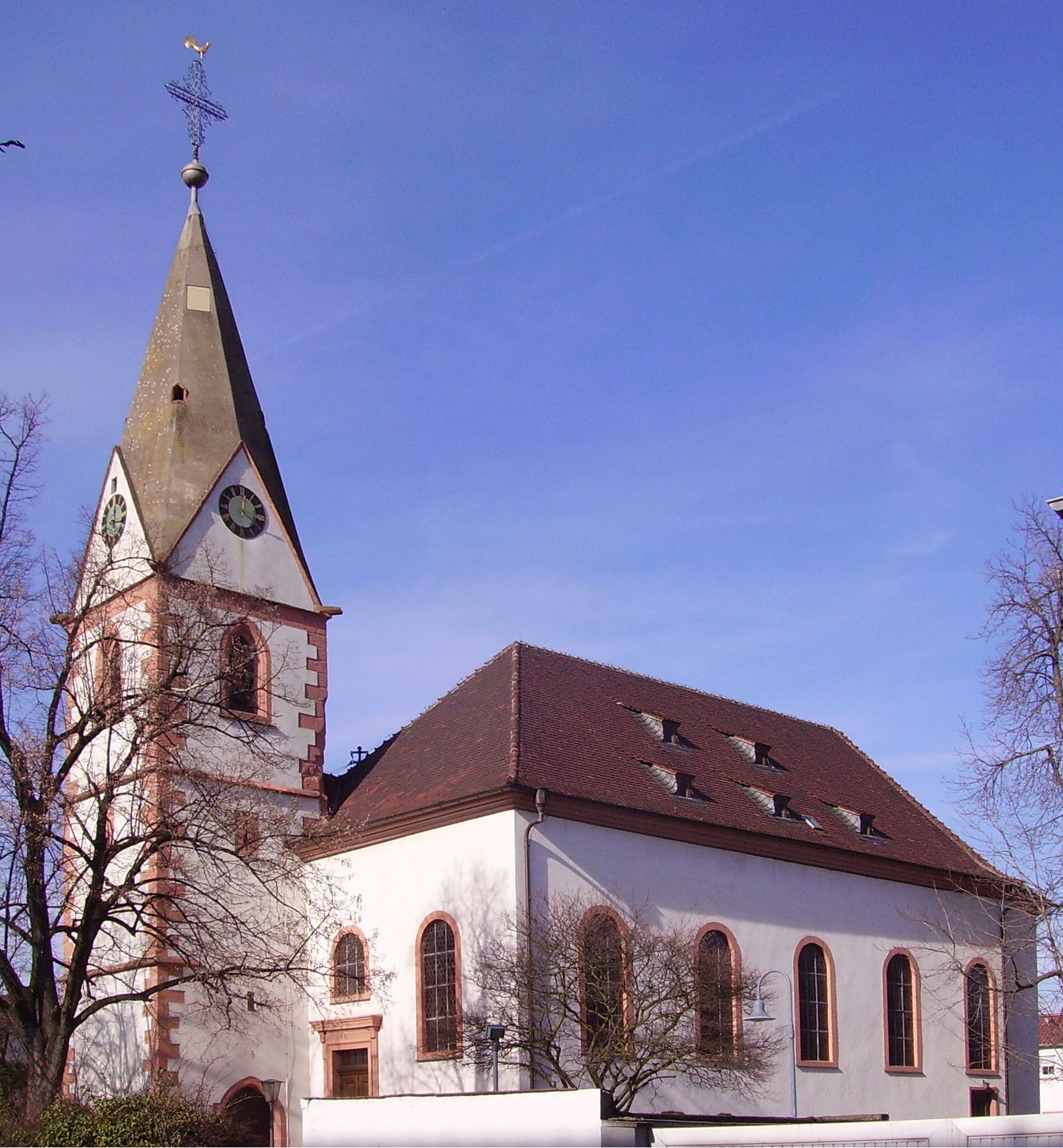
Paul-Gerhardt-Kirche

Die protestantische Paul-Gerhardt-Kirche steht an der gleichen Stelle, an der sich im 12. Jahrhundert eine Sankt-Gallus-Kirche befand, von der nur noch der spätgotische Turm erhalten ist, dessen Grundmauern die Reste eines ehemaligen romanischen Turms sind. Die Kirche brannte im Jahr 1708 ab, wurde aber sofort wiederhergestellt. 1733/1734 wurde sie zerstört, nachdem sie zuvor von französischen Soldaten als Stallung benutzt worden war. 1792 wurde die heutige Kirche erbaut, die 100 Jahre später gründlich renoviert wurde.
In der Reformationszeit wurde die Kirchengemeinde lutherisch und die Kirche wurde im Jahr 1698 zur Simultankirche. 1890 wurde in einem Vergleich die Nutzung der Kirche geregelt. Sie ging in den Alleinbesitz der Protestanten über und die Katholiken erhielten eine Abfindung von 30.000 Mark.
| Name        | Paul Gerhardt                                            |
| Bauzeit     | 1790/91, 1950–1952                                       |
| Zerstörung  | 1943                                                     |
| Architekten | Johann Andreas Traitteur, Müller, Rettig, Horlacher      |
| Baustil     | abgewandelter Klassizismus                               |
| Turmhöhe    | 31 m                                                     |
| Glocken     | dis1–fis1–ais1; 1.820 kg, 1.028 kg, 518 kg               |
| Orgel       | 1955 Steinmeyer, II/27 mechanisch                        |
| Fläche      | 398 m²                                                   |
| Sitzplätze  | 460                                                      |
| Adresse     | Am Kantor-Josef-Jakob-Platz in Ludwigshafen-Rheingönheim |
| Website     | www.prot-kirche-rheingoenheim.org                        |

### Protestantische Kirche Edigheim

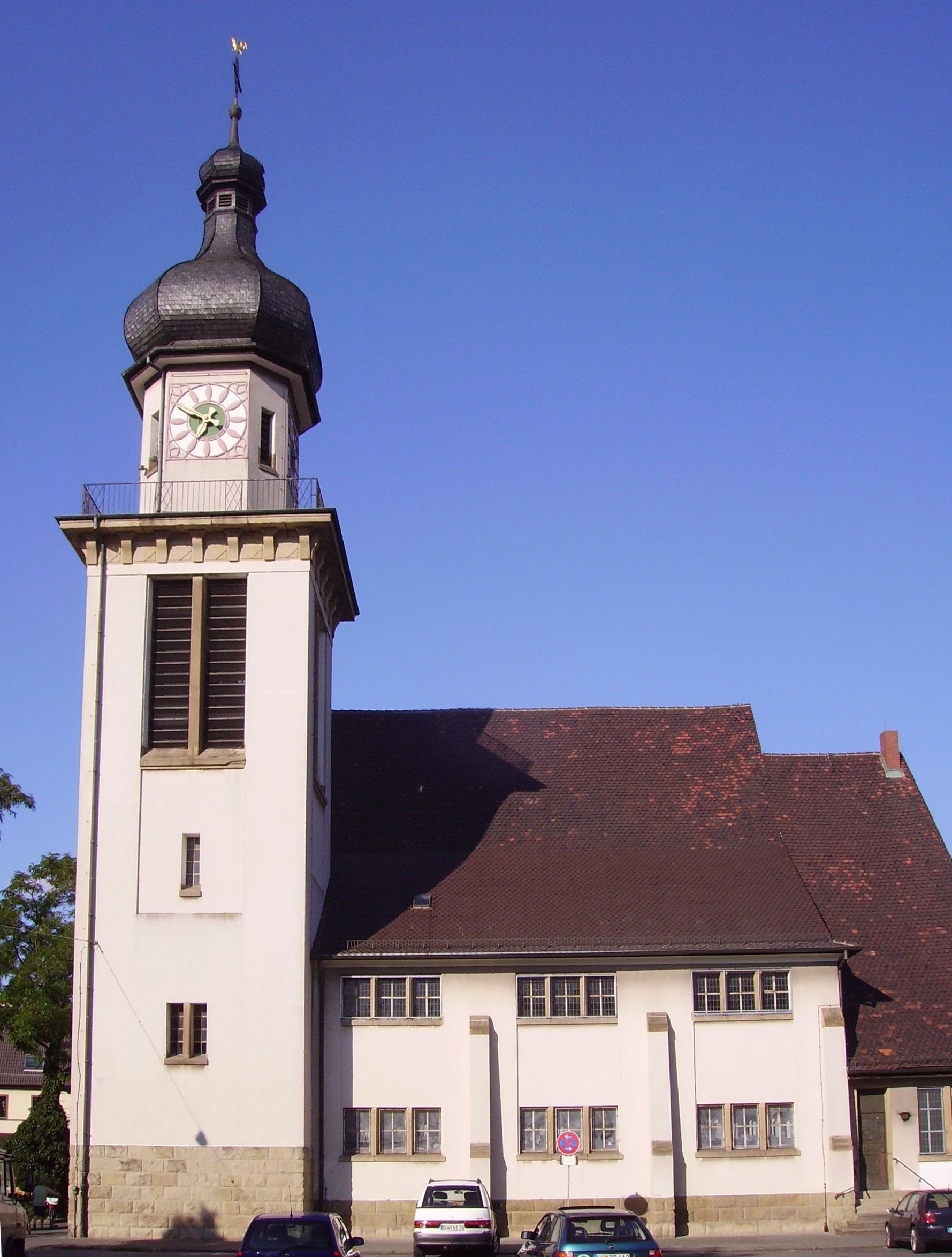
Evangelische Kirche Edigheim

In den Protokollen der Kirchenvisitation von 1496 wird bereits eine Kirche in Edigheim erwähnt. In der folgenden Zeit war Edigheim Filiale von Oppau. Entsprechend den Vereinbarungen des Augsburger Religionsfriedens wurde 1556 in der Pfalz die Reformation von oben herab eingeführt. Auf Weisung des Kurfürsten wurde Edigheim protestantisch. Am Ende des 17. Jahrhunderts versuchte jedoch Kurfürst Johann Wilhelm die Reformierten gewaltsam zum alten Glauben zurückzuführen. 1705 wies er auch in Edigheim die Kirche den Katholiken zu, obwohl damals nur ein einziger Bewohner des Ortes katholisch war. Immerhin wurde es 1707 den Reformierten gestattet, die Kirche mitzubenutzen. Dies führte immer wieder zu Spannungen. 1740 ließ man die baufällige Kirche abreißen, wobei sich die Reformierten am Wiederaufbau beteiligen durften. Aber nach Fertigstellung der Kirche im Jahr 1750 wurde den Katholiken wieder die alleinigen Rechte zugestanden. Den Protestanten blieben kleine Nebenräume und Stuben, obwohl sie stets die Mehrheit der Bevölkerung stellten.
Eine Bittschrift an den Landesherren hatte den Erfolg, dass die Reformierten und die Katholiken ab 1816 die Kirche wieder gemeinsam nutzten. Dieses zweite Simultaneum war aber nicht reibungslos.
Im Jahr 1911 wurde Edigheim zur selbständigen Protestantischen Pfarrei. Wichtigstes Anliegen des ersten Pfarrers war es, eine eigene Kirche zu errichten. Er zog durch die ganze Pfalz, um für den Kirchenbau zu sammeln. So gelang es in den Jahren 1914 bis 1916 die heutige Kirche in der damaligen Stilrichtung des Jugendstils zu erbauen.
Im Zweiten Weltkrieg wurde die Kirche beschädigt und in den Jahren 1950 bis 1952 renoviert. Dabei wurden aus Geldmangel die beschädigten, buntverglasten Fenster durch einfache Bleiverglasung ersetzt.
| Name       | Protestantische Kirche Edigheim                             |
| Bauzeit    | 1914–1916, 1952 (Wiederaufbau)                              |
| Zerstörung | 1943 (beschädigt)                                           |
| Architekt  | R. Ostermaier, Kaiserslautern                               |
| Baustil    | neoklassizistisch und Verwendung von Jugendstilmotiven      |
| Turmhöhe   | 38 m                                                        |
| Glocken    | c1–e1–g1–a1–h1; 1.720 kg, 910 kg, 610 kg, 431 kg, 289 kg    |
| Orgel      | 1916 Gebrüder Link, Giengen/Brenz, II/17 pneumatisch        |
| Fläche     | 495 m²                                                      |
| Sitzplätze | 590                                                         |
| Adresse    | Bürgermeister-Fries-Straße 4 in 67069 Ludwigshafen-Edigheim |
| Website    | www.evkirche-edigheim.de                                    |

### Protestantische Kirche Pfingstweide
Die evangelische Kirche in der Pfingstweide wurde in den Jahren 1975 und 1976 in dem damaligen Neubaugebiet im Norden der Stadt errichtet. Als 1969 die ersten Wohnungen im Neubaugebiet bezogen wurden, gehörte die Pfingstweide noch zur Protestantischen Kirchengemeinde Edigheim.
Im Juli 1970 wurde ein Gemeindehaus in Dienst genommen, die sogenannte Baracke, in der auch ein Kindergarten untergebracht war. Grundgedanke des Provisoriums war: Es sollte sich erst eine Gemeinde bilden, die dann nach eigenen Wünschen ihr eigenes Gemeindezentrum bauen sollte. Es dauerte dann bis 1976, bis das Protestantische Gemeindezentrum fertiggestellt war.
| Name        | Protestantisches Gemeindezentrum Pfingstweide        |
| Bauzeit     | 1976                                                 |
| Zerstörung  | -                                                    |
| Architekten | Büro Speer und Wolfgang Männchen                     |
| Baustil     | moderner Stahlbetonbau                               |
| Turmhöhe    | -                                                    |
| Glocken     | keine                                                |
| Orgel       | elektrisch                                           |
| Fläche      | nicht bekannt                                        |
| Sitzplätze  | 200                                                  |
| Adresse     | Brüsseler Ring 57 in 67069 Ludwigshafen-Pfingstweide |
| Website     | www.pfingstweide.de                                  |

### Protestantische Kirche Ruchheim

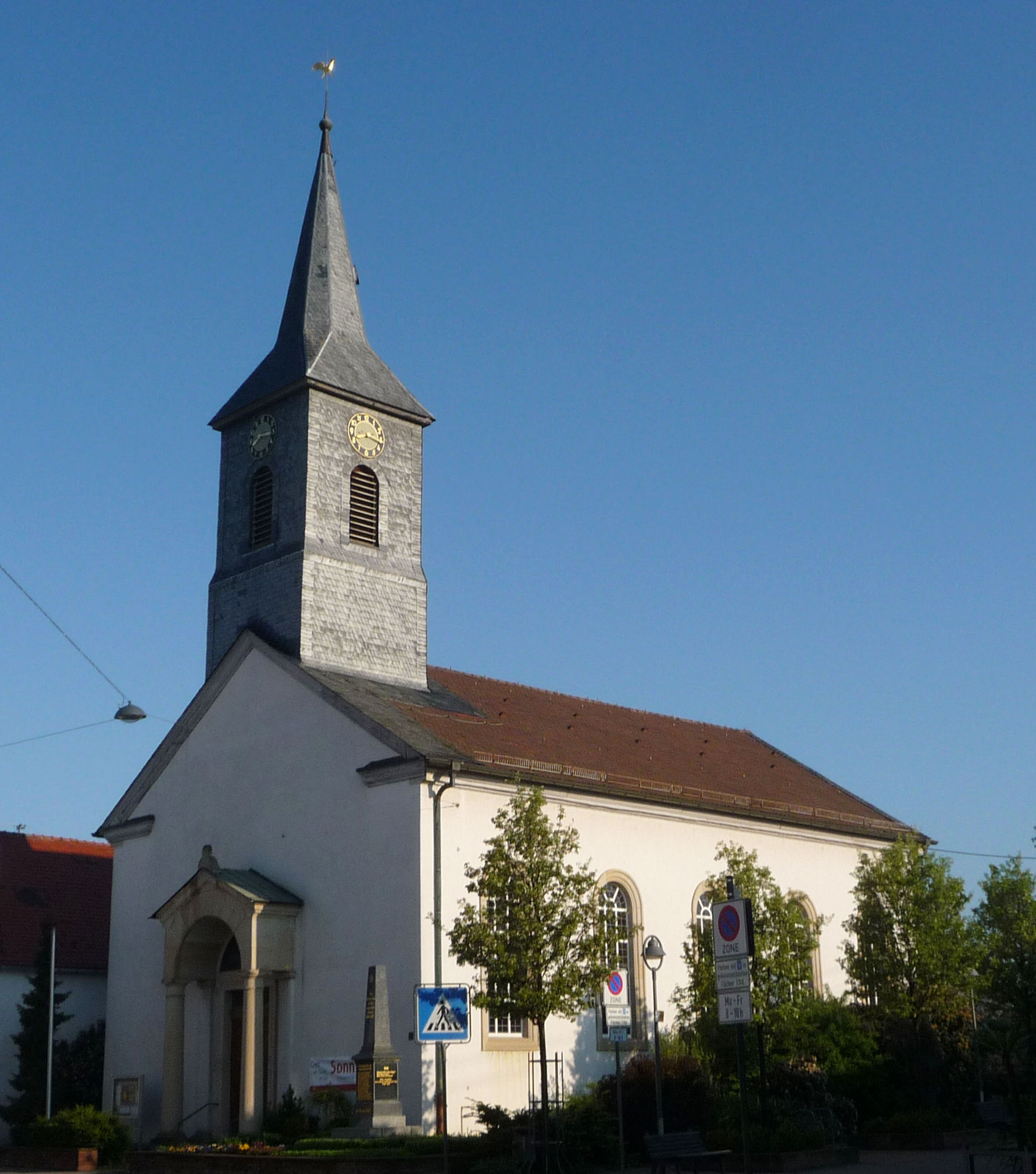
Protestantische Kirche Ruchheim

Die protestantische Kirche in Ruchheim wurde in den Jahren 1833 und 1834 gebaut. Im Inneren finden sich Bildhauerarbeiten von Goez Weisenheim.
| Name        | Protestantische Pfarrkirche Ruchheim            |
| Bauzeit     | 1833–1834                                       |
| Zerstörung  |                                                 |
| Architekten | Foltz, Speyer und Max Walter, Ruchheim          |
| Baustil     | Spätklassizismus                                |
| Turmhöhe    | 32 m                                            |
| Glocken     | g1–b1–c2; 505 kg, 355 kg, 252 kg                |
| Orgel       | 1874 Walker, Ludwigsburg; mechanische Traktur   |
| Fläche      | 225 m²                                          |
| Sitzplätze  | 208                                             |
| Adresse     | Fußgönheimer Straße 22 in Ludwigshafen-Ruchheim |
| Website     |                                                 |

### St. Sebastian

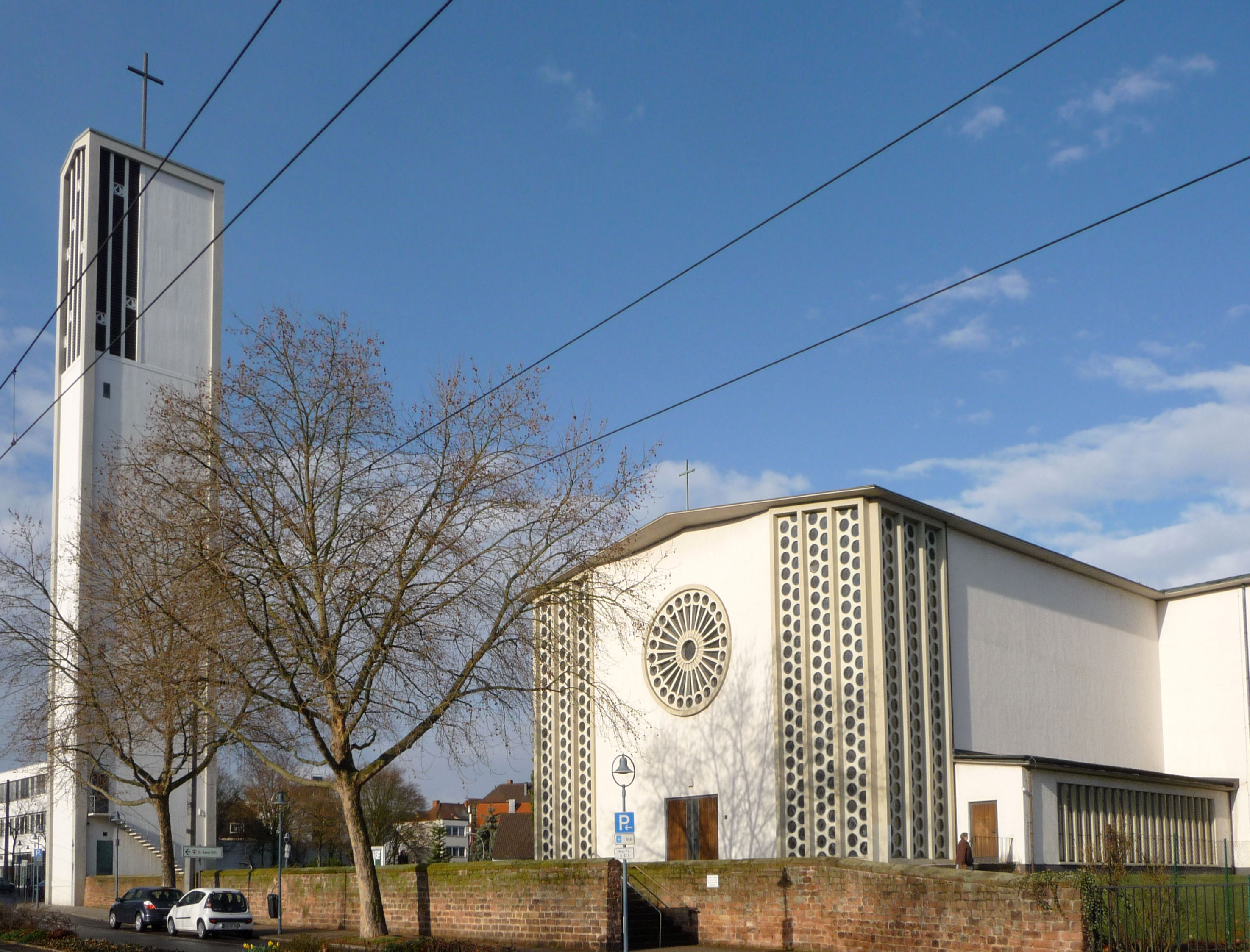
St. Sebastian

An der Stelle der katholischen Sankt Sebastianskirche ist erstmals 1179 eine Kirche belegt; eine 1610 erbaute Kirche wurde im 17. Jahrhundert zerstört. In den Jahren 1859 bis 1861 wurden das Langhaus und der Chor unter Einbeziehung des Turms von 1610 neu gebaut.
Die heutige Kirche wurde als Ersatz für den 1943 zerstörten Vorgängerbau des 19. Jahrhunderts im Jahr 1954 nach Plänen von Karl Lochner und Philipp Blaumer errichtet. Es ist ein massiger Putzbau mit niedrigen Seitenschiffen auf dem platzartig geweiteten Gelände.
Die Außenwände sind seitlich in vertikal gegliederte Betonraster mit runden Fenstern aufgelöst. Die Hauptansicht wird durch eine Maßwerkrose akzentuiert. Unmittelbar an der Straße steht der frei stehende Glockenturm.
St. Sebastian bildet mit den Pfarrgemeinden St. Ludwig, Herz Jesu und Heilig Geist eine Pfarreiengemeinschaft.
| Name        | Sebastian war ein römischer Soldat und wurde zu einem christlichen Märtyrer. |
| Pfarrei     | Heiliger Petrus und Paulus                                                   |
| Bauzeit     |                                                                              |
| Zerstörung  | 1943, 1945                                                                   |
| Architekten | Karl Lochner und Philipp Blaumer                                             |
| Baustil     | moderne Stahlbetonkonstruktion                                               |
| Turmhöhe    | 42 Meter                                                                     |
| Glocken     | b0–c1–es1–f1–g1; 3.024 kg, 2.014 kg, 1.261 kg, 1.024 kg, 700 kg              |
| Orgel       | Scherpf, Speyer 1963                                                         |
| Fläche      | 1.475 m² (Grundfläche)                                                       |
| Sitzplätze  | 500                                                                          |
| Adresse     | Saarlandstraße 3 in Ludwigshafen-Mundenheim                                  |
| Website     | Hl. Petrus und Paulus                                                        |

### Trinitatiskirche

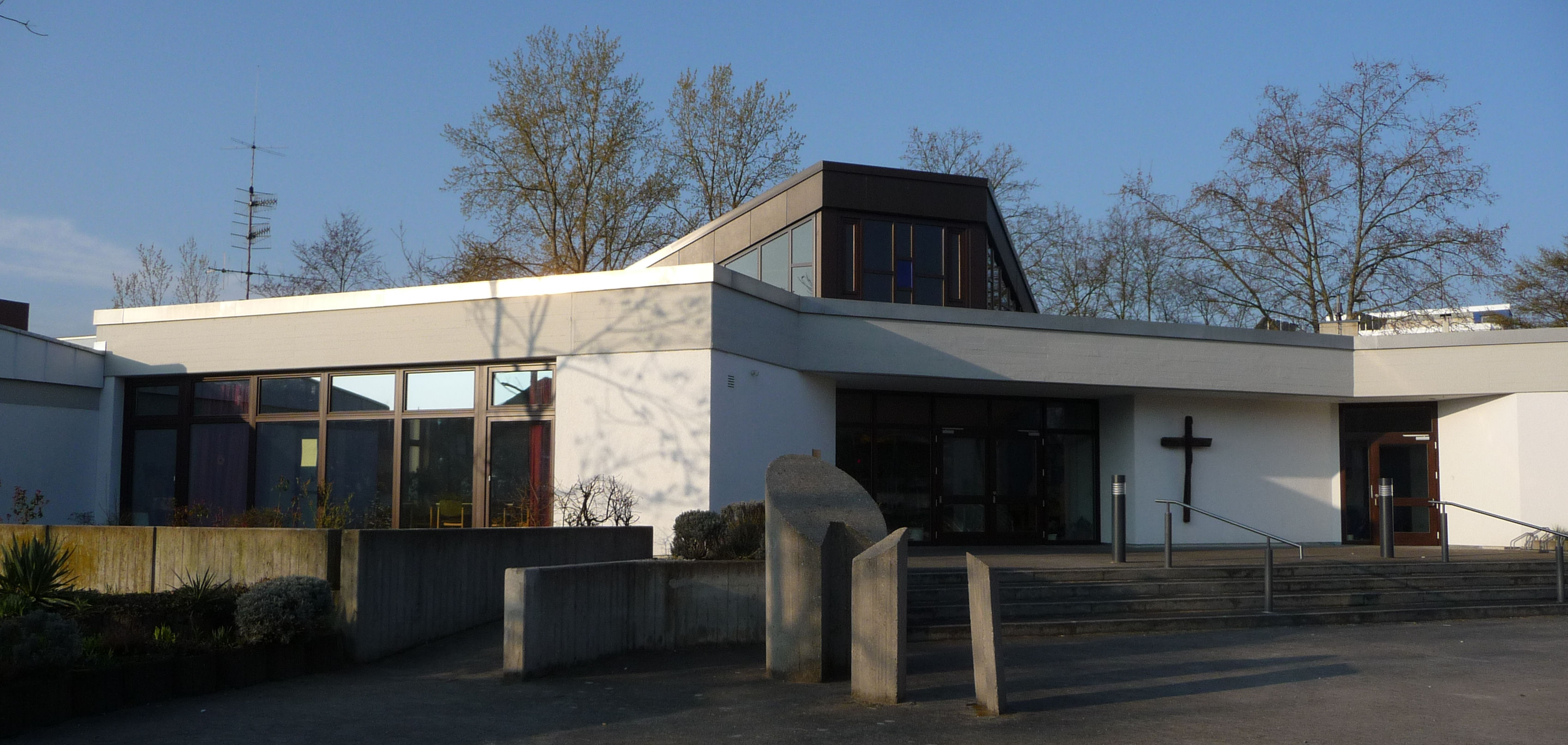
Trinitatiskirche

Die protestantische Trinitatiskirche wurde im Jahr 1976 gebaut als durch den Neubau der Ernst-Reuter-Siedlung eine neue Kirchengemeinde geschafften wurde.
| Name       | Trinitatis (lateinisch für Dreifaltigkeit)    |
| Bauzeit    | 1966                                          |
| Zerstörung | -                                             |
| Architekt  | Erwin Morlock, Ludwigshafen                   |
| Baustil    | moderne Stahlbetonkonzeption                  |
| Turmhöhe   | -                                             |
| Glocken    | keine                                         |
| Orgel      | elektrisch                                    |
| Fläche     | nicht bekannt                                 |
| Sitzplätze | 80                                            |
| Adresse    | Kärntnerstraße 23 in Ludwigshafen-Gartenstadt |
| Website    |                                               |

### Versöhnungskirche

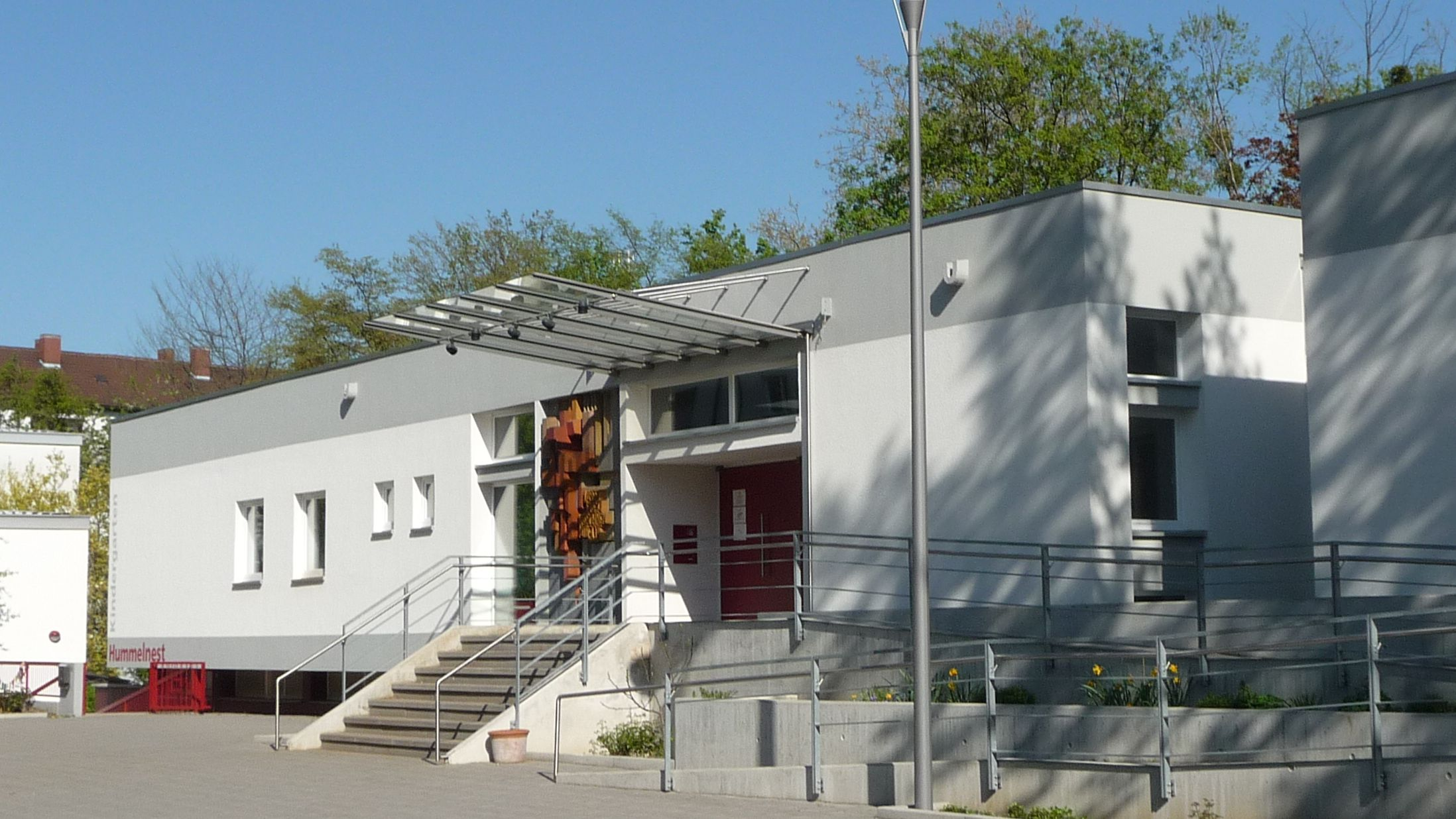
Versöhnungskirche

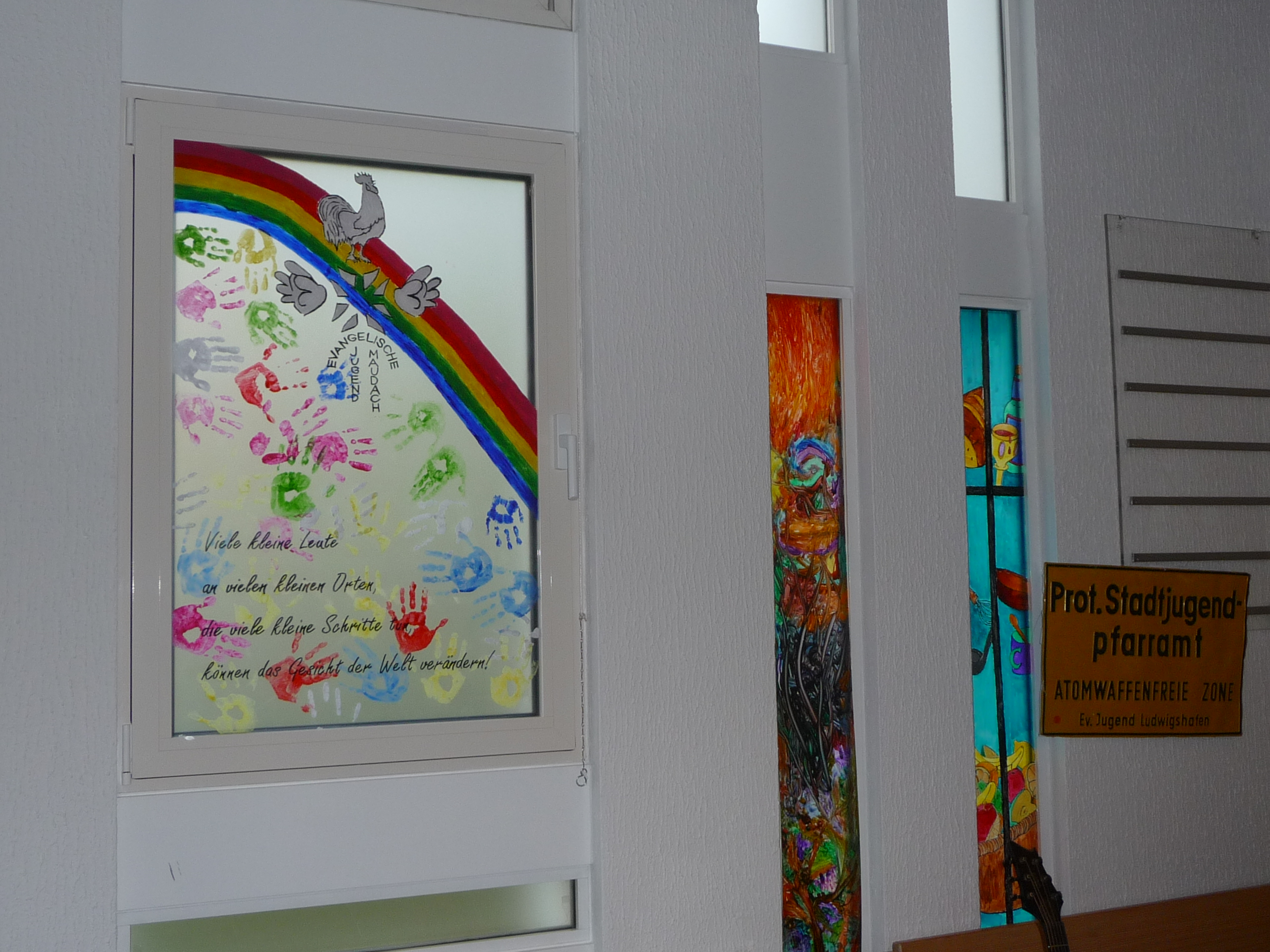
Kirchenfenster

Die protestantische Versöhnungskirche wurde im Jahr 1975 gebaut. Seit der Renovierung im Jahr 2009 wird sie von der Protestantischen Kirchengemeinde Ludwigshafen-Süd, dem Stadtjugendpfarramt Ludwigshafen, dem Gemeindepädagogischen Dienst des Kirchenbezirks (GPD) sowie der Evangelischen Jugend Ludwigshafen gemeinschaftlich genutzt. Im Untergeschoss befindet sich die evangelische Kindertagesstätte Hummelnest.
| Name       | Versöhnung                                         |
| Bauzeit    | 1966                                               |
| Zerstörung | -                                                  |
| Architekt  | Erwin Morlock, Ludwigshafen                        |
| Baustil    | moderne Mischbauweise                              |
| Turmhöhe   | -                                                  |
| Glocken    | keine                                              |
| Orgel      | Oberlinger, Windesheim; I/6 mechanisch, 1961       |
| Fläche     | 203 m²                                             |
| Sitzplätze | 100 (+ 65)                                         |
| Adresse    | Ludwig-Börne-Straße in 67061 Ludwigshafen-Süd      |
| Website    | Protestantische Kirchengemeinde Ludwigshafen - Süd |

## Judentum
- Synagoge Ruchheim, seit 1953 Kirche

## Buddhismus
- Wat Thai Buddha Apa

## Islam
- Alemi Islam Moschee

## Sonstige

### Johannes-Ronge-Haus

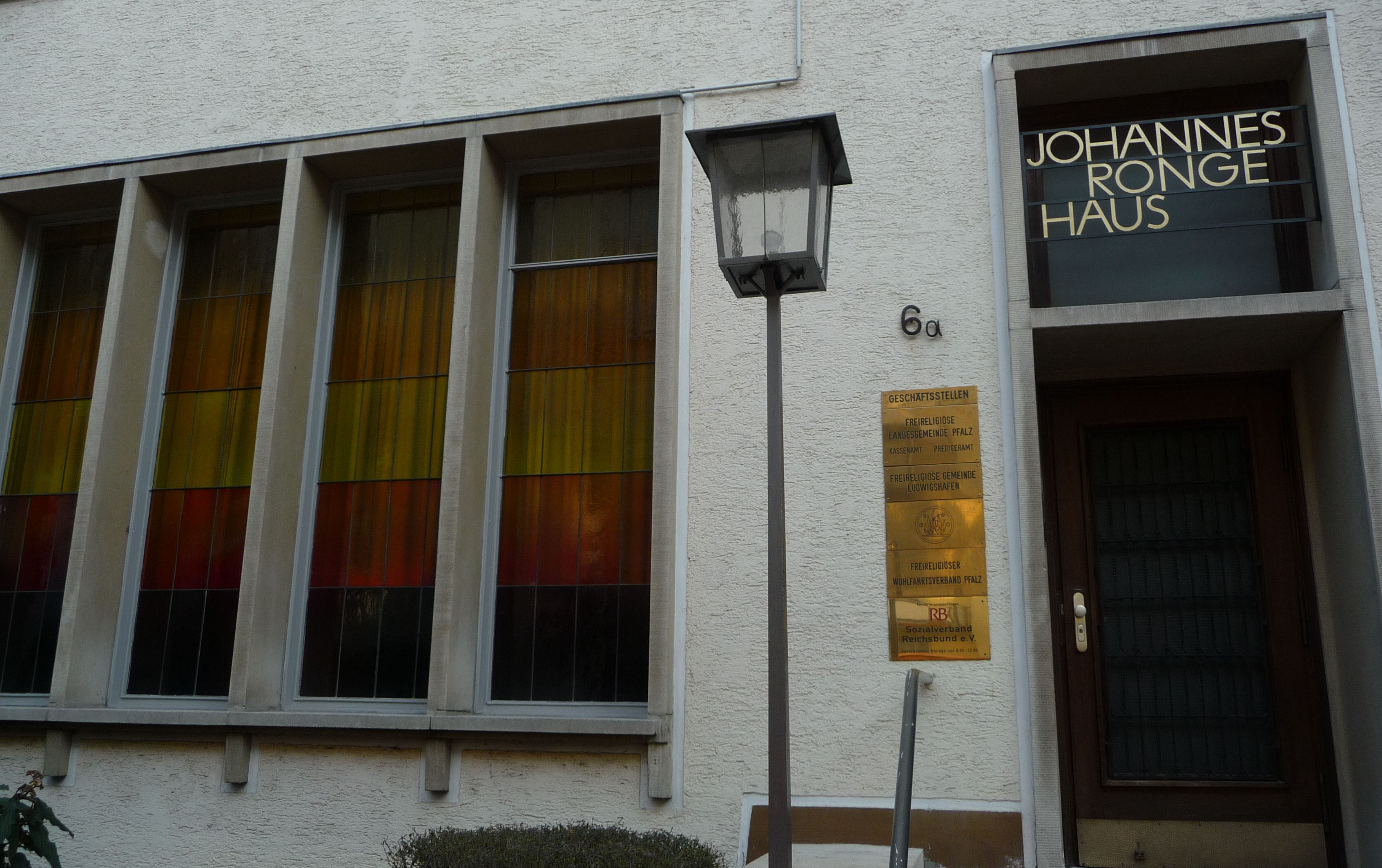
Johannes-Ronge-Haus

Das Johannes-Ronge-Haus der Freireligiösen Landesgemeinde Pfalz K.d.ö.R. in der Stadtmitte wurde im Jahr 1952 gebaut.
Im Gebäude befindet sich auch ein Festsaal mit Sitzungsraum, die Jugendräume und die Verwaltung der Landesgemeinde. Das Gebäude beherbergt außerdem noch Wohnungen und Geschäftsräume.
| Name        | Johannes Ronge war ein katholischer Priester, der wesentlich zur Gründung des Bundes Freireligiöser Gemeinden beitrug. |
| Bauzeit     | 1952 |
| Zerstörung  | - |
| Architekten | Latteyer und Koch |
| Baustil     | |
| Turmhöhe    | - |
| Glocken     | keine |
| Orgel       | keine |
| Fläche      | nicht bekannt |
| Sitzplätze  | nicht bekannt |
| Adresse     | Wörthstraße 6a in 67059 Ludwigshafen-Mitte                                                                             |
| Website     | Freireligiöse Landesgemeinde Pfalz                                                                                     |